# Tweede divisie 1969/70/Wedstrijden
De wedstrijden van het Nederlandse Tweede divisie voetbal uit het seizoen 1969/70 was het 14e seizoen van de laagste (semi-)professionele Nederlandse voetbalcompetitie voor mannen. Het seizoen bestond uit 34 speelronden van elk acht wedstrijden. De competitie begon op 17 augustus 1969 en duurde tot 7 juni 1970.

## Speelronde 1
|                  |                                                                                           |       |           |                                                                         |
| 17 augustus 1969 | Hermes DVS                                                                                | 7 – 0 | Limburgia | Stadion: Harga, Schiedam Toeschouwers: 750 Scheidsrechter: Joop Mulders |
| 17 augustus 1969 | Ger Bakkes 23' Cees van Kooten 27', 29' Theo de Raaij 43', 62', 83' Aad van der Voort 84' |       |           | Stadion: Harga, Schiedam Toeschouwers: 750 Scheidsrechter: Joop Mulders |
| 17 augustus 1969 |                                                                                           |       |           | Stadion: Harga, Schiedam Toeschouwers: 750 Scheidsrechter: Joop Mulders |
| 17 augustus 1969 |                                                                                           |       |           | Stadion: Harga, Schiedam Toeschouwers: 750 Scheidsrechter: Joop Mulders |
|                  |                                                                                           |       |           |                                                                         |

|                  |                             |       |                                        |                                                                                            |
| 17 augustus 1969 | PEC                         | 3 – 2 | NOAD                                   | Stadion: Gemeentelijk Sportpark, Zwolle Toeschouwers: 6.000 Scheidsrechter: Charles Corver |
| 17 augustus 1969 | Zlatko Dračić 34', 65', 69' |       | 19' Theo Netten 36' Jacques von Ranzow | Stadion: Gemeentelijk Sportpark, Zwolle Toeschouwers: 6.000 Scheidsrechter: Charles Corver |
| 17 augustus 1969 |                             |       |                                        | Stadion: Gemeentelijk Sportpark, Zwolle Toeschouwers: 6.000 Scheidsrechter: Charles Corver |
| 17 augustus 1969 |                             |       |                                        | Stadion: Gemeentelijk Sportpark, Zwolle Toeschouwers: 6.000 Scheidsrechter: Charles Corver |
|                  |                             |       |                                        |                                                                                            |

|                  |                  |       |                  |                                                                               |
| 17 augustus 1969 | Roda JC          | 1 – 1 | EDO              | Stadion: Kaalheide, Kerkrade Toeschouwers: 3.000 Scheidsrechter: Henk Geurens |
| 17 augustus 1969 | Bert Slisser 49' |       | 14' Bert Willems | Stadion: Kaalheide, Kerkrade Toeschouwers: 3.000 Scheidsrechter: Henk Geurens |
| 17 augustus 1969 |                  |       |                  | Stadion: Kaalheide, Kerkrade Toeschouwers: 3.000 Scheidsrechter: Henk Geurens |
| 17 augustus 1969 |                  |       |                  | Stadion: Kaalheide, Kerkrade Toeschouwers: 3.000 Scheidsrechter: Henk Geurens |
|                  |                  |       |                  |                                                                               |

|                  |                         |       |                |                                                                                             |
| 17 augustus 1969 | Wageningen              | 2 – 1 | Heerenveen     | Stadion: De Wageningse Berg, Wageningen Toeschouwers: 3.500 Scheidsrechter: Bernard Verbeek |
| 17 augustus 1969 | Hans Posthumus 35', 75' |       | 8' Thomas Haan | Stadion: De Wageningse Berg, Wageningen Toeschouwers: 3.500 Scheidsrechter: Bernard Verbeek |
| 17 augustus 1969 |                         |       |                | Stadion: De Wageningse Berg, Wageningen Toeschouwers: 3.500 Scheidsrechter: Bernard Verbeek |
| 17 augustus 1969 |                         |       |                | Stadion: De Wageningse Berg, Wageningen Toeschouwers: 3.500 Scheidsrechter: Bernard Verbeek |
|                  |                         |       |                |                                                                                             |

|                  |                                     |       |                                  |                                                                               |
| 17 augustus 1969 | AGOVV                               | 2 – 2 | SC Gooiland                      | Stadion: Berg & Bos, Apeldoorn Toeschouwers: 3.500 Scheidsrechter: Jan Regtop |
| 17 augustus 1969 | Arie Beekman 3' Jacques Wentink 51' |       | 61' Paul Behm 63' Johan Schouten | Stadion: Berg & Bos, Apeldoorn Toeschouwers: 3.500 Scheidsrechter: Jan Regtop |
| 17 augustus 1969 |                                     |       |                                  | Stadion: Berg & Bos, Apeldoorn Toeschouwers: 3.500 Scheidsrechter: Jan Regtop |
| 17 augustus 1969 |                                     |       |                                  | Stadion: Berg & Bos, Apeldoorn Toeschouwers: 3.500 Scheidsrechter: Jan Regtop |
|                  |                                     |       |                                  |                                                                               |

|                  |         |       |     |                                                                                    |
| 17 augustus 1969 | Baronie | 0 – 0 | RBC | Stadion: De Blauwe Kei, Breda Toeschouwers: 4.000 Scheidsrechter: Gerard Klaassens |
| 17 augustus 1969 |         |       |     | Stadion: De Blauwe Kei, Breda Toeschouwers: 4.000 Scheidsrechter: Gerard Klaassens |
| 17 augustus 1969 |         |       |     | Stadion: De Blauwe Kei, Breda Toeschouwers: 4.000 Scheidsrechter: Gerard Klaassens |
| 17 augustus 1969 |         |       |     | Stadion: De Blauwe Kei, Breda Toeschouwers: 4.000 Scheidsrechter: Gerard Klaassens |
|                  |         |       |     |                                                                                    |

|                  |                  |       |     |                                                                        |
| 17 augustus 1969 | FC VVV           | 1 – 0 | ZFC | Stadion: De Kraal, Venlo Toeschouwers: 4.000 Scheidsrechter: Henk Vlug |
| 17 augustus 1969 | Don Burhenne 68' |       |     | Stadion: De Kraal, Venlo Toeschouwers: 4.000 Scheidsrechter: Henk Vlug |
| 17 augustus 1969 |                  |       |     | Stadion: De Kraal, Venlo Toeschouwers: 4.000 Scheidsrechter: Henk Vlug |
| 17 augustus 1969 |                  |       |     | Stadion: De Kraal, Venlo Toeschouwers: 4.000 Scheidsrechter: Henk Vlug |
|                  |                  |       |     |                                                                        |

|                  |                 |       |           |                                                                                           |
| 17 augustus 1969 | SC Drente       | 1 – 0 | Eindhoven | Stadion: Mr. Ovingstraat, Klazienaveen Toeschouwers: 1.500 Scheidsrechter: Tjeerd Elsinga |
| 17 augustus 1969 | Bert Bosman 65' |       |           | Stadion: Mr. Ovingstraat, Klazienaveen Toeschouwers: 1.500 Scheidsrechter: Tjeerd Elsinga |
| 17 augustus 1969 |                 |       |           | Stadion: Mr. Ovingstraat, Klazienaveen Toeschouwers: 1.500 Scheidsrechter: Tjeerd Elsinga |
| 17 augustus 1969 |                 |       |           | Stadion: Mr. Ovingstraat, Klazienaveen Toeschouwers: 1.500 Scheidsrechter: Tjeerd Elsinga |
|                  |                 |       |           |                                                                                           |

## Speelronde 2
|                  |                                                              |       |                |                                                                              |
| 24 augustus 1969 | Heerenveen                                                   | 4 – 1 | SC Drente      | Stadion: Noord, Heerenveen Toeschouwers: 4.000 Scheidsrechter: Siem Wellinga |
| 24 augustus 1969 | Rikkert La Crois 33', 89' Thomas Haan 34' Henk Zoetendal 42' |       | 72' Johan Booy | Stadion: Noord, Heerenveen Toeschouwers: 4.000 Scheidsrechter: Siem Wellinga |
| 24 augustus 1969 |                                                              |       |                | Stadion: Noord, Heerenveen Toeschouwers: 4.000 Scheidsrechter: Siem Wellinga |
| 24 augustus 1969 |                                                              |       |                | Stadion: Noord, Heerenveen Toeschouwers: 4.000 Scheidsrechter: Siem Wellinga |
|                  |                                                              |       |                |                                                                              |

|                  |                                                          |       |         |                                                                           |
| 24 augustus 1969 | Limburgia                                                | 3 – 0 | Roda JC | Stadion: Venweg, Brunssum Toeschouwers: 5.000 Scheidsrechter: Frans Derks |
| 24 augustus 1969 | Jan Beckers 65' Willy Coolen 70' Ties Klinkers (pen) 83' |       |         | Stadion: Venweg, Brunssum Toeschouwers: 5.000 Scheidsrechter: Frans Derks |
| 24 augustus 1969 |                                                          |       |         | Stadion: Venweg, Brunssum Toeschouwers: 5.000 Scheidsrechter: Frans Derks |
| 24 augustus 1969 |                                                          |       |         | Stadion: Venweg, Brunssum Toeschouwers: 5.000 Scheidsrechter: Frans Derks |
|                  |                                                          |       |         |                                                                           |

|                  |                  |       |            |                                                                              |
| 24 augustus 1969 | RBC              | 1 – 0 | Wageningen | Stadion: De Luiten, Roosendaal Toeschouwers: 3.000 Scheidsrechter: Henk Vlug |
| 24 augustus 1969 | Frie Nouwens 11' |       |            | Stadion: De Luiten, Roosendaal Toeschouwers: 3.000 Scheidsrechter: Henk Vlug |
| 24 augustus 1969 |                  |       |            | Stadion: De Luiten, Roosendaal Toeschouwers: 3.000 Scheidsrechter: Henk Vlug |
| 24 augustus 1969 |                  |       |            | Stadion: De Luiten, Roosendaal Toeschouwers: 3.000 Scheidsrechter: Henk Vlug |
|                  |                  |       |            |                                                                              |

|                  |                                   |       |       |                                                                                     |
| 24 augustus 1969 | ZFC                               | 2 – 0 | AGOVV | Stadion: Westzanerdijk, Zaandam Toeschouwers: 2.500 Scheidsrechter: Bernard Verbeek |
| 24 augustus 1969 | Abe van den Ban 2' Bob Westra 50' |       |       | Stadion: Westzanerdijk, Zaandam Toeschouwers: 2.500 Scheidsrechter: Bernard Verbeek |
| 24 augustus 1969 |                                   |       |       | Stadion: Westzanerdijk, Zaandam Toeschouwers: 2.500 Scheidsrechter: Bernard Verbeek |
| 24 augustus 1969 |                                   |       |       | Stadion: Westzanerdijk, Zaandam Toeschouwers: 2.500 Scheidsrechter: Bernard Verbeek |
|                  |                                   |       |       |                                                                                     |

|                  |                                    |       |                     |                                                                                 |
| 24 augustus 1969 | Eindhoven                          | 2 – 1 | Hermes DVS          | Stadion: Aalsterweg, Eindhoven Toeschouwers: 2.500 Scheidsrechter: Henk Weerink |
| 24 augustus 1969 | Willy Senders 7' Henk Bloemers 33' |       | 78' Cees van Kooten | Stadion: Aalsterweg, Eindhoven Toeschouwers: 2.500 Scheidsrechter: Henk Weerink |
| 24 augustus 1969 |                                    |       |                     | Stadion: Aalsterweg, Eindhoven Toeschouwers: 2.500 Scheidsrechter: Henk Weerink |
| 24 augustus 1969 |                                    |       |                     | Stadion: Aalsterweg, Eindhoven Toeschouwers: 2.500 Scheidsrechter: Henk Weerink |
|                  |                                    |       |                     |                                                                                 |

|                  |                                              |       |                                          |                                                                             |
| 24 augustus 1969 | Velox                                        | 2 – 2 | Baronie                                  | Stadion: Koningsweg, Utrecht Toeschouwers: 1.500 Scheidsrechter: Jan Regtop |
| 24 augustus 1969 | Joop Steenhuis 12' Matti Brouwers 83' (e.d.) |       | 87' (e.d.) Gerrit Langerak 89' Ger Saris | Stadion: Koningsweg, Utrecht Toeschouwers: 1.500 Scheidsrechter: Jan Regtop |
| 24 augustus 1969 |                                              |       |                                          | Stadion: Koningsweg, Utrecht Toeschouwers: 1.500 Scheidsrechter: Jan Regtop |
| 24 augustus 1969 |                                              |       |                                          | Stadion: Koningsweg, Utrecht Toeschouwers: 1.500 Scheidsrechter: Jan Regtop |
|                  |                                              |       |                                          |                                                                             |

|                  |     |       |        |                                                                                 |
| 24 augustus 1969 | EDO | 0 – 0 | FC VVV | Stadion: Noordersportpark, Haarlem Toeschouwers: 1.200 Scheidsrechter: Jan Beck |
| 24 augustus 1969 |     |       |        | Stadion: Noordersportpark, Haarlem Toeschouwers: 1.200 Scheidsrechter: Jan Beck |
| 24 augustus 1969 |     |       |        | Stadion: Noordersportpark, Haarlem Toeschouwers: 1.200 Scheidsrechter: Jan Beck |
| 24 augustus 1969 |     |       |        | Stadion: Noordersportpark, Haarlem Toeschouwers: 1.200 Scheidsrechter: Jan Beck |
|                  |     |       |        |                                                                                 |

|                 |                            |       |                   |                                                                                             |
| 1 februari 1970 | SC Gooiland                | 1 – 1 | PEC               | Stadion: Gemeentelijk Sportpark, Hilversum Toeschouwers: 2.000 Scheidsrechter: Henk Weerink |
| 1 februari 1970 | Gerard Hogenbirk (pen) 68' |       | 18' Zlatko Dračić | Stadion: Gemeentelijk Sportpark, Hilversum Toeschouwers: 2.000 Scheidsrechter: Henk Weerink |
| 1 februari 1970 |                            |       |                   | Stadion: Gemeentelijk Sportpark, Hilversum Toeschouwers: 2.000 Scheidsrechter: Henk Weerink |
| 1 februari 1970 |                            |       |                   | Stadion: Gemeentelijk Sportpark, Hilversum Toeschouwers: 2.000 Scheidsrechter: Henk Weerink |
|                 |                            |       |                   |                                                                                             |

## Speelronde 3
|                  |                                                         |       |                                        |                                                                                |
| 31 augustus 1969 | Hermes DVS                                              | 3 – 2 | Heerenveen                             | Stadion: Harga, Schiedam Toeschouwers: 1.500 Scheidsrechter: Ben Hoppenbrouwer |
| 31 augustus 1969 | Joop Stuivenberg 12' Cees van Kooten 28' Ger Bakkes 87' |       | 36' Henk Zoetendal 60' (pen) Kees Kist | Stadion: Harga, Schiedam Toeschouwers: 1.500 Scheidsrechter: Ben Hoppenbrouwer |
| 31 augustus 1969 |                                                         |       |                                        | Stadion: Harga, Schiedam Toeschouwers: 1.500 Scheidsrechter: Ben Hoppenbrouwer |
| 31 augustus 1969 |                                                         |       |                                        | Stadion: Harga, Schiedam Toeschouwers: 1.500 Scheidsrechter: Ben Hoppenbrouwer |
|                  |                                                         |       |                                        |                                                                                |

|                  |      |                                            |       |                                                                                       |
| 31 augustus 1969 | NOAD | 0 – 3                                      | Velox | Stadion: Gemeentelijk Sportpark, Tilburg Toeschouwers: 2.000 Scheidsrechter: Jan Beck |
| 31 augustus 1969 |      | 33', 55' Joop Steenhuis 78' Johan Engelsma |       | Stadion: Gemeentelijk Sportpark, Tilburg Toeschouwers: 2.000 Scheidsrechter: Jan Beck |
| 31 augustus 1969 |      |                                            |       | Stadion: Gemeentelijk Sportpark, Tilburg Toeschouwers: 2.000 Scheidsrechter: Jan Beck |
| 31 augustus 1969 |      |                                            |       | Stadion: Gemeentelijk Sportpark, Tilburg Toeschouwers: 2.000 Scheidsrechter: Jan Beck |
|                  |      |                                            |       |                                                                                       |

|                  |        |                     |           |                                                                             |
| 31 augustus 1969 | FC VVV | 0 – 1               | Limburgia | Stadion: De Kraal, Venlo Toeschouwers: 5.000 Scheidsrechter: Lau van Ravens |
| 31 augustus 1969 |        | 85' Bert Isenborghs |           | Stadion: De Kraal, Venlo Toeschouwers: 5.000 Scheidsrechter: Lau van Ravens |
| 31 augustus 1969 |        |                     |           | Stadion: De Kraal, Venlo Toeschouwers: 5.000 Scheidsrechter: Lau van Ravens |
| 31 augustus 1969 |        |                     |           | Stadion: De Kraal, Venlo Toeschouwers: 5.000 Scheidsrechter: Lau van Ravens |
|                  |        |                     |           |                                                                             |

|                  |           |       |     |                                                                                         |
| 31 augustus 1969 | SC Drente | 0 – 0 | RBC | Stadion: Mr. Ovingstraat, Klazienaveen Toeschouwers: 3.500 Scheidsrechter: Henk Geurens |
| 31 augustus 1969 |           |       |     | Stadion: Mr. Ovingstraat, Klazienaveen Toeschouwers: 3.500 Scheidsrechter: Henk Geurens |
| 31 augustus 1969 |           |       |     | Stadion: Mr. Ovingstraat, Klazienaveen Toeschouwers: 3.500 Scheidsrechter: Henk Geurens |
| 31 augustus 1969 |           |       |     | Stadion: Mr. Ovingstraat, Klazienaveen Toeschouwers: 3.500 Scheidsrechter: Henk Geurens |
|                  |           |       |     |                                                                                         |

|                  |                              |       |     |                                                                                            |
| 31 augustus 1969 | PEC                          | 2 – 0 | ZFC | Stadion: Gemeentelijk Sportpark, Zwolle Toeschouwers: 7.500 Scheidsrechter: Tjeerd Elsinga |
| 31 augustus 1969 | Lody Kragt 69' Cees Kick 89' |       |     | Stadion: Gemeentelijk Sportpark, Zwolle Toeschouwers: 7.500 Scheidsrechter: Tjeerd Elsinga |
| 31 augustus 1969 |                              |       |     | Stadion: Gemeentelijk Sportpark, Zwolle Toeschouwers: 7.500 Scheidsrechter: Tjeerd Elsinga |
| 31 augustus 1969 |                              |       |     | Stadion: Gemeentelijk Sportpark, Zwolle Toeschouwers: 7.500 Scheidsrechter: Tjeerd Elsinga |
|                  |                              |       |     |                                                                                            |

|                  |                        |       |                         |                                                                              |
| 31 augustus 1969 | Roda JC                | 1 – 1 | Eindhoven               | Stadion: Kaalheide, Kerkrade Toeschouwers: 3.000 Scheidsrechter: Henk Pijper |
| 31 augustus 1969 | Horst Gnielka (pen) 3' |       | 77' (pen) Willy Senders | Stadion: Kaalheide, Kerkrade Toeschouwers: 3.000 Scheidsrechter: Henk Pijper |
| 31 augustus 1969 |                        |       |                         | Stadion: Kaalheide, Kerkrade Toeschouwers: 3.000 Scheidsrechter: Henk Pijper |
| 31 augustus 1969 |                        |       |                         | Stadion: Kaalheide, Kerkrade Toeschouwers: 3.000 Scheidsrechter: Henk Pijper |
|                  |                        |       |                         |                                                                              |

|                  |                                |       |                                       |                                                                                               |
| 31 augustus 1969 | Wageningen                     | 2 – 2 | Baronie                               | Stadion: De Wageningse Berg, Wageningen Toeschouwers: 3.500 Scheidsrechter: Gerrit Berrevoets |
| 31 augustus 1969 | Hans Posthumus 40', 50' (pen.) |       | 30' Johan Havermans 87' Cees Heijboer | Stadion: De Wageningse Berg, Wageningen Toeschouwers: 3.500 Scheidsrechter: Gerrit Berrevoets |
| 31 augustus 1969 |                                |       |                                       | Stadion: De Wageningse Berg, Wageningen Toeschouwers: 3.500 Scheidsrechter: Gerrit Berrevoets |
| 31 augustus 1969 |                                |       |                                       | Stadion: De Wageningse Berg, Wageningen Toeschouwers: 3.500 Scheidsrechter: Gerrit Berrevoets |
|                  |                                |       |                                       |                                                                                               |

|                  |                                   |       |     |                                                                                    |
| 31 augustus 1969 | AGOVV                             | 2 – 0 | EDO | Stadion: Berg & Bos, Apeldoorn Toeschouwers: 3.500 Scheidsrechter: Rinus Barmentlo |
| 31 augustus 1969 | Jan Fiechter 24' Arie Beekman 83' |       |     | Stadion: Berg & Bos, Apeldoorn Toeschouwers: 3.500 Scheidsrechter: Rinus Barmentlo |
| 31 augustus 1969 |                                   |       |     | Stadion: Berg & Bos, Apeldoorn Toeschouwers: 3.500 Scheidsrechter: Rinus Barmentlo |
| 31 augustus 1969 |                                   |       |     | Stadion: Berg & Bos, Apeldoorn Toeschouwers: 3.500 Scheidsrechter: Rinus Barmentlo |
|                  |                                   |       |     |                                                                                    |

## Speelronde 4
|                  |                    |       |         |                                                                                  |
| 7 september 1969 | Heerenveen         | 1 – 0 | Roda JC | Stadion: Noord, Heerenveen Toeschouwers: 2.000 Scheidsrechter: Gerrit Berrevoets |
| 7 september 1969 | Gerard Lippold 25' |       |         | Stadion: Noord, Heerenveen Toeschouwers: 2.000 Scheidsrechter: Gerrit Berrevoets |
| 7 september 1969 |                    |       |         | Stadion: Noord, Heerenveen Toeschouwers: 2.000 Scheidsrechter: Gerrit Berrevoets |
| 7 september 1969 |                    |       |         | Stadion: Noord, Heerenveen Toeschouwers: 2.000 Scheidsrechter: Gerrit Berrevoets |
|                  |                    |       |         |                                                                                  |

|                  |             |       |      |                                                                                              |
| 7 september 1969 | SC Gooiland | 0 – 0 | NOAD | Stadion: Gemeentelijk Sportpark, Hilversum Toeschouwers: 4.000 Scheidsrechter: Siem Wellinga |
| 7 september 1969 |             |       |      | Stadion: Gemeentelijk Sportpark, Hilversum Toeschouwers: 4.000 Scheidsrechter: Siem Wellinga |
| 7 september 1969 |             |       |      | Stadion: Gemeentelijk Sportpark, Hilversum Toeschouwers: 4.000 Scheidsrechter: Siem Wellinga |
| 7 september 1969 |             |       |      | Stadion: Gemeentelijk Sportpark, Hilversum Toeschouwers: 4.000 Scheidsrechter: Siem Wellinga |
|                  |             |       |      |                                                                                              |

|                  |                                          |       |        |                                                                                      |
| 7 september 1969 | Eindhoven                                | 3 – 0 | FC VVV | Stadion: Aalsterweg, Eindhoven Toeschouwers: 4.000 Scheidsrechter: Henk van der Veer |
| 7 september 1969 | Frans Weijers 42', 82' Henk Bloemers 85' |       |        | Stadion: Aalsterweg, Eindhoven Toeschouwers: 4.000 Scheidsrechter: Henk van der Veer |
| 7 september 1969 |                                          |       |        | Stadion: Aalsterweg, Eindhoven Toeschouwers: 4.000 Scheidsrechter: Henk van der Veer |
| 7 september 1969 |                                          |       |        | Stadion: Aalsterweg, Eindhoven Toeschouwers: 4.000 Scheidsrechter: Henk van der Veer |
|                  |                                          |       |        |                                                                                      |

|                  |               |       |           |                                                                             |
| 7 september 1969 | Baronie       | 1 – 0 | SC Drente | Stadion: De Blauwe Kei, Breda Toeschouwers: 2.000 Scheidsrechter: Henk Vlug |
| 7 september 1969 | Ger Saris 52' |       |           | Stadion: De Blauwe Kei, Breda Toeschouwers: 2.000 Scheidsrechter: Henk Vlug |
| 7 september 1969 |               |       |           | Stadion: De Blauwe Kei, Breda Toeschouwers: 2.000 Scheidsrechter: Henk Vlug |
| 7 september 1969 |               |       |           | Stadion: De Blauwe Kei, Breda Toeschouwers: 2.000 Scheidsrechter: Henk Vlug |
|                  |               |       |           |                                                                             |

|                  |                |       |                     |                                                                                     |
| 7 september 1969 | EDO            | 1 – 2 | PEC                 | Stadion: Noordersportpark, Haarlem Toeschouwers: 3.000 Scheidsrechter: Henk Weerink |
| 7 september 1969 | Ferry Kock 63' |       | 75', 83' Lody Kragt | Stadion: Noordersportpark, Haarlem Toeschouwers: 3.000 Scheidsrechter: Henk Weerink |
| 7 september 1969 |                |       |                     | Stadion: Noordersportpark, Haarlem Toeschouwers: 3.000 Scheidsrechter: Henk Weerink |
| 7 september 1969 |                |       |                     | Stadion: Noordersportpark, Haarlem Toeschouwers: 3.000 Scheidsrechter: Henk Weerink |
|                  |                |       |                     |                                                                                     |

|                  |                    |       |            |                                                                                 |
| 7 september 1969 | Velox              | 1 – 0 | Wageningen | Stadion: Koningsweg, Utrecht Toeschouwers: 3,000 Scheidsrechter: Tjeerd Elsinga |
| 7 september 1969 | Johan Engelsma 65' |       |            | Stadion: Koningsweg, Utrecht Toeschouwers: 3,000 Scheidsrechter: Tjeerd Elsinga |
| 7 september 1969 |                    |       |            | Stadion: Koningsweg, Utrecht Toeschouwers: 3,000 Scheidsrechter: Tjeerd Elsinga |
| 7 september 1969 |                    |       |            | Stadion: Koningsweg, Utrecht Toeschouwers: 3,000 Scheidsrechter: Tjeerd Elsinga |
|                  |                    |       |            |                                                                                 |

|                  |                       |       |                                   |                                                                             |
| 7 september 1969 | Limburgia             | 2 – 2 | AGOVV                             | Stadion: Venweg, Brunssum Toeschouwers: 4.5000 Scheidsrechter: Koen Brouwer |
| 7 september 1969 | Willy Coolen 33', 39' |       | 19' Jan Fiechter 55' Arie Beekman | Stadion: Venweg, Brunssum Toeschouwers: 4.5000 Scheidsrechter: Koen Brouwer |
| 7 september 1969 |                       |       |                                   | Stadion: Venweg, Brunssum Toeschouwers: 4.5000 Scheidsrechter: Koen Brouwer |
| 7 september 1969 |                       |       |                                   | Stadion: Venweg, Brunssum Toeschouwers: 4.5000 Scheidsrechter: Koen Brouwer |
|                  |                       |       |                                   |                                                                             |

|                  |               |       |                           |                                                                            |
| 7 september 1969 | RBC           | 1 – 1 | Hermes DVS                | Stadion: De Luiten, Roosendaal Toeschouwers: 3,500 Scheidsrechter: Ton Bom |
| 7 september 1969 | Ben Redel 44' |       | 20' (pen) Cees van Kooten | Stadion: De Luiten, Roosendaal Toeschouwers: 3,500 Scheidsrechter: Ton Bom |
| 7 september 1969 |               |       |                           | Stadion: De Luiten, Roosendaal Toeschouwers: 3,500 Scheidsrechter: Ton Bom |
| 7 september 1969 |               |       |                           | Stadion: De Luiten, Roosendaal Toeschouwers: 3,500 Scheidsrechter: Ton Bom |
|                  |               |       |                           |                                                                            |

## Speelronde 5
|                   |                       |       |                   |                                                                              |
| 14 september 1969 | Hermes DVS            | 1 – 1 | Baronie           | Stadion: Harga, Schiedam Toeschouwers: 1.000 Scheidsrechter: Rinus Barmentlo |
| 14 september 1969 | Aad van der Voort 21' |       | 55' Cees Heijboer | Stadion: Harga, Schiedam Toeschouwers: 1.000 Scheidsrechter: Rinus Barmentlo |
| 14 september 1969 |                       |       |                   | Stadion: Harga, Schiedam Toeschouwers: 1.000 Scheidsrechter: Rinus Barmentlo |
| 14 september 1969 |                       |       |                   | Stadion: Harga, Schiedam Toeschouwers: 1.000 Scheidsrechter: Rinus Barmentlo |
|                   |                       |       |                   |                                                                              |

|                   |                   |       |                     |                                                                                                  |
| 14 september 1969 | SC Gooiland       | 1 – 1 | Velox               | Stadion: Gemeentelijk Sportpark, Hilversum Toeschouwers: 3.000 Scheidsrechter: Gerrit Berrevoets |
| 14 september 1969 | Piet Boogaard 17' |       | 33' Harrie Hilverts | Stadion: Gemeentelijk Sportpark, Hilversum Toeschouwers: 3.000 Scheidsrechter: Gerrit Berrevoets |
| 14 september 1969 |                   |       |                     | Stadion: Gemeentelijk Sportpark, Hilversum Toeschouwers: 3.000 Scheidsrechter: Gerrit Berrevoets |
| 14 september 1969 |                   |       |                     | Stadion: Gemeentelijk Sportpark, Hilversum Toeschouwers: 3.000 Scheidsrechter: Gerrit Berrevoets |
|                   |                   |       |                     |                                                                                                  |

|                   |                                          |       |                                        |                                                                                    |
| 14 september 1969 | AGOVV                                    | 2 – 2 | Eindhoven                              | Stadion: Berg & Bos, Apeldoorn Toeschouwers: 4.000 Scheidsrechter: Martin Batelaan |
| 14 september 1969 | Hans Wiedemeijer 20' Anton Kanselaar 89' |       | 30' (e.d.), 42' (e.d.) Anton Kanselaar | Stadion: Berg & Bos, Apeldoorn Toeschouwers: 4.000 Scheidsrechter: Martin Batelaan |
| 14 september 1969 |                                          |       |                                        | Stadion: Berg & Bos, Apeldoorn Toeschouwers: 4.000 Scheidsrechter: Martin Batelaan |
| 14 september 1969 |                                          |       |                                        | Stadion: Berg & Bos, Apeldoorn Toeschouwers: 4.000 Scheidsrechter: Martin Batelaan |
|                   |                                          |       |                                        |                                                                                    |

|                   |      |       |     |                                                                                           |
| 14 september 1969 | NOAD | 0 – 0 | ZFC | Stadion: Gemeentelijk Sportpark, Tilburg Toeschouwers: 1.000 Scheidsrechter: Henk Geurens |
| 14 september 1969 |      |       |     | Stadion: Gemeentelijk Sportpark, Tilburg Toeschouwers: 1.000 Scheidsrechter: Henk Geurens |
| 14 september 1969 |      |       |     | Stadion: Gemeentelijk Sportpark, Tilburg Toeschouwers: 1.000 Scheidsrechter: Henk Geurens |
| 14 september 1969 |      |       |     | Stadion: Gemeentelijk Sportpark, Tilburg Toeschouwers: 1.000 Scheidsrechter: Henk Geurens |
|                   |      |       |     |                                                                                           |

|                   |        |                                                                   |            |                                                                             |
| 14 september 1969 | FC VVV | 0 – 4                                                             | Heerenveen | Stadion: De Kraal, Venlo Toeschouwers: 2.000 Scheidsrechter: Tjeerd Elsinga |
| 14 september 1969 |        | 26' Gerard Lippold 30' Guus Joustra 36' Kees Kist 42' Thomas Haan |            | Stadion: De Kraal, Venlo Toeschouwers: 2.000 Scheidsrechter: Tjeerd Elsinga |
| 14 september 1969 |        |                                                                   |            | Stadion: De Kraal, Venlo Toeschouwers: 2.000 Scheidsrechter: Tjeerd Elsinga |
| 14 september 1969 |        |                                                                   |            | Stadion: De Kraal, Venlo Toeschouwers: 2.000 Scheidsrechter: Tjeerd Elsinga |
|                   |        |                                                                   |            |                                                                             |

|                   |              |       |                                                   |                                                                                           |
| 14 september 1969 | SC Drente    | 1 – 3 | Wageningen                                        | Stadion: Mr. Ovingstraat, Klazienaveen Toeschouwers: 3.000 Scheidsrechter: Charles Corver |
| 14 september 1969 | Henk Vos 87' |       | 28' Cas Janssens 68' Aart Ooms 85' Hans Posthumus | Stadion: Mr. Ovingstraat, Klazienaveen Toeschouwers: 3.000 Scheidsrechter: Charles Corver |
| 14 september 1969 |              |       |                                                   | Stadion: Mr. Ovingstraat, Klazienaveen Toeschouwers: 3.000 Scheidsrechter: Charles Corver |
| 14 september 1969 |              |       |                                                   | Stadion: Mr. Ovingstraat, Klazienaveen Toeschouwers: 3.000 Scheidsrechter: Charles Corver |
|                   |              |       |                                                   |                                                                                           |

|                   |                                                                             |       |                            |                                                                                             |
| 14 september 1969 | PEC                                                                         | 5 – 1 | Limburgia                  | Stadion: Gemeentelijk Sportpark, Zwolle Toeschouwers: 8.500 Scheidsrechter: Joop Bentvelzen |
| 14 september 1969 | Freek Schutten 14', 24' Herman Heskamp 42' Lody Kragt 53' Zlatko Dračić 90' |       | 83' (pen) Emil Klostermann | Stadion: Gemeentelijk Sportpark, Zwolle Toeschouwers: 8.500 Scheidsrechter: Joop Bentvelzen |
| 14 september 1969 |                                                                             |       |                            | Stadion: Gemeentelijk Sportpark, Zwolle Toeschouwers: 8.500 Scheidsrechter: Joop Bentvelzen |
| 14 september 1969 |                                                                             |       |                            | Stadion: Gemeentelijk Sportpark, Zwolle Toeschouwers: 8.500 Scheidsrechter: Joop Bentvelzen |
|                   |                                                                             |       |                            |                                                                                             |

|                   |                   |       |     |                                                                                  |
| 14 september 1969 | Roda JC           | 1 – 0 | RBC | Stadion: Kaalheide, Kerkrade Toeschouwers: 2.500 Scheidsrechter: Bernard Verbeek |
| 14 september 1969 | Horst Gnielka 30' |       |     | Stadion: Kaalheide, Kerkrade Toeschouwers: 2.500 Scheidsrechter: Bernard Verbeek |
| 14 september 1969 |                   |       |     | Stadion: Kaalheide, Kerkrade Toeschouwers: 2.500 Scheidsrechter: Bernard Verbeek |
| 14 september 1969 |                   |       |     | Stadion: Kaalheide, Kerkrade Toeschouwers: 2.500 Scheidsrechter: Bernard Verbeek |
|                   |                   |       |     |                                                                                  |

## Speelronde 6
|                   |                                 |       |       |                                                                            |
| 21 september 1969 | Heerenveen                      | 2 – 0 | AGOVV | Stadion: Noord, Heerenveen Toeschouwers: 5.000 Scheidsrechter: Jan Godding |
| 21 september 1969 | Jaap Mulder 27' Thomas Haan 68' |       |       | Stadion: Noord, Heerenveen Toeschouwers: 5.000 Scheidsrechter: Jan Godding |
| 21 september 1969 |                                 |       |       | Stadion: Noord, Heerenveen Toeschouwers: 5.000 Scheidsrechter: Jan Godding |
| 21 september 1969 |                                 |       |       | Stadion: Noord, Heerenveen Toeschouwers: 5.000 Scheidsrechter: Jan Godding |
|                   |                                 |       |       |                                                                            |

|                   |                |       |             |                                                                                     |
| 21 september 1969 | ZFC            | 1 – 0 | SC Gooiland | Stadion: Westzanerdijk, Zaandam Toeschouwers: 2.000 Scheidsrechter: Martin Batelaan |
| 21 september 1969 | Bob Westra 33' |       |             | Stadion: Westzanerdijk, Zaandam Toeschouwers: 2.000 Scheidsrechter: Martin Batelaan |
| 21 september 1969 |                |       |             | Stadion: Westzanerdijk, Zaandam Toeschouwers: 2.000 Scheidsrechter: Martin Batelaan |
| 21 september 1969 |                |       |             | Stadion: Westzanerdijk, Zaandam Toeschouwers: 2.000 Scheidsrechter: Martin Batelaan |
|                   |                |       |             |                                                                                     |

|                   |            |                                       |            |                                                                                        |
| 21 september 1969 | Wageningen | 0 – 2                                 | Hermes DVS | Stadion: De Wageningse Berg, Wageningen Toeschouwers: 2.000 Scheidsrechter: Jan Regtop |
| 21 september 1969 |            | 41' Cees van Kooten 68' Ger Lagendijk |            | Stadion: De Wageningse Berg, Wageningen Toeschouwers: 2.000 Scheidsrechter: Jan Regtop |
| 21 september 1969 |            |                                       |            | Stadion: De Wageningse Berg, Wageningen Toeschouwers: 2.000 Scheidsrechter: Jan Regtop |
| 21 september 1969 |            |                                       |            | Stadion: De Wageningse Berg, Wageningen Toeschouwers: 2.000 Scheidsrechter: Jan Regtop |
|                   |            |                                       |            |                                                                                        |

|                   |                |       |                                                                          |                                                                                      |
| 21 september 1969 | EDO            | 1 – 5 | NOAD                                                                     | Stadion: Noordersportpark, Haarlem Toeschouwers: 750 Scheidsrechter: Bernard Verbeek |
| 21 september 1969 | Ferry Kock 26' |       | 13' Jan Hendriks 25' Bart Stovers 44' Piet van Dijk 54', 57' Theo Netten | Stadion: Noordersportpark, Haarlem Toeschouwers: 750 Scheidsrechter: Bernard Verbeek |
| 21 september 1969 |                |       |                                                                          | Stadion: Noordersportpark, Haarlem Toeschouwers: 750 Scheidsrechter: Bernard Verbeek |
| 21 september 1969 |                |       |                                                                          | Stadion: Noordersportpark, Haarlem Toeschouwers: 750 Scheidsrechter: Bernard Verbeek |
|                   |                |       |                                                                          |                                                                                      |

|                   |                  |       |        |                                                                                    |
| 21 september 1969 | RBC              | 1 – 0 | FC VVV | Stadion: De Luiten, Roosendaal Toeschouwers: 3.000 Scheidsrechter: Rinus Barmentlo |
| 21 september 1969 | Frie Nouwens 52' |       |        | Stadion: De Luiten, Roosendaal Toeschouwers: 3.000 Scheidsrechter: Rinus Barmentlo |
| 21 september 1969 |                  |       |        | Stadion: De Luiten, Roosendaal Toeschouwers: 3.000 Scheidsrechter: Rinus Barmentlo |
| 21 september 1969 |                  |       |        | Stadion: De Luiten, Roosendaal Toeschouwers: 3.000 Scheidsrechter: Rinus Barmentlo |
|                   |                  |       |        |                                                                                    |

|                   |       |                 |           |                                                                              |
| 21 september 1969 | Velox | 0 – 1           | SC Drente | Stadion: Koningsweg, Utrecht Toeschouwers: 3.500 Scheidsrechter: Henk Pijper |
| 21 september 1969 |       | 43' Wout Bosman |           | Stadion: Koningsweg, Utrecht Toeschouwers: 3.500 Scheidsrechter: Henk Pijper |
| 21 september 1969 |       |                 |           | Stadion: Koningsweg, Utrecht Toeschouwers: 3.500 Scheidsrechter: Henk Pijper |
| 21 september 1969 |       |                 |           | Stadion: Koningsweg, Utrecht Toeschouwers: 3.500 Scheidsrechter: Henk Pijper |
|                   |       |                 |           |                                                                              |

|                   |                  |       |                    |                                                                            |
| 21 september 1969 | Eindhoven        | 1 – 1 | PEC                | Stadion: Aalsterweg, Eindhoven Toeschouwers: 5.500 Scheidsrechter: Ton Bom |
| 21 september 1969 | Willy Senders 4' |       | 15' Herman Heskamp | Stadion: Aalsterweg, Eindhoven Toeschouwers: 5.500 Scheidsrechter: Ton Bom |
| 21 september 1969 |                  |       |                    | Stadion: Aalsterweg, Eindhoven Toeschouwers: 5.500 Scheidsrechter: Ton Bom |
| 21 september 1969 |                  |       |                    | Stadion: Aalsterweg, Eindhoven Toeschouwers: 5.500 Scheidsrechter: Ton Bom |
|                   |                  |       |                    |                                                                            |

|                   |         |                                       |         |                                                                                 |
| 21 september 1969 | Baronie | 0 – 2                                 | Roda JC | Stadion: De Blauwe Kei, Breda Toeschouwers: 2.000 Scheidsrechter: Siem Wellinga |
| 21 september 1969 |         | 3' Horst Gnielka 75' Wim Langenhuizen |         | Stadion: De Blauwe Kei, Breda Toeschouwers: 2.000 Scheidsrechter: Siem Wellinga |
| 21 september 1969 |         |                                       |         | Stadion: De Blauwe Kei, Breda Toeschouwers: 2.000 Scheidsrechter: Siem Wellinga |
| 21 september 1969 |         |                                       |         | Stadion: De Blauwe Kei, Breda Toeschouwers: 2.000 Scheidsrechter: Siem Wellinga |
|                   |         |                                       |         |                                                                                 |

## Speelronde 7
|                   |                                                           |       |                 |                                                                                |
| 28 september 1969 | Hermes DVS                                                | 3 – 1 | SC Drente       | Stadion: Harga, Schiedam Toeschouwers: 2.000 Scheidsrechter: Gerrit Berrevoets |
| 28 september 1969 | Theo de Raaij 18' Dick van Nierop 36' Cees van Kooten 87' |       | 15' Wout Bosman | Stadion: Harga, Schiedam Toeschouwers: 2.000 Scheidsrechter: Gerrit Berrevoets |
| 28 september 1969 |                                                           |       |                 | Stadion: Harga, Schiedam Toeschouwers: 2.000 Scheidsrechter: Gerrit Berrevoets |
| 28 september 1969 |                                                           |       |                 | Stadion: Harga, Schiedam Toeschouwers: 2.000 Scheidsrechter: Gerrit Berrevoets |
|                   |                                                           |       |                 |                                                                                |

|                   |     |       |       |                                                                                     |
| 28 september 1969 | ZFC | 0 – 0 | Velox | Stadion: Westzanerdijk, Zaandam Toeschouwers: 2.500 Scheidsrechter: Rinus Barmentlo |
| 28 september 1969 |     |       |       | Stadion: Westzanerdijk, Zaandam Toeschouwers: 2.500 Scheidsrechter: Rinus Barmentlo |
| 28 september 1969 |     |       |       | Stadion: Westzanerdijk, Zaandam Toeschouwers: 2.500 Scheidsrechter: Rinus Barmentlo |
| 28 september 1969 |     |       |       | Stadion: Westzanerdijk, Zaandam Toeschouwers: 2.500 Scheidsrechter: Rinus Barmentlo |
|                   |     |       |       |                                                                                     |

|                   |                                      |       |                                     |                                                                                               |
| 28 september 1969 | PEC                                  | 2 – 2 | Heerenveen                          | Stadion: Gemeentelijk Sportpark, Zwolle Toeschouwers: 11.500 Scheidsrechter: Gerard Klaassens |
| 28 september 1969 | Freek Schutten 23' Zlatko Dračić 53' |       | 13' Thomas Haan 76' (pen) Kees Kist | Stadion: Gemeentelijk Sportpark, Zwolle Toeschouwers: 11.500 Scheidsrechter: Gerard Klaassens |
| 28 september 1969 |                                      |       |                                     | Stadion: Gemeentelijk Sportpark, Zwolle Toeschouwers: 11.500 Scheidsrechter: Gerard Klaassens |
| 28 september 1969 |                                      |       |                                     | Stadion: Gemeentelijk Sportpark, Zwolle Toeschouwers: 11.500 Scheidsrechter: Gerard Klaassens |
|                   |                                      |       |                                     |                                                                                               |

|                   |                                       |       |            |                                                                           |
| 28 september 1969 | Roda JC                               | 2 – 0 | Wageningen | Stadion: Kaalheide, Kerkrade Toeschouwers: 3.000 Scheidsrechter: Weterink |
| 28 september 1969 | Bert Willems 52' Wim Langenhuizen 82' |       |            | Stadion: Kaalheide, Kerkrade Toeschouwers: 3.000 Scheidsrechter: Weterink |
| 28 september 1969 |                                       |       |            | Stadion: Kaalheide, Kerkrade Toeschouwers: 3.000 Scheidsrechter: Weterink |
| 28 september 1969 |                                       |       |            | Stadion: Kaalheide, Kerkrade Toeschouwers: 3.000 Scheidsrechter: Weterink |
|                   |                                       |       |            |                                                                           |

|                   |                      |       |                |                                                                                               |
| 28 september 1969 | SC Gooiland          | 1 – 1 | EDO            | Stadion: Gemeentelijk Sportpark, Hilversum Toeschouwers: 2.500 Scheidsrechter: Tjeerd Elsinga |
| 28 september 1969 | Gerard Hogenbirk 81' |       | 53' Ferry Kock | Stadion: Gemeentelijk Sportpark, Hilversum Toeschouwers: 2.500 Scheidsrechter: Tjeerd Elsinga |
| 28 september 1969 |                      |       |                | Stadion: Gemeentelijk Sportpark, Hilversum Toeschouwers: 2.500 Scheidsrechter: Tjeerd Elsinga |
| 28 september 1969 |                      |       |                | Stadion: Gemeentelijk Sportpark, Hilversum Toeschouwers: 2.500 Scheidsrechter: Tjeerd Elsinga |
|                   |                      |       |                |                                                                                               |

|                   |       |                                            |     |                                                                                   |
| 28 september 1969 | AGOVV | 0 – 2                                      | RBC | Stadion: Berg & Bos, Apeldoorn Toeschouwers: 4.000 Scheidsrechter: Charles Corver |
| 28 september 1969 |       | 42' Frans Salawane 75' (e.d.) Arie Beekman |     | Stadion: Berg & Bos, Apeldoorn Toeschouwers: 4.000 Scheidsrechter: Charles Corver |
| 28 september 1969 |       |                                            |     | Stadion: Berg & Bos, Apeldoorn Toeschouwers: 4.000 Scheidsrechter: Charles Corver |
| 28 september 1969 |       |                                            |     | Stadion: Berg & Bos, Apeldoorn Toeschouwers: 4.000 Scheidsrechter: Charles Corver |
|                   |       |                                            |     |                                                                                   |

|                   |                       |       |                      |                                                                                              |
| 28 september 1969 | NOAD                  | 2 – 1 | Limburgia            | Stadion: Gemeentelijk Sportpark, Tilburg Toeschouwers: 1.500 Scheidsrechter: Martin Batelaan |
| 28 september 1969 | Bart Stovers 26', 50' |       | 65' Emil Klostermann | Stadion: Gemeentelijk Sportpark, Tilburg Toeschouwers: 1.500 Scheidsrechter: Martin Batelaan |
| 28 september 1969 |                       |       |                      | Stadion: Gemeentelijk Sportpark, Tilburg Toeschouwers: 1.500 Scheidsrechter: Martin Batelaan |
| 28 september 1969 |                       |       |                      | Stadion: Gemeentelijk Sportpark, Tilburg Toeschouwers: 1.500 Scheidsrechter: Martin Batelaan |
|                   |                       |       |                      |                                                                                              |

|                   |                                  |       |                                   |                                                                           |
| 28 september 1969 | FC VVV                           | 2 – 2 | Baronie                           | Stadion: De Kraal, Venlo Toeschouwers: 1.500 Scheidsrechter: Henk Geurens |
| 28 september 1969 | Jan Verbong 8' Wiel Rouleaux 25' |       | 68' Johan Havermans 81' Piet Maas | Stadion: De Kraal, Venlo Toeschouwers: 1.500 Scheidsrechter: Henk Geurens |
| 28 september 1969 |                                  |       |                                   | Stadion: De Kraal, Venlo Toeschouwers: 1.500 Scheidsrechter: Henk Geurens |
| 28 september 1969 |                                  |       |                                   | Stadion: De Kraal, Venlo Toeschouwers: 1.500 Scheidsrechter: Henk Geurens |
|                   |                                  |       |                                   |                                                                           |

## Speelronde 8
|                |     |                           |     |                                                                                 |
| 5 oktober 1969 | EDO | 0 – 2                     | ZFC | Stadion: Noordersportpark, Haarlem Toeschouwers: 900 Scheidsrechter: Jan Regtop |
| 5 oktober 1969 |     | 75', 90' Hans van Eikeren |     | Stadion: Noordersportpark, Haarlem Toeschouwers: 900 Scheidsrechter: Jan Regtop |
| 5 oktober 1969 |     |                           |     | Stadion: Noordersportpark, Haarlem Toeschouwers: 900 Scheidsrechter: Jan Regtop |
| 5 oktober 1969 |     |                           |     | Stadion: Noordersportpark, Haarlem Toeschouwers: 900 Scheidsrechter: Jan Regtop |
|                |     |                           |     |                                                                                 |

|                |     |       |     |                                                                                    |
| 5 oktober 1969 | RBC | 0 – 0 | PEC | Stadion: De Luiten, Roosendaal Toeschouwers: 2.000 Scheidsrechter: Bernard Verbeek |
| 5 oktober 1969 |     |       |     | Stadion: De Luiten, Roosendaal Toeschouwers: 2.000 Scheidsrechter: Bernard Verbeek |
| 5 oktober 1969 |     |       |     | Stadion: De Luiten, Roosendaal Toeschouwers: 2.000 Scheidsrechter: Bernard Verbeek |
| 5 oktober 1969 |     |       |     | Stadion: De Luiten, Roosendaal Toeschouwers: 2.000 Scheidsrechter: Bernard Verbeek |
|                |     |       |     |                                                                                    |

|                |                      |       |                                     |                                                                                         |
| 5 oktober 1969 | SC Drente            | 1 – 2 | Roda JC                             | Stadion: Mr. Ovingstraat, Klazienaveen Toeschouwers: 3.000 Scheidsrechter: Henk Geurens |
| 5 oktober 1969 | Willy Hoogenberg 21' |       | 67' Walter Kousen 84' John Pfeiffer | Stadion: Mr. Ovingstraat, Klazienaveen Toeschouwers: 3.000 Scheidsrechter: Henk Geurens |
| 5 oktober 1969 |                      |       |                                     | Stadion: Mr. Ovingstraat, Klazienaveen Toeschouwers: 3.000 Scheidsrechter: Henk Geurens |
| 5 oktober 1969 |                      |       |                                     | Stadion: Mr. Ovingstraat, Klazienaveen Toeschouwers: 3.000 Scheidsrechter: Henk Geurens |
|                |                      |       |                                     |                                                                                         |

|                |                                         |       |                         |                                                                                          |
| 5 oktober 1969 | Limburgia                               | 3 – 1 | SC Gooiland             | Stadion: Sportppark Limburgia, Brunssum Toeschouwers: 2.800 Scheidsrechter: Henk Weerink |
| 5 oktober 1969 | Willy Coolen 53', 63' Ties Klinkers 73' |       | 60' (pen) Piet Boogaard | Stadion: Sportppark Limburgia, Brunssum Toeschouwers: 2.800 Scheidsrechter: Henk Weerink |
| 5 oktober 1969 |                                         |       |                         | Stadion: Sportppark Limburgia, Brunssum Toeschouwers: 2.800 Scheidsrechter: Henk Weerink |
| 5 oktober 1969 |                                         |       |                         | Stadion: Sportppark Limburgia, Brunssum Toeschouwers: 2.800 Scheidsrechter: Henk Weerink |
|                |                                         |       |                         |                                                                                          |

|                |                                                     |       |       |                                                                                   |
| 5 oktober 1969 | Baronie                                             | 3 – 0 | AGOVV | Stadion: De Blauwe Kei, Breda Toeschouwers: 1.500 Scheidsrechter: Joop Bentvelzen |
| 5 oktober 1969 | Johan Havermans 47' Ger Saris 75' Cees Heijboer 90' |       |       | Stadion: De Blauwe Kei, Breda Toeschouwers: 1.500 Scheidsrechter: Joop Bentvelzen |
| 5 oktober 1969 |                                                     |       |       | Stadion: De Blauwe Kei, Breda Toeschouwers: 1.500 Scheidsrechter: Joop Bentvelzen |
| 5 oktober 1969 |                                                     |       |       | Stadion: De Blauwe Kei, Breda Toeschouwers: 1.500 Scheidsrechter: Joop Bentvelzen |
|                |                                                     |       |       |                                                                                   |

|                |                                   |       |            |                                                                                    |
| 5 oktober 1969 | Velox                             | 2 – 0 | Hermes DVS | Stadion: Koningsweg, Utrecht Toeschouwers: 3.000 Scheidsrechter: Gerrit Berrevoets |
| 5 oktober 1969 | Marco Cabo 28' Joop Steenhuis 63' |       |            | Stadion: Koningsweg, Utrecht Toeschouwers: 3.000 Scheidsrechter: Gerrit Berrevoets |
| 5 oktober 1969 |                                   |       |            | Stadion: Koningsweg, Utrecht Toeschouwers: 3.000 Scheidsrechter: Gerrit Berrevoets |
| 5 oktober 1969 |                                   |       |            | Stadion: Koningsweg, Utrecht Toeschouwers: 3.000 Scheidsrechter: Gerrit Berrevoets |
|                |                                   |       |            |                                                                                    |

|                |                                                    |       |      |                                                                                 |
| 5 oktober 1969 | Eindhoven                                          | 5 – 0 | NOAD | Stadion: Aalsterweg, Eindhoven Toeschouwers: 3.500 Scheidsrechter: Henk Geurens |
| 5 oktober 1969 | Henk Bloemers 20', 35', 70' Frans Weijers 65', 68' |       |      | Stadion: Aalsterweg, Eindhoven Toeschouwers: 3.500 Scheidsrechter: Henk Geurens |
| 5 oktober 1969 |                                                    |       |      | Stadion: Aalsterweg, Eindhoven Toeschouwers: 3.500 Scheidsrechter: Henk Geurens |
| 5 oktober 1969 |                                                    |       |      | Stadion: Aalsterweg, Eindhoven Toeschouwers: 3.500 Scheidsrechter: Henk Geurens |
|                |                                                    |       |      |                                                                                 |

|                |                                                                   |       |                  |                                                                                             |
| 5 oktober 1969 | Wageningen                                                        | 5 – 1 | FC VVV           | Stadion: De Wageningse Berg, Wageningen Toeschouwers: 2.000 Scheidsrechter: Martin Batelaan |
| 5 oktober 1969 | Cas Janssens 3', 31', 62' Ton van de Weerd 55' Hans Posthumus 58' |       | 48' Peter Thonen | Stadion: De Wageningse Berg, Wageningen Toeschouwers: 2.000 Scheidsrechter: Martin Batelaan |
| 5 oktober 1969 |                                                                   |       |                  | Stadion: De Wageningse Berg, Wageningen Toeschouwers: 2.000 Scheidsrechter: Martin Batelaan |
| 5 oktober 1969 |                                                                   |       |                  | Stadion: De Wageningse Berg, Wageningen Toeschouwers: 2.000 Scheidsrechter: Martin Batelaan |
|                |                                                                   |       |                  |                                                                                             |

## Speelronde 9
|                 |     |                                       |       |                                                                                     |
| 12 oktober 1969 | EDO | 0 – 2                                 | Velox | Stadion: Noordersportpark, Haarlem Toeschouwers: 800 Scheidsrechter: Charles Corver |
| 12 oktober 1969 |     | 65' Joop Steenhuis 80' Johan Engelsma |       | Stadion: Noordersportpark, Haarlem Toeschouwers: 800 Scheidsrechter: Charles Corver |
| 12 oktober 1969 |     |                                       |       | Stadion: Noordersportpark, Haarlem Toeschouwers: 800 Scheidsrechter: Charles Corver |
| 12 oktober 1969 |     |                                       |       | Stadion: Noordersportpark, Haarlem Toeschouwers: 800 Scheidsrechter: Charles Corver |
|                 |     |                                       |       |                                                                                     |

|                 |                                                                    |       |                                              |                                                                                              |
| 12 oktober 1969 | NOAD                                                               | 3 – 3 | Heerenveen                                   | Stadion: Gemeentelijk Sportpark, Tilburg Toeschouwers: 1.500 Scheidsrechter: Rinus Barmentlo |
| 12 oktober 1969 | Bart Stovers 16' Gerard Netten (pen) 57' Harrie van der Velden 85' |       | 10' Kees Kist 68' Jaap Mulder 89' Hans Zwart | Stadion: Gemeentelijk Sportpark, Tilburg Toeschouwers: 1.500 Scheidsrechter: Rinus Barmentlo |
| 12 oktober 1969 |                                                                    |       |                                              | Stadion: Gemeentelijk Sportpark, Tilburg Toeschouwers: 1.500 Scheidsrechter: Rinus Barmentlo |
| 12 oktober 1969 |                                                                    |       |                                              | Stadion: Gemeentelijk Sportpark, Tilburg Toeschouwers: 1.500 Scheidsrechter: Rinus Barmentlo |
|                 |                                                                    |       |                                              |                                                                                              |

|                 |                |       |                |                                                                       |
| 12 oktober 1969 | FC VVV         | 1 – 1 | SC Drente      | Stadion: De Kraal, Venlo Toeschouwers: 2.000 Scheidsrechter: Jan Beck |
| 12 oktober 1969 | Jac Weeres 89' |       | 22' Johan Booy | Stadion: De Kraal, Venlo Toeschouwers: 2.000 Scheidsrechter: Jan Beck |
| 12 oktober 1969 |                |       |                | Stadion: De Kraal, Venlo Toeschouwers: 2.000 Scheidsrechter: Jan Beck |
| 12 oktober 1969 |                |       |                | Stadion: De Kraal, Venlo Toeschouwers: 2.000 Scheidsrechter: Jan Beck |
|                 |                |       |                |                                                                       |

|                 |     |       |           |                                                                                    |
| 12 oktober 1969 | ZFC | 0 – 0 | Limburgia | Stadion: Westzanerdijk, Zaandam Toeschouwers: 2.500 Scheidsrechter: Tjeerd Elsinga |
| 12 oktober 1969 |     |       |           | Stadion: Westzanerdijk, Zaandam Toeschouwers: 2.500 Scheidsrechter: Tjeerd Elsinga |
| 12 oktober 1969 |     |       |           | Stadion: Westzanerdijk, Zaandam Toeschouwers: 2.500 Scheidsrechter: Tjeerd Elsinga |
| 12 oktober 1969 |     |       |           | Stadion: Westzanerdijk, Zaandam Toeschouwers: 2.500 Scheidsrechter: Tjeerd Elsinga |
|                 |     |       |           |                                                                                    |

|                 |                |       |         |                                                                                               |
| 12 oktober 1969 | PEC            | 1 – 0 | Baronie | Stadion: Gemeentelijk Sportpark, Zwolle Toeschouwers: 7.500 Scheidsrechter: Gerrit Berrevoets |
| 12 oktober 1969 | Lody Kragt 26' |       |         | Stadion: Gemeentelijk Sportpark, Zwolle Toeschouwers: 7.500 Scheidsrechter: Gerrit Berrevoets |
| 12 oktober 1969 |                |       |         | Stadion: Gemeentelijk Sportpark, Zwolle Toeschouwers: 7.500 Scheidsrechter: Gerrit Berrevoets |
| 12 oktober 1969 |                |       |         | Stadion: Gemeentelijk Sportpark, Zwolle Toeschouwers: 7.500 Scheidsrechter: Gerrit Berrevoets |
|                 |                |       |         |                                                                                               |

|                 |                   |       |            |                                                                                  |
| 12 oktober 1969 | Roda JC           | 1 – 0 | Hermes DVS | Stadion: Kaalheide, Kerkrade Toeschouwers: 4.500 Scheidsrechter: Martin Batelaan |
| 12 oktober 1969 | Horst Gnielka 14' |       |            | Stadion: Kaalheide, Kerkrade Toeschouwers: 4.500 Scheidsrechter: Martin Batelaan |
| 12 oktober 1969 |                   |       |            | Stadion: Kaalheide, Kerkrade Toeschouwers: 4.500 Scheidsrechter: Martin Batelaan |
| 12 oktober 1969 |                   |       |            | Stadion: Kaalheide, Kerkrade Toeschouwers: 4.500 Scheidsrechter: Martin Batelaan |
|                 |                   |       |            |                                                                                  |

|                 |             |                   |           |                                                                                           |
| 12 oktober 1969 | SC Gooiland | 0 – 1             | Eindhoven | Stadion: Gemeentelijk Sportpark, Hilversum Toeschouwers: 2.000 Scheidsrechter: Jan Keizer |
| 12 oktober 1969 |             | 63' Willy Senders |           | Stadion: Gemeentelijk Sportpark, Hilversum Toeschouwers: 2.000 Scheidsrechter: Jan Keizer |
| 12 oktober 1969 |             |                   |           | Stadion: Gemeentelijk Sportpark, Hilversum Toeschouwers: 2.000 Scheidsrechter: Jan Keizer |
| 12 oktober 1969 |             |                   |           | Stadion: Gemeentelijk Sportpark, Hilversum Toeschouwers: 2.000 Scheidsrechter: Jan Keizer |
|                 |             |                   |           |                                                                                           |

|                 |       |                    |            |                                                                                 |
| 12 oktober 1969 | AGOVV | 0 – 1              | Wageningen | Stadion: Berg & Bos, Apeldoorn Toeschouwers: 4.500 Scheidsrechter: Joop Mulders |
| 12 oktober 1969 |       | 85' Marcel Broecks |            | Stadion: Berg & Bos, Apeldoorn Toeschouwers: 4.500 Scheidsrechter: Joop Mulders |
| 12 oktober 1969 |       |                    |            | Stadion: Berg & Bos, Apeldoorn Toeschouwers: 4.500 Scheidsrechter: Joop Mulders |
| 12 oktober 1969 |       |                    |            | Stadion: Berg & Bos, Apeldoorn Toeschouwers: 4.500 Scheidsrechter: Joop Mulders |
|                 |       |                    |            |                                                                                 |

## Speelronde 10
|                 |                                   |       |        |                                                                        |
| 26 oktober 1969 | Hermes DVS                        | 2 – 0 | FC VVV | Stadion: Harga, Schiedam Toeschouwers: 1.000 Scheidsrechter: Schuurman |
| 26 oktober 1969 | Wim Klein 44' Cees van Kooten 62' |       |        | Stadion: Harga, Schiedam Toeschouwers: 1.000 Scheidsrechter: Schuurman |
| 26 oktober 1969 |                                   |       |        | Stadion: Harga, Schiedam Toeschouwers: 1.000 Scheidsrechter: Schuurman |
| 26 oktober 1969 |                                   |       |        | Stadion: Harga, Schiedam Toeschouwers: 1.000 Scheidsrechter: Schuurman |
|                 |                                   |       |        |                                                                        |

|                 |                 |       |                       |                                                                        |
| 26 oktober 1969 | Heerenveen      | 1 – 1 | SC Gooiland           | Stadion: Noord, Heerenveen Toeschouwers: 5.000 Scheidsrechter: Nolders |
| 26 oktober 1969 | Thomas Haan 82' |       | 49' Gerard Hogenbrink | Stadion: Noord, Heerenveen Toeschouwers: 5.000 Scheidsrechter: Nolders |
| 26 oktober 1969 |                 |       |                       | Stadion: Noord, Heerenveen Toeschouwers: 5.000 Scheidsrechter: Nolders |
| 26 oktober 1969 |                 |       |                       | Stadion: Noord, Heerenveen Toeschouwers: 5.000 Scheidsrechter: Nolders |
|                 |                 |       |                       |                                                                        |

|                 |                                             |       |                                   |                                                                             |
| 26 oktober 1969 | Limburgia                                   | 2 – 2 | EDO                               | Stadion: Venweg, Brunssum Toeschouwers: 2.500 Scheidsrechter: Siem Wellinga |
| 26 oktober 1969 | Jacques Maas (pen) 19' Emil Klostermann 27' |       | 44' Ferry Kock 89' Dries Hendriks | Stadion: Venweg, Brunssum Toeschouwers: 2.500 Scheidsrechter: Siem Wellinga |
| 26 oktober 1969 |                                             |       |                                   | Stadion: Venweg, Brunssum Toeschouwers: 2.500 Scheidsrechter: Siem Wellinga |
| 26 oktober 1969 |                                             |       |                                   | Stadion: Venweg, Brunssum Toeschouwers: 2.500 Scheidsrechter: Siem Wellinga |
|                 |                                             |       |                                   |                                                                             |

|                 |                    |       |                   |                                                                               |
| 26 oktober 1969 | RBC                | 1 – 1 | NOAD              | Stadion: De Luiten, Roosendaal Toeschouwers: 4.000 Scheidsrechter: Van Kessel |
| 26 oktober 1969 | Frans Salawane 52' |       | 87' Piet van Dijk | Stadion: De Luiten, Roosendaal Toeschouwers: 4.000 Scheidsrechter: Van Kessel |
| 26 oktober 1969 |                    |       |                   | Stadion: De Luiten, Roosendaal Toeschouwers: 4.000 Scheidsrechter: Van Kessel |
| 26 oktober 1969 |                    |       |                   | Stadion: De Luiten, Roosendaal Toeschouwers: 4.000 Scheidsrechter: Van Kessel |
|                 |                    |       |                   |                                                                               |

|                 |                  |       |                    |                                                                                   |
| 26 oktober 1969 | Eindhoven        | 1 – 1 | ZFC                | Stadion: Aalsterweg, Eindhoven Toeschouwers: 3.500 Scheidsrechter: Charles Corver |
| 26 oktober 1969 | Jack Arendsen 5' |       | 14' Tjeerd Koopman | Stadion: Aalsterweg, Eindhoven Toeschouwers: 3.500 Scheidsrechter: Charles Corver |
| 26 oktober 1969 |                  |       |                    | Stadion: Aalsterweg, Eindhoven Toeschouwers: 3.500 Scheidsrechter: Charles Corver |
| 26 oktober 1969 |                  |       |                    | Stadion: Aalsterweg, Eindhoven Toeschouwers: 3.500 Scheidsrechter: Charles Corver |
|                 |                  |       |                    |                                                                                   |

|                 |                                     |       |     |                                                                                          |
| 26 oktober 1969 | Wageningen                          | 2 – 0 | PEC | Stadion: De Wageningse Berg, Wageningen Toeschouwers: 5.000 Scheidsrechter: Ad Boogaerts |
| 26 oktober 1969 | Marcel Broecks 30' Cas Janssens 52' |       |     | Stadion: De Wageningse Berg, Wageningen Toeschouwers: 5.000 Scheidsrechter: Ad Boogaerts |
| 26 oktober 1969 |                                     |       |     | Stadion: De Wageningse Berg, Wageningen Toeschouwers: 5.000 Scheidsrechter: Ad Boogaerts |
| 26 oktober 1969 |                                     |       |     | Stadion: De Wageningse Berg, Wageningen Toeschouwers: 5.000 Scheidsrechter: Ad Boogaerts |
|                 |                                     |       |     |                                                                                          |

|                 |       |       |         |                                                                               |
| 26 oktober 1969 | Velox | 0 – 0 | Roda JC | Stadion: Koningsweg, Utrecht Toeschouwers: 2.000 Scheidsrechter: Henk Klopper |
| 26 oktober 1969 |       |       |         | Stadion: Koningsweg, Utrecht Toeschouwers: 2.000 Scheidsrechter: Henk Klopper |
| 26 oktober 1969 |       |       |         | Stadion: Koningsweg, Utrecht Toeschouwers: 2.000 Scheidsrechter: Henk Klopper |
| 26 oktober 1969 |       |       |         | Stadion: Koningsweg, Utrecht Toeschouwers: 2.000 Scheidsrechter: Henk Klopper |
|                 |       |       |         |                                                                               |

|                 |                |       |                  |                                                                                      |
| 26 oktober 1969 | SC Drente      | 1 – 1 | AGOVV            | Stadion: Mr. Ovingstraat, Klazienaveen Toeschouwers: 1.500 Scheidsrechter: Henk Vlug |
| 26 oktober 1969 | Johan Booy 52' |       | 8' Jan van Eijck | Stadion: Mr. Ovingstraat, Klazienaveen Toeschouwers: 1.500 Scheidsrechter: Henk Vlug |
| 26 oktober 1969 |                |       |                  | Stadion: Mr. Ovingstraat, Klazienaveen Toeschouwers: 1.500 Scheidsrechter: Henk Vlug |
| 26 oktober 1969 |                |       |                  | Stadion: Mr. Ovingstraat, Klazienaveen Toeschouwers: 1.500 Scheidsrechter: Henk Vlug |
|                 |                |       |                  |                                                                                      |

## Speelronde 11
|                 |                 |       |                         |                                                                               |
| 2 november 1969 | Limburgia       | 1 – 2 | Velox                   | Stadion: Venweg, Brunssum Toeschouwers: 3.000 Scheidsrechter: Bernard Verbeek |
| 2 november 1969 | Wiel Smeets 60' |       | 24', 87' Johan Engelsma | Stadion: Venweg, Brunssum Toeschouwers: 3.000 Scheidsrechter: Bernard Verbeek |
| 2 november 1969 |                 |       |                         | Stadion: Venweg, Brunssum Toeschouwers: 3.000 Scheidsrechter: Bernard Verbeek |
| 2 november 1969 |                 |       |                         | Stadion: Venweg, Brunssum Toeschouwers: 3.000 Scheidsrechter: Bernard Verbeek |
|                 |                 |       |                         |                                                                               |

|                 |                                          |       |                  |                                                                                              |
| 2 november 1969 | SC Gooiland                              | 2 – 1 | RBC              | Stadion: Gemeentelijk Sportpark, Hilversum Toeschouwers: 2.000 Scheidsrechter: Siem Wellinga |
| 2 november 1969 | Eddy Westbroek 57' Mihajlo Samardžić 83' |       | 25' Frie Nouwens | Stadion: Gemeentelijk Sportpark, Hilversum Toeschouwers: 2.000 Scheidsrechter: Siem Wellinga |
| 2 november 1969 |                                          |       |                  | Stadion: Gemeentelijk Sportpark, Hilversum Toeschouwers: 2.000 Scheidsrechter: Siem Wellinga |
| 2 november 1969 |                                          |       |                  | Stadion: Gemeentelijk Sportpark, Hilversum Toeschouwers: 2.000 Scheidsrechter: Siem Wellinga |
|                 |                                          |       |                  |                                                                                              |

|                 |       |                                         |            |                                                                             |
| 2 november 1969 | AGOVV | 0 – 2                                   | Hermes DVS | Stadion: Berg & Bos, Apeldoorn Toeschouwers: 2.000 Scheidsrechter: Jan Beck |
| 2 november 1969 |       | 30' Ties van Duppen 43' Cees van Kooten |            | Stadion: Berg & Bos, Apeldoorn Toeschouwers: 2.000 Scheidsrechter: Jan Beck |
| 2 november 1969 |       |                                         |            | Stadion: Berg & Bos, Apeldoorn Toeschouwers: 2.000 Scheidsrechter: Jan Beck |
| 2 november 1969 |       |                                         |            | Stadion: Berg & Bos, Apeldoorn Toeschouwers: 2.000 Scheidsrechter: Jan Beck |
|                 |       |                                         |            |                                                                             |

|                 |     |                   |           |                                                                                      |
| 2 november 1969 | EDO | 0 – 1             | Eindhoven | Stadion: Noordersportpark, Haarlem Toeschouwers: 650 Scheidsrechter: Rinus Barmentlo |
| 2 november 1969 |     | 35' Frans Weijers |           | Stadion: Noordersportpark, Haarlem Toeschouwers: 650 Scheidsrechter: Rinus Barmentlo |
| 2 november 1969 |     |                   |           | Stadion: Noordersportpark, Haarlem Toeschouwers: 650 Scheidsrechter: Rinus Barmentlo |
| 2 november 1969 |     |                   |           | Stadion: Noordersportpark, Haarlem Toeschouwers: 650 Scheidsrechter: Rinus Barmentlo |
|                 |     |                   |           |                                                                                      |

|                 |      |       |         |                                                                                             |
| 2 november 1969 | NOAD | 0 – 0 | Baronie | Stadion: Gemeentelijk Sportpark, Tilburg Toeschouwers: 8.000 Scheidsrechter: Tjeerd Elsinga |
| 2 november 1969 |      |       |         | Stadion: Gemeentelijk Sportpark, Tilburg Toeschouwers: 8.000 Scheidsrechter: Tjeerd Elsinga |
| 2 november 1969 |      |       |         | Stadion: Gemeentelijk Sportpark, Tilburg Toeschouwers: 8.000 Scheidsrechter: Tjeerd Elsinga |
| 2 november 1969 |      |       |         | Stadion: Gemeentelijk Sportpark, Tilburg Toeschouwers: 8.000 Scheidsrechter: Tjeerd Elsinga |
|                 |      |       |         |                                                                                             |

|                 |                |       |                  |                                                                          |
| 2 november 1969 | FC VVV         | 1 – 1 | Roda JC          | Stadion: De Kraal, Venlo Toeschouwers: 3.000 Scheidsrechter: Jan Godding |
| 2 november 1969 | Ves Jacobs 78' |       | 8' Jan Deswijzen | Stadion: De Kraal, Venlo Toeschouwers: 3.000 Scheidsrechter: Jan Godding |
| 2 november 1969 |                |       |                  | Stadion: De Kraal, Venlo Toeschouwers: 3.000 Scheidsrechter: Jan Godding |
| 2 november 1969 |                |       |                  | Stadion: De Kraal, Venlo Toeschouwers: 3.000 Scheidsrechter: Jan Godding |
|                 |                |       |                  |                                                                          |

|                 |     |                                                      |            |                                                                               |
| 2 november 1969 | ZFC | 0 – 3                                                | Heerenveen | Stadion: Westzanerdijk, Zaandam Toeschouwers: 2.500 Scheidsrechter: Anneveldt |
| 2 november 1969 |     | 18' Thomas Haan 47' Kees Kist 52' (e.d.) Jan Brouwer |            | Stadion: Westzanerdijk, Zaandam Toeschouwers: 2.500 Scheidsrechter: Anneveldt |
| 2 november 1969 |     |                                                      |            | Stadion: Westzanerdijk, Zaandam Toeschouwers: 2.500 Scheidsrechter: Anneveldt |
| 2 november 1969 |     |                                                      |            | Stadion: Westzanerdijk, Zaandam Toeschouwers: 2.500 Scheidsrechter: Anneveldt |
|                 |     |                                                      |            |                                                                               |

|                 |                          |       |           |                                                                                             |
| 2 november 1969 | PEC                      | 1 – 0 | SC Drente | Stadion: Gemeentelijk Sportpark, Zwolle Toeschouwers: 5.000 Scheidsrechter: Martin Batelaan |
| 2 november 1969 | Freek Schutten (pen) 58' |       |           | Stadion: Gemeentelijk Sportpark, Zwolle Toeschouwers: 5.000 Scheidsrechter: Martin Batelaan |
| 2 november 1969 |                          |       |           | Stadion: Gemeentelijk Sportpark, Zwolle Toeschouwers: 5.000 Scheidsrechter: Martin Batelaan |
| 2 november 1969 |                          |       |           | Stadion: Gemeentelijk Sportpark, Zwolle Toeschouwers: 5.000 Scheidsrechter: Martin Batelaan |
|                 |                          |       |           |                                                                                             |

## Speelronde 12
|                 |                                       |       |                 |                                                                                |
| 9 november 1969 | Heerenveen                            | 2 – 1 | EDO             | Stadion: Noord, Heerenveen Toeschouwers: 3.500 Scheidsrechter: Martin Batelaan |
| 9 november 1969 | Gerard Lippold 39' Herman Hofstra 69' |       | 81' Rob Bosdijk | Stadion: Noord, Heerenveen Toeschouwers: 3.500 Scheidsrechter: Martin Batelaan |
| 9 november 1969 |                                       |       |                 | Stadion: Noord, Heerenveen Toeschouwers: 3.500 Scheidsrechter: Martin Batelaan |
| 9 november 1969 |                                       |       |                 | Stadion: Noord, Heerenveen Toeschouwers: 3.500 Scheidsrechter: Martin Batelaan |
|                 |                                       |       |                 |                                                                                |

|                 |                               |       |                                                 |                                                                          |
| 9 november 1969 | Hermes DVS                    | 3 – 3 | PEC                                             | Stadion: Harga, Schiedam Toeschouwers: 2.000 Scheidsrechter: Frans Derks |
| 9 november 1969 | Cees van Kooten 34', 67', 69' |       | 19' Freek Schutten 29' Jan Rorije 32' Cees Kick | Stadion: Harga, Schiedam Toeschouwers: 2.000 Scheidsrechter: Frans Derks |
| 9 november 1969 |                               |       |                                                 | Stadion: Harga, Schiedam Toeschouwers: 2.000 Scheidsrechter: Frans Derks |
| 9 november 1969 |                               |       |                                                 | Stadion: Harga, Schiedam Toeschouwers: 2.000 Scheidsrechter: Frans Derks |
|                 |                               |       |                                                 |                                                                          |

|                 |           |                  |           |                                                                                 |
| 9 november 1969 | Eindhoven | 0 – 1            | Limburgia | Stadion: Aalsterweg, Eindhoven Toeschouwers: 1.500 Scheidsrechter: Henk Geurens |
| 9 november 1969 |           | 78' Willy Coolen |           | Stadion: Aalsterweg, Eindhoven Toeschouwers: 1.500 Scheidsrechter: Henk Geurens |
| 9 november 1969 |           |                  |           | Stadion: Aalsterweg, Eindhoven Toeschouwers: 1.500 Scheidsrechter: Henk Geurens |
| 9 november 1969 |           |                  |           | Stadion: Aalsterweg, Eindhoven Toeschouwers: 1.500 Scheidsrechter: Henk Geurens |
|                 |           |                  |           |                                                                                 |

|                 |                                        |       |             |                                                                              |
| 9 november 1969 | Baronie                                | 3 – 0 | SC Gooiland | Stadion: De Blauwe Kei, Breda Toeschouwers: 700 Scheidsrechter: Henk Weerink |
| 9 november 1969 | Ger Saris 15', 75' Johan Havermans 55' |       |             | Stadion: De Blauwe Kei, Breda Toeschouwers: 700 Scheidsrechter: Henk Weerink |
| 9 november 1969 |                                        |       |             | Stadion: De Blauwe Kei, Breda Toeschouwers: 700 Scheidsrechter: Henk Weerink |
| 9 november 1969 |                                        |       |             | Stadion: De Blauwe Kei, Breda Toeschouwers: 700 Scheidsrechter: Henk Weerink |
|                 |                                        |       |             |                                                                              |

|                 |                                                                 |       |                  |                                                                             |
| 9 november 1969 | Roda JC                                                         | 4 – 1 | AGOVV            | Stadion: Kaalheide, Kerkrade Toeschouwers: 2.000 Scheidsrechter: Jan Regtop |
| 9 november 1969 | Jan Deswijzen 16' Horst Gnielka (pen) 30', 80' Sjef Engelen 84' |       | 20' Arie Beekman | Stadion: Kaalheide, Kerkrade Toeschouwers: 2.000 Scheidsrechter: Jan Regtop |
| 9 november 1969 |                                                                 |       |                  | Stadion: Kaalheide, Kerkrade Toeschouwers: 2.000 Scheidsrechter: Jan Regtop |
| 9 november 1969 |                                                                 |       |                  | Stadion: Kaalheide, Kerkrade Toeschouwers: 2.000 Scheidsrechter: Jan Regtop |
|                 |                                                                 |       |                  |                                                                             |

|                 |                                                       |       |      |                                                                                       |
| 9 november 1969 | Wageningen                                            | 3 – 0 | NOAD | Stadion: De Wageningse Berg, Wageningen Toeschouwers: 2.000 Scheidsrechter: Henk Vlug |
| 9 november 1969 | Hans Posthumus 3' Cas Janssens 59' Marcel Broecks 67' |       |      | Stadion: De Wageningse Berg, Wageningen Toeschouwers: 2.000 Scheidsrechter: Henk Vlug |
| 9 november 1969 |                                                       |       |      | Stadion: De Wageningse Berg, Wageningen Toeschouwers: 2.000 Scheidsrechter: Henk Vlug |
| 9 november 1969 |                                                       |       |      | Stadion: De Wageningse Berg, Wageningen Toeschouwers: 2.000 Scheidsrechter: Henk Vlug |
|                 |                                                       |       |      |                                                                                       |

|                 |                                                                        |       |        |                                                                           |
| 9 november 1969 | Velox                                                                  | 4 – 0 | FC VVV | Stadion: Koningsweg, Utrecht Toeschouwers: 1.000 Scheidsrechter: De Bruin |
| 9 november 1969 | Marco Cabo 51' Jaap Miedema 60' Johan Engelsma 79' Harrie Hilverts 83' |       |        | Stadion: Koningsweg, Utrecht Toeschouwers: 1.000 Scheidsrechter: De Bruin |
| 9 november 1969 |                                                                        |       |        | Stadion: Koningsweg, Utrecht Toeschouwers: 1.000 Scheidsrechter: De Bruin |
| 9 november 1969 |                                                                        |       |        | Stadion: Koningsweg, Utrecht Toeschouwers: 1.000 Scheidsrechter: De Bruin |
|                 |                                                                        |       |        |                                                                           |

|                 |               |       |     |                                                                                      |
| 9 november 1969 | RBC           | 1 – 0 | ZFC | Stadion: De Luiten, Roosendaal Toeschouwers: 3.500 Scheidsrechter: Gerrit Berrevoets |
| 9 november 1969 | Ben Redel 16' |       |     | Stadion: De Luiten, Roosendaal Toeschouwers: 3.500 Scheidsrechter: Gerrit Berrevoets |
| 9 november 1969 |               |       |     | Stadion: De Luiten, Roosendaal Toeschouwers: 3.500 Scheidsrechter: Gerrit Berrevoets |
| 9 november 1969 |               |       |     | Stadion: De Luiten, Roosendaal Toeschouwers: 3.500 Scheidsrechter: Gerrit Berrevoets |
|                 |               |       |     |                                                                                      |

## Speelronde 13
|                  |                                     |       |                                        |                                                                                |
| 16 november 1969 | Eindhoven                           | 2 – 2 | Velox                                  | Stadion: Aalsterweg, Eindhoven Toeschouwers: 5.000 Scheidsrechter: Henk Pijper |
| 16 november 1969 | Frans Weijers 30' Jack Arendsen 54' |       | 72' Dirk de Ruiter 75' Gerrit Langerak | Stadion: Aalsterweg, Eindhoven Toeschouwers: 5.000 Scheidsrechter: Henk Pijper |
| 16 november 1969 |                                     |       |                                        | Stadion: Aalsterweg, Eindhoven Toeschouwers: 5.000 Scheidsrechter: Henk Pijper |
| 16 november 1969 |                                     |       |                                        | Stadion: Aalsterweg, Eindhoven Toeschouwers: 5.000 Scheidsrechter: Henk Pijper |
|                  |                                     |       |                                        |                                                                                |

|                  |                                          |       |                                                |                                                                                |
| 16 november 1969 | ZFC                                      | 2 – 2 | Baronie                                        | Stadion: Westzanerdijk, Zaandam Toeschouwers: 1.500 Scheidsrechter: Jan Regtop |
| 16 november 1969 | Hans van Eikeren 13' Peter van Ingen 44' |       | 28' (pen) Henk van Ierssel 61' Johan Havermans | Stadion: Westzanerdijk, Zaandam Toeschouwers: 1.500 Scheidsrechter: Jan Regtop |
| 16 november 1969 |                                          |       |                                                | Stadion: Westzanerdijk, Zaandam Toeschouwers: 1.500 Scheidsrechter: Jan Regtop |
| 16 november 1969 |                                          |       |                                                | Stadion: Westzanerdijk, Zaandam Toeschouwers: 1.500 Scheidsrechter: Jan Regtop |
|                  |                                          |       |                                                |                                                                                |

|                  |                                                                       |       |                   |                                                                                           |
| 16 november 1969 | PEC                                                                   | 4 – 1 | Roda JC           | Stadion: Gemeentelijk Sportpark, Zwolle Toeschouwers: 5.000 Scheidsrechter: Siem Wellinga |
| 16 november 1969 | Zlatko Dračić 8' Lody Kragt 15' Freek Schutten 37' Piet Dielissen 43' |       | 55' Martin Jongen | Stadion: Gemeentelijk Sportpark, Zwolle Toeschouwers: 5.000 Scheidsrechter: Siem Wellinga |
| 16 november 1969 |                                                                       |       |                   | Stadion: Gemeentelijk Sportpark, Zwolle Toeschouwers: 5.000 Scheidsrechter: Siem Wellinga |
| 16 november 1969 |                                                                       |       |                   | Stadion: Gemeentelijk Sportpark, Zwolle Toeschouwers: 5.000 Scheidsrechter: Siem Wellinga |
|                  |                                                                       |       |                   |                                                                                           |

|                  |                 |       |               |                                                                               |
| 16 november 1969 | Limburgia       | 1 – 1 | Heerenveen    | Stadion: Venweg, Brunssum Toeschouwers: 2.500 Scheidsrechter: Rinus Barmentlo |
| 16 november 1969 | Wiel Smeets 30' |       | 42' Kees Kist | Stadion: Venweg, Brunssum Toeschouwers: 2.500 Scheidsrechter: Rinus Barmentlo |
| 16 november 1969 |                 |       |               | Stadion: Venweg, Brunssum Toeschouwers: 2.500 Scheidsrechter: Rinus Barmentlo |
| 16 november 1969 |                 |       |               | Stadion: Venweg, Brunssum Toeschouwers: 2.500 Scheidsrechter: Rinus Barmentlo |
|                  |                 |       |               |                                                                               |

|                  |             |                                                          |            |                                                                                               |
| 16 november 1969 | SC Gooiland | 0 – 4                                                    | Wageningen | Stadion: Gemeentelijk Sportpark, Hilversum Toeschouwers: 2.000 Scheidsrechter: Tjeerd Elsinga |
| 16 november 1969 |             | 8', 19' Cas Janssens 23' Henk Janssen 83' Hans Posthumus |            | Stadion: Gemeentelijk Sportpark, Hilversum Toeschouwers: 2.000 Scheidsrechter: Tjeerd Elsinga |
| 16 november 1969 |             |                                                          |            | Stadion: Gemeentelijk Sportpark, Hilversum Toeschouwers: 2.000 Scheidsrechter: Tjeerd Elsinga |
| 16 november 1969 |             |                                                          |            | Stadion: Gemeentelijk Sportpark, Hilversum Toeschouwers: 2.000 Scheidsrechter: Tjeerd Elsinga |
|                  |             |                                                          |            |                                                                                               |

|                  |                            |       |                                      |                                                                                    |
| 16 november 1969 | AGOVV                      | 2 – 2 | FC VVV                               | Stadion: Berg & Bos, Apeldoorn Toeschouwers: 1.500 Scheidsrechter: Janus Aalbrecht |
| 16 november 1969 | Leo van de Kraats 37', 42' |       | 59' Huub Schuurs 62' Jacques Hermans | Stadion: Berg & Bos, Apeldoorn Toeschouwers: 1.500 Scheidsrechter: Janus Aalbrecht |
| 16 november 1969 |                            |       |                                      | Stadion: Berg & Bos, Apeldoorn Toeschouwers: 1.500 Scheidsrechter: Janus Aalbrecht |
| 16 november 1969 |                            |       |                                      | Stadion: Berg & Bos, Apeldoorn Toeschouwers: 1.500 Scheidsrechter: Janus Aalbrecht |
|                  |                            |       |                                      |                                                                                    |

|                  |                    |       |                                  |                                                                              |
| 16 november 1969 | EDO                | 1 – 2 | RBC                              | Stadion: Noordersportpark, Haarlem Toeschouwers: 700 Scheidsrechter: Plasman |
| 16 november 1969 | Theo Koenekoop 75' |       | 77' Fred Gillissen 80' Ben Redel | Stadion: Noordersportpark, Haarlem Toeschouwers: 700 Scheidsrechter: Plasman |
| 16 november 1969 |                    |       |                                  | Stadion: Noordersportpark, Haarlem Toeschouwers: 700 Scheidsrechter: Plasman |
| 16 november 1969 |                    |       |                                  | Stadion: Noordersportpark, Haarlem Toeschouwers: 700 Scheidsrechter: Plasman |
|                  |                    |       |                                  |                                                                              |

|                  |                                  |       |           |                                                                                            |
| 16 november 1969 | NOAD                             | 2 – 0 | SC Drente | Stadion: Gemeentelijk Sportpark, Tilburg Toeschouwers: 800 Scheidsrechter: Bernard Verbeek |
| 16 november 1969 | Theo Netten 23' Jan Hendriks 34' |       |           | Stadion: Gemeentelijk Sportpark, Tilburg Toeschouwers: 800 Scheidsrechter: Bernard Verbeek |
| 16 november 1969 |                                  |       |           | Stadion: Gemeentelijk Sportpark, Tilburg Toeschouwers: 800 Scheidsrechter: Bernard Verbeek |
| 16 november 1969 |                                  |       |           | Stadion: Gemeentelijk Sportpark, Tilburg Toeschouwers: 800 Scheidsrechter: Bernard Verbeek |
|                  |                                  |       |           |                                                                                            |

## Speelronde 14
|                  |                                     |       |           |                                                                         |
| 23 november 1969 | Heerenveen                          | 2 – 0 | Eindhoven | Stadion: Noord, Heerenveen Toeschouwers: 5.000 Scheidsrechter: Jan Beck |
| 23 november 1969 | Thomas Haan 8' Rikkert La Crois 63' |       |           | Stadion: Noord, Heerenveen Toeschouwers: 5.000 Scheidsrechter: Jan Beck |
| 23 november 1969 |                                     |       |           | Stadion: Noord, Heerenveen Toeschouwers: 5.000 Scheidsrechter: Jan Beck |
| 23 november 1969 |                                     |       |           | Stadion: Noord, Heerenveen Toeschouwers: 5.000 Scheidsrechter: Jan Beck |
|                  |                                     |       |           |                                                                         |

|                  |                                         |       |                           |                                                                           |
| 23 november 1969 | Hermes DVS                              | 2 – 1 | NOAD                      | Stadion: Harga, Schiedam Toeschouwers: 2.000 Scheidsrechter: Henk Geurens |
| 23 november 1969 | Ger Bakkes 17' Piet IJpelaar (e.d.) 28' |       | 25' Harrie van der Velden | Stadion: Harga, Schiedam Toeschouwers: 2.000 Scheidsrechter: Henk Geurens |
| 23 november 1969 |                                         |       |                           | Stadion: Harga, Schiedam Toeschouwers: 2.000 Scheidsrechter: Henk Geurens |
| 23 november 1969 |                                         |       |                           | Stadion: Harga, Schiedam Toeschouwers: 2.000 Scheidsrechter: Henk Geurens |
|                  |                                         |       |                           |                                                                           |

|                  |                                                            |       |                  |                                                                                             |
| 23 november 1969 | Wageningen                                                 | 3 – 1 | ZFC              | Stadion: De Wageningse Berg, Wageningen Toeschouwers: 4.000 Scheidsrechter: Janus Aalbrecht |
| 23 november 1969 | Ton van de Weerd 48' Hans Posthumus 63' Marcel Broecks 84' |       | 11' Dick Helling | Stadion: De Wageningse Berg, Wageningen Toeschouwers: 4.000 Scheidsrechter: Janus Aalbrecht |
| 23 november 1969 |                                                            |       |                  | Stadion: De Wageningse Berg, Wageningen Toeschouwers: 4.000 Scheidsrechter: Janus Aalbrecht |
| 23 november 1969 |                                                            |       |                  | Stadion: De Wageningse Berg, Wageningen Toeschouwers: 4.000 Scheidsrechter: Janus Aalbrecht |
|                  |                                                            |       |                  |                                                                                             |

|                  |                  |       |     |                                                                             |
| 23 november 1969 | FC VVV           | 1 – 0 | PEC | Stadion: De Kraal, Venlo Toeschouwers: 2.000 Scheidsrechter: Charles Corver |
| 23 november 1969 | Don Burhenne 73' |       |     | Stadion: De Kraal, Venlo Toeschouwers: 2.000 Scheidsrechter: Charles Corver |
| 23 november 1969 |                  |       |     | Stadion: De Kraal, Venlo Toeschouwers: 2.000 Scheidsrechter: Charles Corver |
| 23 november 1969 |                  |       |     | Stadion: De Kraal, Venlo Toeschouwers: 2.000 Scheidsrechter: Charles Corver |
|                  |                  |       |     |                                                                             |

|                  |                                          |       |                 |                                                                                 |
| 23 november 1969 | RBC                                      | 3 – 1 | Limburgia       | Stadion: De Luiten, Roosendaal Toeschouwers: 5.000 Scheidsrechter: Joop Mulders |
| 23 november 1969 | Ben Redel 10' Johan van de Boom 48', 72' |       | 49' Wiel Smeets | Stadion: De Luiten, Roosendaal Toeschouwers: 5.000 Scheidsrechter: Joop Mulders |
| 23 november 1969 |                                          |       |                 | Stadion: De Luiten, Roosendaal Toeschouwers: 5.000 Scheidsrechter: Joop Mulders |
| 23 november 1969 |                                          |       |                 | Stadion: De Luiten, Roosendaal Toeschouwers: 5.000 Scheidsrechter: Joop Mulders |
|                  |                                          |       |                 |                                                                                 |

|                  |                |       |                         |                                                                                            |
| 23 november 1969 | SC Drente      | 1 – 2 | SC Gooiland             | Stadion: Mr. Ovingstraat, Klazienaveen Toeschouwers: 1.000 Scheidsrechter: Rinus Barmentlo |
| 23 november 1969 | Johan Booy 61' |       | 44', 69' Wim Riechelman | Stadion: Mr. Ovingstraat, Klazienaveen Toeschouwers: 1.000 Scheidsrechter: Rinus Barmentlo |
| 23 november 1969 |                |       |                         | Stadion: Mr. Ovingstraat, Klazienaveen Toeschouwers: 1.000 Scheidsrechter: Rinus Barmentlo |
| 23 november 1969 |                |       |                         | Stadion: Mr. Ovingstraat, Klazienaveen Toeschouwers: 1.000 Scheidsrechter: Rinus Barmentlo |
|                  |                |       |                         |                                                                                            |

|                  |                                 |       |                |                                                                            |
| 23 november 1969 | Velox                           | 2 – 1 | AGOVV          | Stadion: Koningsweg, Utrecht Toeschouwers: 2.400 Scheidsrechter: Henk Vlug |
| 23 november 1969 | Joop Steenhuis 7' Nelis Pot 15' |       | 21' Cas Looyen | Stadion: Koningsweg, Utrecht Toeschouwers: 2.400 Scheidsrechter: Henk Vlug |
| 23 november 1969 |                                 |       |                | Stadion: Koningsweg, Utrecht Toeschouwers: 2.400 Scheidsrechter: Henk Vlug |
| 23 november 1969 |                                 |       |                | Stadion: Koningsweg, Utrecht Toeschouwers: 2.400 Scheidsrechter: Henk Vlug |
|                  |                                 |       |                |                                                                            |

|                  |                                      |       |                    |                                                                          |
| 23 november 1969 | Baronie                              | 3 – 1 | EDO                | Stadion: De Blauwe Kei, Breda Toeschouwers: 2.000 Scheidsrechter: De Vos |
| 23 november 1969 | Ger Saris 14', 85' Ad Brekelmans 87' |       | 27' Theo Koenekoop | Stadion: De Blauwe Kei, Breda Toeschouwers: 2.000 Scheidsrechter: De Vos |
| 23 november 1969 |                                      |       |                    | Stadion: De Blauwe Kei, Breda Toeschouwers: 2.000 Scheidsrechter: De Vos |
| 23 november 1969 |                                      |       |                    | Stadion: De Blauwe Kei, Breda Toeschouwers: 2.000 Scheidsrechter: De Vos |
|                  |                                      |       |                    |                                                                          |

## Speelronde 15
|                  |                                                                                |       |       |                                                                                  |
| 30 november 1969 | Heerenveen                                                                     | 5 – 0 | Velox | Stadion: Noord, Heerenveen Toeschouwers: 9.000 Scheidsrechter: Henk van der Veer |
| 30 november 1969 | Wiebe de Jong 4' Rikkert La Crois 25', 40' Henk Prinsen 54' Gerard Lippold 80' |       |       | Stadion: Noord, Heerenveen Toeschouwers: 9.000 Scheidsrechter: Henk van der Veer |
| 30 november 1969 |                                                                                |       |       | Stadion: Noord, Heerenveen Toeschouwers: 9.000 Scheidsrechter: Henk van der Veer |
| 30 november 1969 |                                                                                |       |       | Stadion: Noord, Heerenveen Toeschouwers: 9.000 Scheidsrechter: Henk van der Veer |
|                  |                                                                                |       |       |                                                                                  |

|                  |                 |       |                    |                                                                               |
| 30 november 1969 | EDO             | 1 – 1 | Wageningen         | Stadion: Noordersportpark, Haarlem Toeschouwers: 700 Scheidsrechter: Jan Beck |
| 30 november 1969 | Rob Bosdijk 13' |       | 55' Marcel Broecks | Stadion: Noordersportpark, Haarlem Toeschouwers: 700 Scheidsrechter: Jan Beck |
| 30 november 1969 |                 |       |                    | Stadion: Noordersportpark, Haarlem Toeschouwers: 700 Scheidsrechter: Jan Beck |
| 30 november 1969 |                 |       |                    | Stadion: Noordersportpark, Haarlem Toeschouwers: 700 Scheidsrechter: Jan Beck |
|                  |                 |       |                    |                                                                               |

|                  |                        |       |                |                                                                                           |
| 30 november 1969 | NOAD                   | 1 – 1 | Roda JC        | Stadion: Gemeentelijk Sportpark, Tilburg Toeschouwers: 5.000 Scheidsrechter: Henk Weerink |
| 30 november 1969 | Jacques van Ranzow 80' |       | 88' Jo Strüver | Stadion: Gemeentelijk Sportpark, Tilburg Toeschouwers: 5.000 Scheidsrechter: Henk Weerink |
| 30 november 1969 |                        |       |                | Stadion: Gemeentelijk Sportpark, Tilburg Toeschouwers: 5.000 Scheidsrechter: Henk Weerink |
| 30 november 1969 |                        |       |                | Stadion: Gemeentelijk Sportpark, Tilburg Toeschouwers: 5.000 Scheidsrechter: Henk Weerink |
|                  |                        |       |                |                                                                                           |

|                  |                   |       |                                  |                                                                                   |
| 30 november 1969 | Eindhoven         | 1 – 2 | RBC                              | Stadion: Aalsterweg, Eindhoven Toeschouwers: 4.500 Scheidsrechter: Tjeerd Elsinga |
| 30 november 1969 | Jo Theunissen 30' |       | 33' Ben Redel 78' Pierre van Hal | Stadion: Aalsterweg, Eindhoven Toeschouwers: 4.500 Scheidsrechter: Tjeerd Elsinga |
| 30 november 1969 |                   |       |                                  | Stadion: Aalsterweg, Eindhoven Toeschouwers: 4.500 Scheidsrechter: Tjeerd Elsinga |
| 30 november 1969 |                   |       |                                  | Stadion: Aalsterweg, Eindhoven Toeschouwers: 4.500 Scheidsrechter: Tjeerd Elsinga |
|                  |                   |       |                                  |                                                                                   |

|                  |                     |       |                              |                                                                                   |
| 30 november 1969 | ZFC                 | 1 – 2 | SC Drente                    | Stadion: Westzanerdijk, Zaandam Toeschouwers: 1.500 Scheidsrechter: Siem Wellinga |
| 30 november 1969 | Abe van den Ban 20' |       | 40', 65' (pen) Tonny Roosken | Stadion: Westzanerdijk, Zaandam Toeschouwers: 1.500 Scheidsrechter: Siem Wellinga |
| 30 november 1969 |                     |       |                              | Stadion: Westzanerdijk, Zaandam Toeschouwers: 1.500 Scheidsrechter: Siem Wellinga |
| 30 november 1969 |                     |       |                              | Stadion: Westzanerdijk, Zaandam Toeschouwers: 1.500 Scheidsrechter: Siem Wellinga |
|                  |                     |       |                              |                                                                                   |

|                  |                                           |       |       |                                                                                             |
| 30 november 1969 | PEC                                       | 3 – 0 | AGOVV | Stadion: Gemeentelijk Sportpark, Zwolle Toeschouwers: 6.000 Scheidsrechter: Joop Bentvelzen |
| 30 november 1969 | Lody Kragt 9', 31' Puck van der Horst 85' |       |       | Stadion: Gemeentelijk Sportpark, Zwolle Toeschouwers: 6.000 Scheidsrechter: Joop Bentvelzen |
| 30 november 1969 |                                           |       |       | Stadion: Gemeentelijk Sportpark, Zwolle Toeschouwers: 6.000 Scheidsrechter: Joop Bentvelzen |
| 30 november 1969 |                                           |       |       | Stadion: Gemeentelijk Sportpark, Zwolle Toeschouwers: 6.000 Scheidsrechter: Joop Bentvelzen |
|                  |                                           |       |       |                                                                                             |

|                  |             |                     |            |                                                                                                |
| 30 november 1969 | SC Gooiland | 0 – 1               | Hermes DVS | Stadion: Gemeentelijk Sportpark, Hilversum Toeschouwers: 2.200 Scheidsrechter: Bernard Verbeek |
| 30 november 1969 |             | 20' Cees van Kooten |            | Stadion: Gemeentelijk Sportpark, Hilversum Toeschouwers: 2.200 Scheidsrechter: Bernard Verbeek |
| 30 november 1969 |             |                     |            | Stadion: Gemeentelijk Sportpark, Hilversum Toeschouwers: 2.200 Scheidsrechter: Bernard Verbeek |
| 30 november 1969 |             |                     |            | Stadion: Gemeentelijk Sportpark, Hilversum Toeschouwers: 2.200 Scheidsrechter: Bernard Verbeek |
|                  |             |                     |            |                                                                                                |

|              |                       |       |                                                           |                                                                         |
| 1 maart 1970 | Limburgia             | 2 – 4 | Baronie                                                   | Stadion: Venweg, Brunssum Toeschouwers: 1.200 Scheidsrechter: Henk Vlug |
| 1 maart 1970 | Willy Coolen 25', 40' |       | 31', 84' Tiny van Aarle 53' Johan Havermans 70' Piet Maas | Stadion: Venweg, Brunssum Toeschouwers: 1.200 Scheidsrechter: Henk Vlug |
| 1 maart 1970 |                       |       |                                                           | Stadion: Venweg, Brunssum Toeschouwers: 1.200 Scheidsrechter: Henk Vlug |
| 1 maart 1970 |                       |       |                                                           | Stadion: Venweg, Brunssum Toeschouwers: 1.200 Scheidsrechter: Henk Vlug |
|              |                       |       |                                                           |                                                                         |

## Speelronde 16
|                 |                             |       |                                      |                                                                           |
| 7 december 1969 | Hermes DVS                  | 2 – 2 | ZFC                                  | Stadion: Harga, Schiedam Toeschouwers: 1.000 Scheidsrechter: Van der Vlis |
| 7 december 1969 | Wim Klein 8' Ger Bakkes 62' |       | 9' Abe van den Ban 81' (pen) Ab Laks | Stadion: Harga, Schiedam Toeschouwers: 1.000 Scheidsrechter: Van der Vlis |
| 7 december 1969 |                             |       |                                      | Stadion: Harga, Schiedam Toeschouwers: 1.000 Scheidsrechter: Van der Vlis |
| 7 december 1969 |                             |       |                                      | Stadion: Harga, Schiedam Toeschouwers: 1.000 Scheidsrechter: Van der Vlis |
|                 |                             |       |                                      |                                                                           |

|                 |                       |       |                             |                                                                                    |
| 7 december 1969 | RBC                   | 1 – 1 | Heerenveen                  | Stadion: De Luiten, Roosendaal Toeschouwers: 5.000 Scheidsrechter: Bernard Verbeek |
| 7 december 1969 | Johan van de Boom 47' |       | 14' (e.d.) Robert Hopstaken | Stadion: De Luiten, Roosendaal Toeschouwers: 5.000 Scheidsrechter: Bernard Verbeek |
| 7 december 1969 |                       |       |                             | Stadion: De Luiten, Roosendaal Toeschouwers: 5.000 Scheidsrechter: Bernard Verbeek |
| 7 december 1969 |                       |       |                             | Stadion: De Luiten, Roosendaal Toeschouwers: 5.000 Scheidsrechter: Bernard Verbeek |
|                 |                       |       |                             |                                                                                    |

|                 |           |                      |     |                                                                                      |
| 7 december 1969 | SC Drente | 0 – 2                | EDO | Stadion: Mr. Ovingstraat, Klazienaveen Toeschouwers: 1.000 Scheidsrechter: Henk Vlug |
| 7 december 1969 |           | 30', 75' Rob Bosdijk |     | Stadion: Mr. Ovingstraat, Klazienaveen Toeschouwers: 1.000 Scheidsrechter: Henk Vlug |
| 7 december 1969 |           |                      |     | Stadion: Mr. Ovingstraat, Klazienaveen Toeschouwers: 1.000 Scheidsrechter: Henk Vlug |
| 7 december 1969 |           |                      |     | Stadion: Mr. Ovingstraat, Klazienaveen Toeschouwers: 1.000 Scheidsrechter: Henk Vlug |
|                 |           |                      |     |                                                                                      |

|                 |                |       |                                  |                                                                              |
| 7 december 1969 | FC VVV         | 1 – 2 | NOAD                             | Stadion: De Kraal, Venlo Toeschouwers: 1.500 Scheidsrechter: Martin Batelaan |
| 7 december 1969 | Jac Weeres 47' |       | 8' Theo Netten 65' Piet van Dijk | Stadion: De Kraal, Venlo Toeschouwers: 1.500 Scheidsrechter: Martin Batelaan |
| 7 december 1969 |                |       |                                  | Stadion: De Kraal, Venlo Toeschouwers: 1.500 Scheidsrechter: Martin Batelaan |
| 7 december 1969 |                |       |                                  | Stadion: De Kraal, Venlo Toeschouwers: 1.500 Scheidsrechter: Martin Batelaan |
|                 |                |       |                                  |                                                                              |

|                 |                                      |       |                                                     |                                                                                  |
| 7 december 1969 | Baronie                              | 2 – 3 | Eindhoven                                           | Stadion: De Blauwe Kei, Breda Toeschouwers: 1.500 Scheidsrechter: Charles Corver |
| 7 december 1969 | Cees Heijboer 60' Tiny van Aarle 81' |       | 32' Wim Brouns 70' Jo Theunissen 75' Govert Kooiman | Stadion: De Blauwe Kei, Breda Toeschouwers: 1.500 Scheidsrechter: Charles Corver |
| 7 december 1969 |                                      |       |                                                     | Stadion: De Blauwe Kei, Breda Toeschouwers: 1.500 Scheidsrechter: Charles Corver |
| 7 december 1969 |                                      |       |                                                     | Stadion: De Blauwe Kei, Breda Toeschouwers: 1.500 Scheidsrechter: Charles Corver |
|                 |                                      |       |                                                     |                                                                                  |

|                 |                                                              |       |       |                                                                                               |
| 7 december 1969 | PEC                                                          | 5 – 0 | Velox | Stadion: Gemeentelijk Sportpark, Zwolle Toeschouwers: 7.500 Scheidsrechter: Ben Hoppenbrouwer |
| 7 december 1969 | Herman Heskamp 3', 14' Freek Schutten 31', 78' Cees Kick 72' |       |       | Stadion: Gemeentelijk Sportpark, Zwolle Toeschouwers: 7.500 Scheidsrechter: Ben Hoppenbrouwer |
| 7 december 1969 |                                                              |       |       | Stadion: Gemeentelijk Sportpark, Zwolle Toeschouwers: 7.500 Scheidsrechter: Ben Hoppenbrouwer |
| 7 december 1969 |                                                              |       |       | Stadion: Gemeentelijk Sportpark, Zwolle Toeschouwers: 7.500 Scheidsrechter: Ben Hoppenbrouwer |
|                 |                                                              |       |       |                                                                                               |

|                 |                                                                                               |       |                   |                                                                                               |
| 7 december 1969 | Wageningen                                                                                    | 5 – 1 | Limburgia         | Stadion: De Wageningse Berg, Wageningen Toeschouwers: 2.500 Scheidsrechter: Gerrit Berrevoets |
| 7 december 1969 | Ton Weijmer 48' Hans Posthumus 52' Cas Janssens 58' Aart Ooms 78' Karl Klostermann (e.d.) 84' |       | 83' Anton Dormans | Stadion: De Wageningse Berg, Wageningen Toeschouwers: 2.500 Scheidsrechter: Gerrit Berrevoets |
| 7 december 1969 |                                                                                               |       |                   | Stadion: De Wageningse Berg, Wageningen Toeschouwers: 2.500 Scheidsrechter: Gerrit Berrevoets |
| 7 december 1969 |                                                                                               |       |                   | Stadion: De Wageningse Berg, Wageningen Toeschouwers: 2.500 Scheidsrechter: Gerrit Berrevoets |
|                 |                                                                                               |       |                   |                                                                                               |

|                 |                  |       |             |                                                                               |
| 7 december 1969 | Roda JC          | 1 – 0 | SC Gooiland | Stadion: Kaalheide, Kerkrade Toeschouwers: 3.000 Scheidsrechter: Henk Geurens |
| 7 december 1969 | Bert Willems 14' |       |             | Stadion: Kaalheide, Kerkrade Toeschouwers: 3.000 Scheidsrechter: Henk Geurens |
| 7 december 1969 |                  |       |             | Stadion: Kaalheide, Kerkrade Toeschouwers: 3.000 Scheidsrechter: Henk Geurens |
| 7 december 1969 |                  |       |             | Stadion: Kaalheide, Kerkrade Toeschouwers: 3.000 Scheidsrechter: Henk Geurens |
|                 |                  |       |             |                                                                               |

## Speelronde 17
|                  |                                                       |       |               |                                                                              |
| 14 december 1969 | Heerenveen                                            | 3 – 1 | Baronie       | Stadion: Noord, Heerenveen Toeschouwers: 5.000 Scheidsrechter: Siem Wellinga |
| 14 december 1969 | Kees Kist 27' Rikkert La Crois 37' Henk Zoetendal 55' |       | 14' Ger Saris | Stadion: Noord, Heerenveen Toeschouwers: 5.000 Scheidsrechter: Siem Wellinga |
| 14 december 1969 |                                                       |       |               | Stadion: Noord, Heerenveen Toeschouwers: 5.000 Scheidsrechter: Siem Wellinga |
| 14 december 1969 |                                                       |       |               | Stadion: Noord, Heerenveen Toeschouwers: 5.000 Scheidsrechter: Siem Wellinga |
|                  |                                                       |       |               |                                                                              |

|                  |                                                        |       |        |                                                                                       |
| 14 december 1969 | SC Gooiland                                            | 3 – 0 | FC VVV | Stadion: Gemeentelijk Sportpark, Hilversum Toeschouwers: 750 Scheidsrechter: Jan Beck |
| 14 december 1969 | Piet Boogaard 23' Mihajlo Samardžić 43' Rob Jansen 65' |       |        | Stadion: Gemeentelijk Sportpark, Hilversum Toeschouwers: 750 Scheidsrechter: Jan Beck |
| 14 december 1969 |                                                        |       |        | Stadion: Gemeentelijk Sportpark, Hilversum Toeschouwers: 750 Scheidsrechter: Jan Beck |
| 14 december 1969 |                                                        |       |        | Stadion: Gemeentelijk Sportpark, Hilversum Toeschouwers: 750 Scheidsrechter: Jan Beck |
|                  |                                                        |       |        |                                                                                       |

|                 |                                                   |       |     |                                                                                    |
| 1 februari 1970 | Velox                                             | 3 – 0 | RBC | Stadion: Koningsweg, Utrecht Toeschouwers: 1.500 Scheidsrechter: Gerrit Berrevoets |
| 1 februari 1970 | Marco Cabo 28' Bizzy Klein 54' Johan Engelsma 69' |       |     | Stadion: Koningsweg, Utrecht Toeschouwers: 1.500 Scheidsrechter: Gerrit Berrevoets |
| 1 februari 1970 |                                                   |       |     | Stadion: Koningsweg, Utrecht Toeschouwers: 1.500 Scheidsrechter: Gerrit Berrevoets |
| 1 februari 1970 |                                                   |       |     | Stadion: Koningsweg, Utrecht Toeschouwers: 1.500 Scheidsrechter: Gerrit Berrevoets |
|                 |                                                   |       |     |                                                                                    |

|                 |                  |       |           |                                                                               |
| 1 februari 1970 | Limburgia        | 1 – 0 | SC Drente | Stadion: Venweg, Brunssum Toeschouwers: 2.000 Scheidsrechter: Martin Batelaan |
| 1 februari 1970 | Willy Coolen 23' |       |           | Stadion: Venweg, Brunssum Toeschouwers: 2.000 Scheidsrechter: Martin Batelaan |
| 1 februari 1970 |                  |       |           | Stadion: Venweg, Brunssum Toeschouwers: 2.000 Scheidsrechter: Martin Batelaan |
| 1 februari 1970 |                  |       |           | Stadion: Venweg, Brunssum Toeschouwers: 2.000 Scheidsrechter: Martin Batelaan |
|                 |                  |       |           |                                                                               |

|                 |                |       |                                |                                                                                    |
| 1 februari 1970 | EDO            | 1 – 2 | Hermes DVS                     | Stadion: Noordersportpark, Haarlem Toeschouwers: 400 Scheidsrechter: Siem Wellinga |
| 1 februari 1970 | Ferry Kock 89' |       | 8' Wim Klein 70' Theo de Raaij | Stadion: Noordersportpark, Haarlem Toeschouwers: 400 Scheidsrechter: Siem Wellinga |
| 1 februari 1970 |                |       |                                | Stadion: Noordersportpark, Haarlem Toeschouwers: 400 Scheidsrechter: Siem Wellinga |
| 1 februari 1970 |                |       |                                | Stadion: Noordersportpark, Haarlem Toeschouwers: 400 Scheidsrechter: Siem Wellinga |
|                 |                |       |                                |                                                                                    |

|                 |      |                       |       |                                                                                            |
| 1 februari 1970 | NOAD | 0 – 1                 | AGOVV | Stadion: Gemeentelijk Sportpark, Tilburg Toeschouwers: 200 Scheidsrechter: Rinus Barmentlo |
| 1 februari 1970 |      | 44' Leo van de Kraats |       | Stadion: Gemeentelijk Sportpark, Tilburg Toeschouwers: 200 Scheidsrechter: Rinus Barmentlo |
| 1 februari 1970 |      |                       |       | Stadion: Gemeentelijk Sportpark, Tilburg Toeschouwers: 200 Scheidsrechter: Rinus Barmentlo |
| 1 februari 1970 |      |                       |       | Stadion: Gemeentelijk Sportpark, Tilburg Toeschouwers: 200 Scheidsrechter: Rinus Barmentlo |
|                 |      |                       |       |                                                                                            |

|                 |                                  |       |                                   |                                                                              |
| 1 februari 1970 | Eindhoven                        | 2 – 2 | Wageningen                        | Stadion: Aalsterweg, Eindhoven Toeschouwers: 2.200 Scheidsrechter: Henk Vlug |
| 1 februari 1970 | Wim Brouns 13' Henk Bloemers 71' |       | 1' Cas Janssens 7' Hans Posthumus | Stadion: Aalsterweg, Eindhoven Toeschouwers: 2.200 Scheidsrechter: Henk Vlug |
| 1 februari 1970 |                                  |       |                                   | Stadion: Aalsterweg, Eindhoven Toeschouwers: 2.200 Scheidsrechter: Henk Vlug |
| 1 februari 1970 |                                  |       |                                   | Stadion: Aalsterweg, Eindhoven Toeschouwers: 2.200 Scheidsrechter: Henk Vlug |
|                 |                                  |       |                                   |                                                                              |

|                 |                  |       |                                       |                                                                                |
| 1 februari 1970 | ZFC              | 1 – 2 | Roda JC                               | Stadion: Westzanerdijk, Zaandam Toeschouwers: 1.000 Scheidsrechter: Van Reenen |
| 1 februari 1970 | Dick Helling 49' |       | 3' Jan Schaekens 75' Wim Langenhuizen | Stadion: Westzanerdijk, Zaandam Toeschouwers: 1.000 Scheidsrechter: Van Reenen |
| 1 februari 1970 |                  |       |                                       | Stadion: Westzanerdijk, Zaandam Toeschouwers: 1.000 Scheidsrechter: Van Reenen |
| 1 februari 1970 |                  |       |                                       | Stadion: Westzanerdijk, Zaandam Toeschouwers: 1.000 Scheidsrechter: Van Reenen |
|                 |                  |       |                                       |                                                                                |

## Speelronde 18
|                  |                                   |       |                    |                                                                           |
| 28 december 1969 | Heerenveen                        | 2 – 1 | Wageningen         | Stadion: Noord, Heerenveen Toeschouwers: 5.000 Scheidsrechter: Jan Regtop |
| 28 december 1969 | Thomas Haan 22' Wiebe de Jong 89' |       | 71' Hans Posthumus | Stadion: Noord, Heerenveen Toeschouwers: 5.000 Scheidsrechter: Jan Regtop |
| 28 december 1969 |                                   |       |                    | Stadion: Noord, Heerenveen Toeschouwers: 5.000 Scheidsrechter: Jan Regtop |
| 28 december 1969 |                                   |       |                    | Stadion: Noord, Heerenveen Toeschouwers: 5.000 Scheidsrechter: Jan Regtop |
|                  |                                   |       |                    |                                                                           |

|                  |      |                   |     |                                                                                     |
| 28 december 1969 | NOAD | 0 – 1             | PEC | Stadion: Gemeentelijk Sportpark, Tilburg Toeschouwers: 800 Scheidsrechter: Jan Beck |
| 28 december 1969 |      | 21' Zlatko Dračić |     | Stadion: Gemeentelijk Sportpark, Tilburg Toeschouwers: 800 Scheidsrechter: Jan Beck |
| 28 december 1969 |      |                   |     | Stadion: Gemeentelijk Sportpark, Tilburg Toeschouwers: 800 Scheidsrechter: Jan Beck |
| 28 december 1969 |      |                   |     | Stadion: Gemeentelijk Sportpark, Tilburg Toeschouwers: 800 Scheidsrechter: Jan Beck |
|                  |      |                   |     |                                                                                     |

|                  |                                         |       |                     |                                                                                     |
| 28 december 1969 | EDO                                     | 2 – 1 | Roda JC             | Stadion: Noordersportpark, Haarlem Toeschouwers: 400 Scheidsrechter: Tjeerd Elsinga |
| 28 december 1969 | Rob Bosdijk 32' Detlev Biehl 80' (e.d.) |       | 59' John Kroonsberg | Stadion: Noordersportpark, Haarlem Toeschouwers: 400 Scheidsrechter: Tjeerd Elsinga |
| 28 december 1969 |                                         |       |                     | Stadion: Noordersportpark, Haarlem Toeschouwers: 400 Scheidsrechter: Tjeerd Elsinga |
| 28 december 1969 |                                         |       |                     | Stadion: Noordersportpark, Haarlem Toeschouwers: 400 Scheidsrechter: Tjeerd Elsinga |
|                  |                                         |       |                     |                                                                                     |

|                  |               |       |                                                               |                                                                                                 |
| 28 december 1969 | SC Gooiland   | 1 – 3 | AGOVV                                                         | Stadion: Gemeentelijk Sportpark, Hilversum Toeschouwers: 1.000 Scheidsrechter: Piet Schouwenaar |
| 28 december 1969 | Paul Behm 75' |       | 24' Leo van de Kraats 47' Herman Tiesselink 79' Jan van Eijck | Stadion: Gemeentelijk Sportpark, Hilversum Toeschouwers: 1.000 Scheidsrechter: Piet Schouwenaar |
| 28 december 1969 |               |       |                                                               | Stadion: Gemeentelijk Sportpark, Hilversum Toeschouwers: 1.000 Scheidsrechter: Piet Schouwenaar |
| 28 december 1969 |               |       |                                                               | Stadion: Gemeentelijk Sportpark, Hilversum Toeschouwers: 1.000 Scheidsrechter: Piet Schouwenaar |
|                  |               |       |                                                               |                                                                                                 |

|                  |                |       |            |                                                                              |
| 28 december 1969 | Limburgia      | 1 – 0 | Hermes DVS | Stadion: Venweg, Brunssum Toeschouwers: 2.000 Scheidsrechter: Charles Corver |
| 28 december 1969 | Joop Deben 37' |       |            | Stadion: Venweg, Brunssum Toeschouwers: 2.000 Scheidsrechter: Charles Corver |
| 28 december 1969 |                |       |            | Stadion: Venweg, Brunssum Toeschouwers: 2.000 Scheidsrechter: Charles Corver |
| 28 december 1969 |                |       |            | Stadion: Venweg, Brunssum Toeschouwers: 2.000 Scheidsrechter: Charles Corver |
|                  |                |       |            |                                                                              |

|                  |     |               |         |                                                                                      |
| 28 december 1969 | RBC | 0 – 1         | Baronie | Stadion: De Luiten, Roosendaal Toeschouwers: 3.500 Scheidsrechter: Gerrit Berrevoets |
| 28 december 1969 |     | 60' Ger Saris |         | Stadion: De Luiten, Roosendaal Toeschouwers: 3.500 Scheidsrechter: Gerrit Berrevoets |
| 28 december 1969 |     |               |         | Stadion: De Luiten, Roosendaal Toeschouwers: 3.500 Scheidsrechter: Gerrit Berrevoets |
| 28 december 1969 |     |               |         | Stadion: De Luiten, Roosendaal Toeschouwers: 3.500 Scheidsrechter: Gerrit Berrevoets |
|                  |     |               |         |                                                                                      |

|                  |                                        |       |                |                                                                                |
| 28 december 1969 | ZFC                                    | 2 – 1 | FC VVV         | Stadion: Westzanerdijk, Zaandam Toeschouwers: 500 Scheidsrechter: Henk Geurens |
| 28 december 1969 | Tjeerd Koopman 52' Abe van den Ban 57' |       | 35' Jac Weeres | Stadion: Westzanerdijk, Zaandam Toeschouwers: 500 Scheidsrechter: Henk Geurens |
| 28 december 1969 |                                        |       |                | Stadion: Westzanerdijk, Zaandam Toeschouwers: 500 Scheidsrechter: Henk Geurens |
| 28 december 1969 |                                        |       |                | Stadion: Westzanerdijk, Zaandam Toeschouwers: 500 Scheidsrechter: Henk Geurens |
|                  |                                        |       |                |                                                                                |

|               |                                            |       |           |                                                                                 |
| 22 maart 1970 | Eindhoven                                  | 2 – 0 | SC Drente | Stadion: Aalsterweg, Eindhoven Toeschouwers: 6.000 Scheidsrechter: Joop Mulders |
| 22 maart 1970 | Willy Senders 42' Fritske van der Boer 68' |       |           | Stadion: Aalsterweg, Eindhoven Toeschouwers: 6.000 Scheidsrechter: Joop Mulders |
| 22 maart 1970 |                                            |       |           | Stadion: Aalsterweg, Eindhoven Toeschouwers: 6.000 Scheidsrechter: Joop Mulders |
| 22 maart 1970 |                                            |       |           | Stadion: Aalsterweg, Eindhoven Toeschouwers: 6.000 Scheidsrechter: Joop Mulders |
|               |                                            |       |           |                                                                                 |

## Speelronde 19
|                 |                      |       |            |                                                                             |
| 18 januari 1970 | Heerenveen           | 2 – 0 | Hermes DVS | Stadion: Noord, Heerenveen Toeschouwers: 4.000 Scheidsrechter: Henk Weerink |
| 18 januari 1970 | Thomas Haan 55', 88' |       |            | Stadion: Noord, Heerenveen Toeschouwers: 4.000 Scheidsrechter: Henk Weerink |
| 18 januari 1970 |                      |       |            | Stadion: Noord, Heerenveen Toeschouwers: 4.000 Scheidsrechter: Henk Weerink |
| 18 januari 1970 |                      |       |            | Stadion: Noord, Heerenveen Toeschouwers: 4.000 Scheidsrechter: Henk Weerink |
|                 |                      |       |            |                                                                             |

|                 |                |       |      |                                                                            |
| 18 januari 1970 | Velox          | 1 – 0 | NOAD | Stadion: Koningsweg, Utrecht Toeschouwers: 2.000 Scheidsrechter: Schuurman |
| 18 januari 1970 | Marco Cabo 84' |       |      | Stadion: Koningsweg, Utrecht Toeschouwers: 2.000 Scheidsrechter: Schuurman |
| 18 januari 1970 |                |       |      | Stadion: Koningsweg, Utrecht Toeschouwers: 2.000 Scheidsrechter: Schuurman |
| 18 januari 1970 |                |       |      | Stadion: Koningsweg, Utrecht Toeschouwers: 2.000 Scheidsrechter: Schuurman |
|                 |                |       |      |                                                                            |

|                 |                                                              |       |                                          |                                                                            |
| 18 januari 1970 | Limburgia                                                    | 5 – 4 | FC VVV                                   | Stadion: Venweg, Brunssum Toeschouwers: 3.000 Scheidsrechter: Joop Mulders |
| 18 januari 1970 | Jacques Maas 8' Willy Coolen 22', 74', 85' Frans Stalman 44' |       | 2', 23' Don Burhenne 64', 89' Jac Weeres | Stadion: Venweg, Brunssum Toeschouwers: 3.000 Scheidsrechter: Joop Mulders |
| 18 januari 1970 |                                                              |       |                                          | Stadion: Venweg, Brunssum Toeschouwers: 3.000 Scheidsrechter: Joop Mulders |
| 18 januari 1970 |                                                              |       |                                          | Stadion: Venweg, Brunssum Toeschouwers: 3.000 Scheidsrechter: Joop Mulders |
|                 |                                                              |       |                                          |                                                                            |

|                 |                                           |       |           |                                                                                    |
| 18 januari 1970 | RBC                                       | 2 – 0 | SC Drente | Stadion: De Luiten, Roosendaal Toeschouwers: 4.000 Scheidsrechter: Bernard Verbeek |
| 18 januari 1970 | Henk van de Ven 32' Johan van de Boom 80' |       |           | Stadion: De Luiten, Roosendaal Toeschouwers: 4.000 Scheidsrechter: Bernard Verbeek |
| 18 januari 1970 |                                           |       |           | Stadion: De Luiten, Roosendaal Toeschouwers: 4.000 Scheidsrechter: Bernard Verbeek |
| 18 januari 1970 |                                           |       |           | Stadion: De Luiten, Roosendaal Toeschouwers: 4.000 Scheidsrechter: Bernard Verbeek |
|                 |                                           |       |           |                                                                                    |

|                 |                |       |                |                                                                                     |
| 18 januari 1970 | ZFC            | 1 – 1 | PEC            | Stadion: Westzanerdijk, Zaandam Toeschouwers: 2.000 Scheidsrechter: Janus Aalbrecht |
| 18 januari 1970 | Bob Westra 77' |       | 42' Lody Kragt | Stadion: Westzanerdijk, Zaandam Toeschouwers: 2.000 Scheidsrechter: Janus Aalbrecht |
| 18 januari 1970 |                |       |                | Stadion: Westzanerdijk, Zaandam Toeschouwers: 2.000 Scheidsrechter: Janus Aalbrecht |
| 18 januari 1970 |                |       |                | Stadion: Westzanerdijk, Zaandam Toeschouwers: 2.000 Scheidsrechter: Janus Aalbrecht |
|                 |                |       |                |                                                                                     |

|                 |                                        |       |                   |                                                                                     |
| 18 januari 1970 | Eindhoven                              | 2 – 1 | Roda JC           | Stadion: Aalsterweg, Eindhoven Toeschouwers: 3.500 Scheidsrechter: Gerard Klaassens |
| 18 januari 1970 | Goovert Kooiman 15' Toon Verhoeven 83' |       | 47' Jan Schaekens | Stadion: Aalsterweg, Eindhoven Toeschouwers: 3.500 Scheidsrechter: Gerard Klaassens |
| 18 januari 1970 |                                        |       |                   | Stadion: Aalsterweg, Eindhoven Toeschouwers: 3.500 Scheidsrechter: Gerard Klaassens |
| 18 januari 1970 |                                        |       |                   | Stadion: Aalsterweg, Eindhoven Toeschouwers: 3.500 Scheidsrechter: Gerard Klaassens |
|                 |                                        |       |                   |                                                                                     |

|                 |               |       |                  |                                                                                   |
| 18 januari 1970 | Baronie       | 1 – 1 | Wageningen       | Stadion: De Blauwe Kei, Breda Toeschouwers: 3.200 Scheidsrechter: Rinus Barmentlo |
| 18 januari 1970 | Piet Maas 60' |       | 80' Cas Janssens | Stadion: De Blauwe Kei, Breda Toeschouwers: 3.200 Scheidsrechter: Rinus Barmentlo |
| 18 januari 1970 |               |       |                  | Stadion: De Blauwe Kei, Breda Toeschouwers: 3.200 Scheidsrechter: Rinus Barmentlo |
| 18 januari 1970 |               |       |                  | Stadion: De Blauwe Kei, Breda Toeschouwers: 3.200 Scheidsrechter: Rinus Barmentlo |
|                 |               |       |                  |                                                                                   |

|                 |                     |       |       |                                                                                |
| 18 januari 1970 | EDO                 | 1 – 0 | AGOVV | Stadion: Noordersportpark, Haarlem Toeschouwers: 500 Scheidsrechter: Henk Vlug |
| 18 januari 1970 | Wim van Polanen 25' |       |       | Stadion: Noordersportpark, Haarlem Toeschouwers: 500 Scheidsrechter: Henk Vlug |
| 18 januari 1970 |                     |       |       | Stadion: Noordersportpark, Haarlem Toeschouwers: 500 Scheidsrechter: Henk Vlug |
| 18 januari 1970 |                     |       |       | Stadion: Noordersportpark, Haarlem Toeschouwers: 500 Scheidsrechter: Henk Vlug |
|                 |                     |       |       |                                                                                |

## Speelronde 20
|                 |            |               |     |                                                                     |
| 25 januari 1970 | Hermes DVS | 0 – 1         | RBC | Stadion: Harga, Schiedam Toeschouwers: 800 Scheidsrechter: De Bruin |
| 25 januari 1970 |            | 22' Ben Redel |     | Stadion: Harga, Schiedam Toeschouwers: 800 Scheidsrechter: De Bruin |
| 25 januari 1970 |            |               |     | Stadion: Harga, Schiedam Toeschouwers: 800 Scheidsrechter: De Bruin |
| 25 januari 1970 |            |               |     | Stadion: Harga, Schiedam Toeschouwers: 800 Scheidsrechter: De Bruin |
|                 |            |               |     |                                                                     |

|                 |                         |       |                                      |                                                                                            |
| 25 januari 1970 | NOAD                    | 1 – 2 | SC Gooiland                          | Stadion: Gemeentelijk Sportpark, Tilburg Toeschouwers: 300 Scheidsrechter: Bernard Verbeek |
| 25 januari 1970 | Gerard Netten (pen) 10' |       | 15' Piet Boogaard 70' Eddy Westbroek | Stadion: Gemeentelijk Sportpark, Tilburg Toeschouwers: 300 Scheidsrechter: Bernard Verbeek |
| 25 januari 1970 |                         |       |                                      | Stadion: Gemeentelijk Sportpark, Tilburg Toeschouwers: 300 Scheidsrechter: Bernard Verbeek |
| 25 januari 1970 |                         |       |                                      | Stadion: Gemeentelijk Sportpark, Tilburg Toeschouwers: 300 Scheidsrechter: Bernard Verbeek |
|                 |                         |       |                                      |                                                                                            |

|              |        |       |           |                                                                           |
| 1 maart 1970 | FC VVV | 0 – 0 | Eindhoven | Stadion: De Kraal, Venlo Toeschouwers: 2.000 Scheidsrechter: Van de Kroft |
| 1 maart 1970 |        |       |           | Stadion: De Kraal, Venlo Toeschouwers: 2.000 Scheidsrechter: Van de Kroft |
| 1 maart 1970 |        |       |           | Stadion: De Kraal, Venlo Toeschouwers: 2.000 Scheidsrechter: Van de Kroft |
| 1 maart 1970 |        |       |           | Stadion: De Kraal, Venlo Toeschouwers: 2.000 Scheidsrechter: Van de Kroft |
|              |        |       |           |                                                                           |

|              |                                               |       |                                     |                                                                                    |
| 1 maart 1970 | PEC                                           | 3 – 2 | EDO                                 | Stadion: Gemeentelijk Sportpark, Zwolle Toeschouwers: 3.500 Scheidsrechter: Mulder |
| 1 maart 1970 | Vojo Gardašević 27' (pen) Lody Kragt 76', 87' |       | 11' Rob Bosdijk 84' Wim van Polanen | Stadion: Gemeentelijk Sportpark, Zwolle Toeschouwers: 3.500 Scheidsrechter: Mulder |
| 1 maart 1970 |                                               |       |                                     | Stadion: Gemeentelijk Sportpark, Zwolle Toeschouwers: 3.500 Scheidsrechter: Mulder |
| 1 maart 1970 |                                               |       |                                     | Stadion: Gemeentelijk Sportpark, Zwolle Toeschouwers: 3.500 Scheidsrechter: Mulder |
|              |                                               |       |                                     |                                                                                    |

|              |                 |       |            |                                                                           |
| 1 maart 1970 | Roda JC         | 1 – 0 | Heerenveen | Stadion: Kaalheide, Kerkrade Toeschouwers: 3.000 Scheidsrechter: Jan Beck |
| 1 maart 1970 | John Meuser 68' |       |            | Stadion: Kaalheide, Kerkrade Toeschouwers: 3.000 Scheidsrechter: Jan Beck |
| 1 maart 1970 |                 |       |            | Stadion: Kaalheide, Kerkrade Toeschouwers: 3.000 Scheidsrechter: Jan Beck |
| 1 maart 1970 |                 |       |            | Stadion: Kaalheide, Kerkrade Toeschouwers: 3.000 Scheidsrechter: Jan Beck |
|              |                 |       |            |                                                                           |

|               |                    |       |       |                                                                                     |
| 22 maart 1970 | Wageningen         | 1 – 0 | Velox | Stadion: De Wageningse Berg, Wageningen Toeschouwers: 6.000 Scheidsrechter: Ton Bom |
| 22 maart 1970 | Marcel Broecks 23' |       |       | Stadion: De Wageningse Berg, Wageningen Toeschouwers: 6.000 Scheidsrechter: Ton Bom |
| 22 maart 1970 |                    |       |       | Stadion: De Wageningse Berg, Wageningen Toeschouwers: 6.000 Scheidsrechter: Ton Bom |
| 22 maart 1970 |                    |       |       | Stadion: De Wageningse Berg, Wageningen Toeschouwers: 6.000 Scheidsrechter: Ton Bom |
|               |                    |       |       |                                                                                     |

|               |       |                |           |                                                                                 |
| 22 maart 1970 | AGOVV | 0 – 1          | Limburgia | Stadion: Berg & Bos, Apeldoorn Toeschouwers: 1.500 Scheidsrechter: Henk Geurens |
| 22 maart 1970 |       | 25' Joop Deben |           | Stadion: Berg & Bos, Apeldoorn Toeschouwers: 1.500 Scheidsrechter: Henk Geurens |
| 22 maart 1970 |       |                |           | Stadion: Berg & Bos, Apeldoorn Toeschouwers: 1.500 Scheidsrechter: Henk Geurens |
| 22 maart 1970 |       |                |           | Stadion: Berg & Bos, Apeldoorn Toeschouwers: 1.500 Scheidsrechter: Henk Geurens |
|               |       |                |           |                                                                                 |

|            |           |               |         |                                                                                          |
| 3 mei 1970 | SC Drente | 0 – 1         | Baronie | Stadion: Mr. Ovingstraat, Klazienaveen Toeschouwers: 1.500 Scheidsrechter: Siem Wellinga |
| 3 mei 1970 |           | 58' Ger Saris |         | Stadion: Mr. Ovingstraat, Klazienaveen Toeschouwers: 1.500 Scheidsrechter: Siem Wellinga |
| 3 mei 1970 |           |               |         | Stadion: Mr. Ovingstraat, Klazienaveen Toeschouwers: 1.500 Scheidsrechter: Siem Wellinga |
| 3 mei 1970 |           |               |         | Stadion: Mr. Ovingstraat, Klazienaveen Toeschouwers: 1.500 Scheidsrechter: Siem Wellinga |
|            |           |               |         |                                                                                          |

## Speelronde 21
|                 |                                 |       |                |                                                                        |
| 7 februari 1970 | Limburgia                       | 2 – 1 | PEC            | Stadion: Venweg, Brunssum Toeschouwers: 3.000 Scheidsrechter: Vervoort |
| 7 februari 1970 | Wiel Smeets 40' Jan Janssen 82' |       | 34' Lody Kragt | Stadion: Venweg, Brunssum Toeschouwers: 3.000 Scheidsrechter: Vervoort |
| 7 februari 1970 |                                 |       |                | Stadion: Venweg, Brunssum Toeschouwers: 3.000 Scheidsrechter: Vervoort |
| 7 februari 1970 |                                 |       |                | Stadion: Venweg, Brunssum Toeschouwers: 3.000 Scheidsrechter: Vervoort |
|                 |                                 |       |                |                                                                        |

|                 |                                |       |       |                                                                                      |
| 8 februari 1970 | Eindhoven                      | 2 – 0 | AGOVV | Stadion: Aalsterweg, Eindhoven Toeschouwers: 2.500 Scheidsrechter: Henk van der Veer |
| 8 februari 1970 | Wim Brouns 2' Gerard Weber 88' |       |       | Stadion: Aalsterweg, Eindhoven Toeschouwers: 2.500 Scheidsrechter: Henk van der Veer |
| 8 februari 1970 |                                |       |       | Stadion: Aalsterweg, Eindhoven Toeschouwers: 2.500 Scheidsrechter: Henk van der Veer |
| 8 februari 1970 |                                |       |       | Stadion: Aalsterweg, Eindhoven Toeschouwers: 2.500 Scheidsrechter: Henk van der Veer |
|                 |                                |       |       |                                                                                      |

|                 |         |       |            |                                                                                   |
| 8 februari 1970 | Baronie | 0 – 0 | Hermes DVS | Stadion: De Blauwe Kei, Breda Toeschouwers: 1.500 Scheidsrechter: Bernard Verbeek |
| 8 februari 1970 |         |       |            | Stadion: De Blauwe Kei, Breda Toeschouwers: 1.500 Scheidsrechter: Bernard Verbeek |
| 8 februari 1970 |         |       |            | Stadion: De Blauwe Kei, Breda Toeschouwers: 1.500 Scheidsrechter: Bernard Verbeek |
| 8 februari 1970 |         |       |            | Stadion: De Blauwe Kei, Breda Toeschouwers: 1.500 Scheidsrechter: Bernard Verbeek |
|                 |         |       |            |                                                                                   |

|                 |                                                        |       |         |                                                                                   |
| 8 februari 1970 | RBC                                                    | 3 – 0 | Roda JC | Stadion: De Luiten, Roosendaal Toeschouwers: 3.000 Scheidsrechter: Charles Corver |
| 8 februari 1970 | Johan van de Boom 34' Ben Redel 71' Fred Gillissen 79' |       |         | Stadion: De Luiten, Roosendaal Toeschouwers: 3.000 Scheidsrechter: Charles Corver |
| 8 februari 1970 |                                                        |       |         | Stadion: De Luiten, Roosendaal Toeschouwers: 3.000 Scheidsrechter: Charles Corver |
| 8 februari 1970 |                                                        |       |         | Stadion: De Luiten, Roosendaal Toeschouwers: 3.000 Scheidsrechter: Charles Corver |
|                 |                                                        |       |         |                                                                                   |

|                  |                |       |                       |                              |
| 11 februari 1970 | Velox          | 1 – 1 | SC Gooiland           | Stadion: Koningsweg, Utrecht |
| 11 februari 1970 | Johan Engelsma |       | 22' (e.d.) Tonny Adam | Stadion: Koningsweg, Utrecht |
| 11 februari 1970 |                |       |                       | Stadion: Koningsweg, Utrecht |
| 11 februari 1970 |                |       |                       | Stadion: Koningsweg, Utrecht |
|                  |                |       |                       |                              |

|              |              |       |                                    |                                                                                |
| 1 maart 1970 | ZFC          | 1 – 2 | NOAD                               | Stadion: Westzanerdijk, Zaandam Toeschouwers: 1.500 Scheidsrechter: Jan Regtop |
| 1 maart 1970 | Dick Helling |       | 46' Piet van Dijk 74' Bart Stovers | Stadion: Westzanerdijk, Zaandam Toeschouwers: 1.500 Scheidsrechter: Jan Regtop |
| 1 maart 1970 |              |       |                                    | Stadion: Westzanerdijk, Zaandam Toeschouwers: 1.500 Scheidsrechter: Jan Regtop |
| 1 maart 1970 |              |       |                                    | Stadion: Westzanerdijk, Zaandam Toeschouwers: 1.500 Scheidsrechter: Jan Regtop |
|              |              |       |                                    |                                                                                |

|              |                            |       |           |                                                                                       |
| 1 maart 1970 | Wageningen                 | 1 – 0 | SC Drente | Stadion: De Wageningse Berg, Wageningen Toeschouwers: 2.500 Scheidsrechter: Anneveldt |
| 1 maart 1970 | Martin Strijker (e.d.) 55' |       |           | Stadion: De Wageningse Berg, Wageningen Toeschouwers: 2.500 Scheidsrechter: Anneveldt |
| 1 maart 1970 |                            |       |           | Stadion: De Wageningse Berg, Wageningen Toeschouwers: 2.500 Scheidsrechter: Anneveldt |
| 1 maart 1970 |                            |       |           | Stadion: De Wageningse Berg, Wageningen Toeschouwers: 2.500 Scheidsrechter: Anneveldt |
|              |                            |       |           |                                                                                       |

|               |                                         |       |                           |                                                                                |
| 22 maart 1970 | Heerenveen                              | 2 – 1 | FC VVV                    | Stadion: Noord, Heerenveen Toeschouwers: 5.000 Scheidsrechter: Martin Batelaan |
| 22 maart 1970 | Herman Hofstra 25' Rikkert La Crois 39' |       | 23' (pen) Jacques Hermans | Stadion: Noord, Heerenveen Toeschouwers: 5.000 Scheidsrechter: Martin Batelaan |
| 22 maart 1970 |                                         |       |                           | Stadion: Noord, Heerenveen Toeschouwers: 5.000 Scheidsrechter: Martin Batelaan |
| 22 maart 1970 |                                         |       |                           | Stadion: Noord, Heerenveen Toeschouwers: 5.000 Scheidsrechter: Martin Batelaan |
|               |                                         |       |                           |                                                                                |

## Speelronde 22
|                  |                     |       |                   |                                                                   |
| 22 februari 1970 | Hermes DVS          | 1 – 1 | Eindhoven         | Stadion: Harga, Schiedam Toeschouwers: 2.000 Scheidsrechter: Beek |
| 22 februari 1970 | Cees van Kooten 80' |       | 22' Willy Senders | Stadion: Harga, Schiedam Toeschouwers: 2.000 Scheidsrechter: Beek |
| 22 februari 1970 |                     |       |                   | Stadion: Harga, Schiedam Toeschouwers: 2.000 Scheidsrechter: Beek |
| 22 februari 1970 |                     |       |                   | Stadion: Harga, Schiedam Toeschouwers: 2.000 Scheidsrechter: Beek |
|                  |                     |       |                   |                                                                   |

|                  |                                                                           |       |             |                                                                                            |
| 22 februari 1970 | PEC                                                                       | 5 – 0 | SC Gooiland | Stadion: Gemeentelijk Sportpark, Zwolle Toeschouwers: 4.500 Scheidsrechter: Tjeerd Elsinga |
| 22 februari 1970 | Herman Heskamp 2', 81' Vojo Gardašević 40' (pen) 76' (pen) Lody Kragt 56' |       |             | Stadion: Gemeentelijk Sportpark, Zwolle Toeschouwers: 4.500 Scheidsrechter: Tjeerd Elsinga |
| 22 februari 1970 |                                                                           |       |             | Stadion: Gemeentelijk Sportpark, Zwolle Toeschouwers: 4.500 Scheidsrechter: Tjeerd Elsinga |
| 22 februari 1970 |                                                                           |       |             | Stadion: Gemeentelijk Sportpark, Zwolle Toeschouwers: 4.500 Scheidsrechter: Tjeerd Elsinga |
|                  |                                                                           |       |             |                                                                                            |

|                  |         |                                   |       |                                                                                 |
| 22 februari 1970 | Baronie | 0 – 2                             | Velox | Stadion: De Blauwe Kei, Breda Toeschouwers: 1.500 Scheidsrechter: Siem Wellinga |
| 22 februari 1970 |         | 43' Marco Cabo 58' Joop Steenhuis |       | Stadion: De Blauwe Kei, Breda Toeschouwers: 1.500 Scheidsrechter: Siem Wellinga |
| 22 februari 1970 |         |                                   |       | Stadion: De Blauwe Kei, Breda Toeschouwers: 1.500 Scheidsrechter: Siem Wellinga |
| 22 februari 1970 |         |                                   |       | Stadion: De Blauwe Kei, Breda Toeschouwers: 1.500 Scheidsrechter: Siem Wellinga |
|                  |         |                                   |       |                                                                                 |

|                  |                                      |       |     |                                                                   |
| 22 februari 1970 | FC VVV                               | 2 – 0 | EDO | Stadion: De Kraal, Venlo Toeschouwers: 1.000 Scheidsrechter: Boot |
| 22 februari 1970 | Jac Weeres 52' André Orval (pen) 67' |       |     | Stadion: De Kraal, Venlo Toeschouwers: 1.000 Scheidsrechter: Boot |
| 22 februari 1970 |                                      |       |     | Stadion: De Kraal, Venlo Toeschouwers: 1.000 Scheidsrechter: Boot |
| 22 februari 1970 |                                      |       |     | Stadion: De Kraal, Venlo Toeschouwers: 1.000 Scheidsrechter: Boot |
|                  |                                      |       |     |                                                                   |

|               |         |                                  |           |                                                                               |
| 12 april 1970 | Roda JC | 0 – 2                            | Limburgia | Stadion: Kaalheide, Kerkrade Toeschouwers: 4.500 Scheidsrechter: Henk Weerink |
| 12 april 1970 |         | 11' Willy Coolen 82' Wiel Smeets |           | Stadion: Kaalheide, Kerkrade Toeschouwers: 4.500 Scheidsrechter: Henk Weerink |
| 12 april 1970 |         |                                  |           | Stadion: Kaalheide, Kerkrade Toeschouwers: 4.500 Scheidsrechter: Henk Weerink |
| 12 april 1970 |         |                                  |           | Stadion: Kaalheide, Kerkrade Toeschouwers: 4.500 Scheidsrechter: Henk Weerink |
|               |         |                                  |           |                                                                               |

|               | |       |     |                                                                                          |
| 12 april 1970 | Wageningen                                                                                                   | 7 – 0 | RBC | Stadion: De Wageningse Berg, Wageningen Toeschouwers: 4.000 Scheidsrechter: Henk Geurens |
| 12 april 1970 | Aart Ooms 8' Ton Weijmer 9' Ton van de Weerd 45' Hans Posthumus 59', 82' Cas Janssens 72' Marcel Broecks 77' |       |     | Stadion: De Wageningse Berg, Wageningen Toeschouwers: 4.000 Scheidsrechter: Henk Geurens |
| 12 april 1970 | |       |     | Stadion: De Wageningse Berg, Wageningen Toeschouwers: 4.000 Scheidsrechter: Henk Geurens |
| 12 april 1970 | |       |     | Stadion: De Wageningse Berg, Wageningen Toeschouwers: 4.000 Scheidsrechter: Henk Geurens |
|               | |       |     |                                                                                          |

|               |           |               |            |                                                                                            |
| 12 april 1970 | SC Drente | 0 – 1         | Heerenveen | Stadion: Mr. Ovingstraat, Klazienaveen Toeschouwers: 1.000 Scheidsrechter: Martin Batelaan |
| 12 april 1970 |           | 43' Kees Kist |            | Stadion: Mr. Ovingstraat, Klazienaveen Toeschouwers: 1.000 Scheidsrechter: Martin Batelaan |
| 12 april 1970 |           |               |            | Stadion: Mr. Ovingstraat, Klazienaveen Toeschouwers: 1.000 Scheidsrechter: Martin Batelaan |
| 12 april 1970 |           |               |            | Stadion: Mr. Ovingstraat, Klazienaveen Toeschouwers: 1.000 Scheidsrechter: Martin Batelaan |
|               |           |               |            |                                                                                            |

|               |                  |       |                                                           |                                                                               |
| 30 april 1970 | AGOVV            | 1 – 3 | ZFC                                                       | Stadion: Berg & Bos, Apeldoorn Toeschouwers: 1.250 Scheidsrechter: Jan Regtop |
| 30 april 1970 | Arie Beekman 35' |       | 15' Peter van Ingen 22' Dick Helling 80' Hans van Eikeren | Stadion: Berg & Bos, Apeldoorn Toeschouwers: 1.250 Scheidsrechter: Jan Regtop |
| 30 april 1970 |                  |       |                                                           | Stadion: Berg & Bos, Apeldoorn Toeschouwers: 1.250 Scheidsrechter: Jan Regtop |
| 30 april 1970 |                  |       |                                                           | Stadion: Berg & Bos, Apeldoorn Toeschouwers: 1.250 Scheidsrechter: Jan Regtop |
|               |                  |       |                                                           |                                                                               |

## Speelronde 23
|              |                     |       |                      |                                                                               |
| 8 maart 1970 | Hermes DVS          | 1 – 1 | Wageningen           | Stadion: Harga, Schiedam Toeschouwers: 1.500 Scheidsrechter: Gerard Klaassens |
| 8 maart 1970 | Dick van Nierop 53' |       | 89' Ton van de Weerd | Stadion: Harga, Schiedam Toeschouwers: 1.500 Scheidsrechter: Gerard Klaassens |
| 8 maart 1970 |                     |       |                      | Stadion: Harga, Schiedam Toeschouwers: 1.500 Scheidsrechter: Gerard Klaassens |
| 8 maart 1970 |                     |       |                      | Stadion: Harga, Schiedam Toeschouwers: 1.500 Scheidsrechter: Gerard Klaassens |
|              |                     |       |                      |                                                                               |

|              |                                                 |       |     |                                                                                        |
| 8 maart 1970 | SC Gooiland                                     | 3 – 0 | ZFC | Stadion: Gemeentelijk Sportpark, Hilversum Toeschouwers: 1.000 Scheidsrechter: Plasman |
| 8 maart 1970 | Gerard Hogenbirk 54', 90' Mihajlo Samardžić 55' |       |     | Stadion: Gemeentelijk Sportpark, Hilversum Toeschouwers: 1.000 Scheidsrechter: Plasman |
| 8 maart 1970 |                                                 |       |     | Stadion: Gemeentelijk Sportpark, Hilversum Toeschouwers: 1.000 Scheidsrechter: Plasman |
| 8 maart 1970 |                                                 |       |     | Stadion: Gemeentelijk Sportpark, Hilversum Toeschouwers: 1.000 Scheidsrechter: Plasman |
|              |                                                 |       |     |                                                                                        |

|              |                       |       |            |                                                                              |
| 8 maart 1970 | AGOVV                 | 1 – 0 | Heerenveen | Stadion: Berg & Bos, Apeldoorn Toeschouwers: 1.500 Scheidsrechter: Henk Vlug |
| 8 maart 1970 | Leo van de Kraats 20' |       |            | Stadion: Berg & Bos, Apeldoorn Toeschouwers: 1.500 Scheidsrechter: Henk Vlug |
| 8 maart 1970 |                       |       |            | Stadion: Berg & Bos, Apeldoorn Toeschouwers: 1.500 Scheidsrechter: Henk Vlug |
| 8 maart 1970 |                       |       |            | Stadion: Berg & Bos, Apeldoorn Toeschouwers: 1.500 Scheidsrechter: Henk Vlug |
|              |                       |       |            |                                                                              |

|              |                                                   |       |     |                                                                                            |
| 8 maart 1970 | NOAD                                              | 3 – 0 | EDO | Stadion: Gemeentelijk Sportpark, Tilburg Toeschouwers: 200 Scheidsrechter: Martin Batelaan |
| 8 maart 1970 | Theo Netten 9' Piet van Dijk 88' Bart Stovers 90' |       |     | Stadion: Gemeentelijk Sportpark, Tilburg Toeschouwers: 200 Scheidsrechter: Martin Batelaan |
| 8 maart 1970 |                                                   |       |     | Stadion: Gemeentelijk Sportpark, Tilburg Toeschouwers: 200 Scheidsrechter: Martin Batelaan |
| 8 maart 1970 |                                                   |       |     | Stadion: Gemeentelijk Sportpark, Tilburg Toeschouwers: 200 Scheidsrechter: Martin Batelaan |
|              |                                                   |       |     |                                                                                            |

|              |                 |       |                    |                                                                       |
| 8 maart 1970 | FC VVV          | 1 – 1 | RBC                | Stadion: De Kraal, Venlo Toeschouwers: 800 Scheidsrechter: Jan Regtop |
| 8 maart 1970 | Piet Kooiman 7' |       | 55' Fred Gillissen | Stadion: De Kraal, Venlo Toeschouwers: 800 Scheidsrechter: Jan Regtop |
| 8 maart 1970 |                 |       |                    | Stadion: De Kraal, Venlo Toeschouwers: 800 Scheidsrechter: Jan Regtop |
| 8 maart 1970 |                 |       |                    | Stadion: De Kraal, Venlo Toeschouwers: 800 Scheidsrechter: Jan Regtop |
|              |                 |       |                    |                                                                       |

|              |           |                                   |       |                                                                                           |
| 8 maart 1970 | SC Drente | 0 – 2                             | Velox | Stadion: Mr. Ovingstraat, Klazienaveen Toeschouwers: 2.600 Scheidsrechter: Tjeerd Elsinga |
| 8 maart 1970 |           | 65' Marco Cabo 78' Johan Engelsma |       | Stadion: Mr. Ovingstraat, Klazienaveen Toeschouwers: 2.600 Scheidsrechter: Tjeerd Elsinga |
| 8 maart 1970 |           |                                   |       | Stadion: Mr. Ovingstraat, Klazienaveen Toeschouwers: 2.600 Scheidsrechter: Tjeerd Elsinga |
| 8 maart 1970 |           |                                   |       | Stadion: Mr. Ovingstraat, Klazienaveen Toeschouwers: 2.600 Scheidsrechter: Tjeerd Elsinga |
|              |           |                                   |       |                                                                                           |

|              |                    |       |                                                           |                                                                                           |
| 8 maart 1970 | PEC                | 1 – 3 | Eindhoven                                                 | Stadion: Gemeentelijk Sportpark, Zwolle Toeschouwers: 5.500 Scheidsrechter: Siem Wellinga |
| 8 maart 1970 | Freek Schutten 64' |       | 27' Fritske van der Boer 43' Wim Brouns 73' Jack Arendsen | Stadion: Gemeentelijk Sportpark, Zwolle Toeschouwers: 5.500 Scheidsrechter: Siem Wellinga |
| 8 maart 1970 |                    |       |                                                           | Stadion: Gemeentelijk Sportpark, Zwolle Toeschouwers: 5.500 Scheidsrechter: Siem Wellinga |
| 8 maart 1970 |                    |       |                                                           | Stadion: Gemeentelijk Sportpark, Zwolle Toeschouwers: 5.500 Scheidsrechter: Siem Wellinga |
|              |                    |       |                                                           |                                                                                           |

|              |                                                                           |       |         |                                                                             |
| 8 maart 1970 | Roda JC                                                                   | 4 – 0 | Baronie | Stadion: Kaalheide, Kerkrade Toeschouwers: 900 Scheidsrechter: Henk Geurens |
| 8 maart 1970 | Jan Deswijzen 6' John Meuser 34' Rainer Schönwalder 80' Jan Schaekens 89' |       |         | Stadion: Kaalheide, Kerkrade Toeschouwers: 900 Scheidsrechter: Henk Geurens |
| 8 maart 1970 |                                                                           |       |         | Stadion: Kaalheide, Kerkrade Toeschouwers: 900 Scheidsrechter: Henk Geurens |
| 8 maart 1970 |                                                                           |       |         | Stadion: Kaalheide, Kerkrade Toeschouwers: 900 Scheidsrechter: Henk Geurens |
|              |                                                                           |       |         |                                                                             |

## Speelronde 24
|               |               |       |     |                                                                              |
| 15 maart 1970 | Heerenveen    | 1 – 0 | PEC | Stadion: Noord, Heerenveen Toeschouwers: 12.000 Scheidsrechter: Ad Boogaerts |
| 15 maart 1970 | Kees Kist 76' |       |     | Stadion: Noord, Heerenveen Toeschouwers: 12.000 Scheidsrechter: Ad Boogaerts |
| 15 maart 1970 |               |       |     | Stadion: Noord, Heerenveen Toeschouwers: 12.000 Scheidsrechter: Ad Boogaerts |
| 15 maart 1970 |               |       |     | Stadion: Noord, Heerenveen Toeschouwers: 12.000 Scheidsrechter: Ad Boogaerts |
|               |               |       |     |                                                                              |

|               |                                                         |       |     |                                                                           |
| 15 maart 1970 | Velox                                                   | 3 – 0 | ZFC | Stadion: Koningsweg, Utrecht Toeschouwers: 1.300 Scheidsrechter: Jan Beck |
| 15 maart 1970 | Cees van den Berg 4' Bizzy Klein 70' Joop Steenhuis 77' |       |     | Stadion: Koningsweg, Utrecht Toeschouwers: 1.300 Scheidsrechter: Jan Beck |
| 15 maart 1970 |                                                         |       |     | Stadion: Koningsweg, Utrecht Toeschouwers: 1.300 Scheidsrechter: Jan Beck |
| 15 maart 1970 |                                                         |       |     | Stadion: Koningsweg, Utrecht Toeschouwers: 1.300 Scheidsrechter: Jan Beck |
|               |                                                         |       |     |                                                                           |

|               |                      |       |         |                                                                                       |
| 15 maart 1970 | Wageningen           | 1 – 0 | Roda JC | Stadion: De Wageningse Berg, Wageningen Toeschouwers: 3.000 Scheidsrechter: Henk Vlug |
| 15 maart 1970 | Ton van de Weerd 84' |       |         | Stadion: De Wageningse Berg, Wageningen Toeschouwers: 3.000 Scheidsrechter: Henk Vlug |
| 15 maart 1970 |                      |       |         | Stadion: De Wageningse Berg, Wageningen Toeschouwers: 3.000 Scheidsrechter: Henk Vlug |
| 15 maart 1970 |                      |       |         | Stadion: De Wageningse Berg, Wageningen Toeschouwers: 3.000 Scheidsrechter: Henk Vlug |
|               |                      |       |         |                                                                                       |

|               |                     |       |                      |                                                                                      |
| 15 maart 1970 | EDO                 | 1 – 1 | SC Gooiland          | Stadion: Noordersportpark, Haarlem Toeschouwers: 400 Scheidsrechter: Rinus Barmentlo |
| 15 maart 1970 | Wim van Polanen 50' |       | 77' Gerard Hogenbirk | Stadion: Noordersportpark, Haarlem Toeschouwers: 400 Scheidsrechter: Rinus Barmentlo |
| 15 maart 1970 |                     |       |                      | Stadion: Noordersportpark, Haarlem Toeschouwers: 400 Scheidsrechter: Rinus Barmentlo |
| 15 maart 1970 |                     |       |                      | Stadion: Noordersportpark, Haarlem Toeschouwers: 400 Scheidsrechter: Rinus Barmentlo |
|               |                     |       |                      |                                                                                      |

|               |                          |       |       |                                                                                 |
| 15 maart 1970 | RBC                      | 1 – 0 | AGOVV | Stadion: De Luiten, Roosendaal Toeschouwers: 3.000 Scheidsrechter: Joop Mulders |
| 15 maart 1970 | Pierre van Hal (pen) 83' |       |       | Stadion: De Luiten, Roosendaal Toeschouwers: 3.000 Scheidsrechter: Joop Mulders |
| 15 maart 1970 |                          |       |       | Stadion: De Luiten, Roosendaal Toeschouwers: 3.000 Scheidsrechter: Joop Mulders |
| 15 maart 1970 |                          |       |       | Stadion: De Luiten, Roosendaal Toeschouwers: 3.000 Scheidsrechter: Joop Mulders |
|               |                          |       |       |                                                                                 |

|               |                                    |       |                |                                                                                            |
| 15 maart 1970 | SC Drente                          | 2 – 1 | Hermes DVS     | Stadion: Mr. Ovingstraat, Klazienaveen Toeschouwers: 1.000 Scheidsrechter: Martin Batelaan |
| 15 maart 1970 | Benny Kracht 15' Tonny Roosken 45' |       | 30' Ger Bakkes | Stadion: Mr. Ovingstraat, Klazienaveen Toeschouwers: 1.000 Scheidsrechter: Martin Batelaan |
| 15 maart 1970 |                                    |       |                | Stadion: Mr. Ovingstraat, Klazienaveen Toeschouwers: 1.000 Scheidsrechter: Martin Batelaan |
| 15 maart 1970 |                                    |       |                | Stadion: Mr. Ovingstraat, Klazienaveen Toeschouwers: 1.000 Scheidsrechter: Martin Batelaan |
|               |                                    |       |                |                                                                                            |

|               |                                                   |       |      |                                                                      |
| 15 maart 1970 | Limburgia                                         | 3 – 0 | NOAD | Stadion: Venweg, Brunssum Toeschouwers: 1.000 Scheidsrechter: De Vos |
| 15 maart 1970 | Wim Vrösch 26' Willy Coolen 48' Anton Dormans 85' |       |      | Stadion: Venweg, Brunssum Toeschouwers: 1.000 Scheidsrechter: De Vos |
| 15 maart 1970 |                                                   |       |      | Stadion: Venweg, Brunssum Toeschouwers: 1.000 Scheidsrechter: De Vos |
| 15 maart 1970 |                                                   |       |      | Stadion: Venweg, Brunssum Toeschouwers: 1.000 Scheidsrechter: De Vos |
|               |                                                   |       |      |                                                                      |

|               |                                        |       |                |                                                                                     |
| 15 maart 1970 | Baronie                                | 2 – 1 | FC VVV         | Stadion: De Blauwe Kei, Breda Toeschouwers: 1.000 Scheidsrechter: Gerrit Berrevoets |
| 15 maart 1970 | Cees Heijboer 64' Henk van Ierssel 68' |       | 39' Jac Weeres | Stadion: De Blauwe Kei, Breda Toeschouwers: 1.000 Scheidsrechter: Gerrit Berrevoets |
| 15 maart 1970 |                                        |       |                | Stadion: De Blauwe Kei, Breda Toeschouwers: 1.000 Scheidsrechter: Gerrit Berrevoets |
| 15 maart 1970 |                                        |       |                | Stadion: De Blauwe Kei, Breda Toeschouwers: 1.000 Scheidsrechter: Gerrit Berrevoets |
|               |                                        |       |                |                                                                                     |

## Speelronde 25
|               |                                    |       |                            |                                                                         |
| 30 maart 1970 | Hermes DVS                         | 2 – 2 | Velox                      | Stadion: Harga, Schiedam Toeschouwers: 400 Scheidsrechter: Henk Weerink |
| 30 maart 1970 | Wim Klein 12' Ger Bakkes (pen) 87' |       | 63', 77' (pen) Bizzy Klein | Stadion: Harga, Schiedam Toeschouwers: 400 Scheidsrechter: Henk Weerink |
| 30 maart 1970 |                                    |       |                            | Stadion: Harga, Schiedam Toeschouwers: 400 Scheidsrechter: Henk Weerink |
| 30 maart 1970 |                                    |       |                            | Stadion: Harga, Schiedam Toeschouwers: 400 Scheidsrechter: Henk Weerink |
|               |                                    |       |                            |                                                                         |

|               |                                          |       |                      |                                                                                   |
| 30 maart 1970 | ZFC                                      | 2 – 2 | EDO                  | Stadion: Westzanerdijk, Zaandam Toeschouwers: 300 Scheidsrechter: Bernard Verbeek |
| 30 maart 1970 | Ab Ruitenbeek 9' Jacob van der Walle 46' |       | 15', 44' Rob Bosdijk | Stadion: Westzanerdijk, Zaandam Toeschouwers: 300 Scheidsrechter: Bernard Verbeek |
| 30 maart 1970 |                                          |       |                      | Stadion: Westzanerdijk, Zaandam Toeschouwers: 300 Scheidsrechter: Bernard Verbeek |
| 30 maart 1970 |                                          |       |                      | Stadion: Westzanerdijk, Zaandam Toeschouwers: 300 Scheidsrechter: Bernard Verbeek |
|               |                                          |       |                      |                                                                                   |

|               |                           |       |                    |                                                                                     |
| 30 maart 1970 | PEC                       | 1 – 1 | RBC                | Stadion: Gemeentelijk Sportpark, Zwolle Toeschouwers: 4.000 Scheidsrechter: Schalks |
| 30 maart 1970 | Pierre van Hal (e.d.) 31' |       | 20' Johan den Haan | Stadion: Gemeentelijk Sportpark, Zwolle Toeschouwers: 4.000 Scheidsrechter: Schalks |
| 30 maart 1970 |                           |       |                    | Stadion: Gemeentelijk Sportpark, Zwolle Toeschouwers: 4.000 Scheidsrechter: Schalks |
| 30 maart 1970 |                           |       |                    | Stadion: Gemeentelijk Sportpark, Zwolle Toeschouwers: 4.000 Scheidsrechter: Schalks |
|               |                           |       |                    |                                                                                     |

|               |                                        |       |                                          |                                                                                   |
| 30 maart 1970 | Roda JC                                | 2 – 3 | SC Drente                                | Stadion: Kaalheide, Kerkrade Toeschouwers: 1.500 Scheidsrechter: Piet Schouwenaar |
| 30 maart 1970 | Jan Deswijzen 10' Wim Langenhuizen 76' |       | 42', 55' Tonny Roosken 60' Bennie Kracht | Stadion: Kaalheide, Kerkrade Toeschouwers: 1.500 Scheidsrechter: Piet Schouwenaar |
| 30 maart 1970 |                                        |       |                                          | Stadion: Kaalheide, Kerkrade Toeschouwers: 1.500 Scheidsrechter: Piet Schouwenaar |
| 30 maart 1970 |                                        |       |                                          | Stadion: Kaalheide, Kerkrade Toeschouwers: 1.500 Scheidsrechter: Piet Schouwenaar |
|               |                                        |       |                                          |                                                                                   |

|               |                      |       |                                                     |                                                                                           |
| 30 maart 1970 | SC Gooiland          | 1 – 3 | Limburgia                                           | Stadion: Gemeentelijk Sportpark, Hilversum Toeschouwers: 1.000 Scheidsrechter: Jan Regtop |
| 30 maart 1970 | Gerard Hogenbirk 65' |       | 15' Willy Coolen 18' Piet Hermans 48' Ties Klinkers | Stadion: Gemeentelijk Sportpark, Hilversum Toeschouwers: 1.000 Scheidsrechter: Jan Regtop |
| 30 maart 1970 |                      |       |                                                     | Stadion: Gemeentelijk Sportpark, Hilversum Toeschouwers: 1.000 Scheidsrechter: Jan Regtop |
| 30 maart 1970 |                      |       |                                                     | Stadion: Gemeentelijk Sportpark, Hilversum Toeschouwers: 1.000 Scheidsrechter: Jan Regtop |
|               |                      |       |                                                     |                                                                                           |

|               |                   |       |         |                                                                                    |
| 30 maart 1970 | AGOVV             | 1 – 0 | Baronie | Stadion: Berg & Bos, Apeldoorn Toeschouwers: 1.000 Scheidsrechter: Rinus Barmentlo |
| 30 maart 1970 | Jan van Eijck 78' |       |         | Stadion: Berg & Bos, Apeldoorn Toeschouwers: 1.000 Scheidsrechter: Rinus Barmentlo |
| 30 maart 1970 |                   |       |         | Stadion: Berg & Bos, Apeldoorn Toeschouwers: 1.000 Scheidsrechter: Rinus Barmentlo |
| 30 maart 1970 |                   |       |         | Stadion: Berg & Bos, Apeldoorn Toeschouwers: 1.000 Scheidsrechter: Rinus Barmentlo |
|               |                   |       |         |                                                                                    |

|               |               |       |                   |                                                                                             |
| 30 maart 1970 | NOAD          | 1 – 1 | Eindhoven         | Stadion: Gemeentelijk Sportpark, Tilburg Toeschouwers: Charles Corver Scheidsrechter: 2.000 |
| 30 maart 1970 | Gerard Netten |       | 44' Willy Senders | Stadion: Gemeentelijk Sportpark, Tilburg Toeschouwers: Charles Corver Scheidsrechter: 2.000 |
| 30 maart 1970 |               |       |                   | Stadion: Gemeentelijk Sportpark, Tilburg Toeschouwers: Charles Corver Scheidsrechter: 2.000 |
| 30 maart 1970 |               |       |                   | Stadion: Gemeentelijk Sportpark, Tilburg Toeschouwers: Charles Corver Scheidsrechter: 2.000 |
|               |               |       |                   |                                                                                             |

|               |                                    |       |                          |                                                                            |
| 30 maart 1970 | FC VVV                             | 3 – 1 | Wageningen               | Stadion: De Kraal, Venlo Toeschouwers: 1.200 Scheidsrechter: Siem Wellinga |
| 30 maart 1970 | Ves Jacobs 45' Jac Weeres 68', 85' |       | 77' (pen) Hans Posthumus | Stadion: De Kraal, Venlo Toeschouwers: 1.200 Scheidsrechter: Siem Wellinga |
| 30 maart 1970 |                                    |       |                          | Stadion: De Kraal, Venlo Toeschouwers: 1.200 Scheidsrechter: Siem Wellinga |
| 30 maart 1970 |                                    |       |                          | Stadion: De Kraal, Venlo Toeschouwers: 1.200 Scheidsrechter: Siem Wellinga |
|               |                                    |       |                          |                                                                            |

## Speelronde 26
|              |                                                         |       |                    |                                                                                  |
| 5 april 1970 | Heerenveen                                              | 4 – 1 | NOAD               | Stadion: Noord, Heerenveen Toeschouwers: 4.000 Scheidsrechter: Henk van der Veer |
| 5 april 1970 | Rikkert La Crois 10', 56' Thomas Haan 22' Kees Kist 67' |       | 82' Ad van der Pas | Stadion: Noord, Heerenveen Toeschouwers: 4.000 Scheidsrechter: Henk van der Veer |
| 5 april 1970 |                                                         |       |                    | Stadion: Noord, Heerenveen Toeschouwers: 4.000 Scheidsrechter: Henk van der Veer |
| 5 april 1970 |                                                         |       |                    | Stadion: Noord, Heerenveen Toeschouwers: 4.000 Scheidsrechter: Henk van der Veer |
|              |                                                         |       |                    |                                                                                  |

|              |                                   |       |                          |                                                                             |
| 5 april 1970 | Hermes DVS                        | 2 – 1 | Roda JC                  | Stadion: Harga, Schiedam Toeschouwers: 1.000 Scheidsrechter: Tjeerd Elsinga |
| 5 april 1970 | Cees van Kooten 11' Wim Klein 77' |       | 17' (e.d.) Harry Spermon | Stadion: Harga, Schiedam Toeschouwers: 1.000 Scheidsrechter: Tjeerd Elsinga |
| 5 april 1970 |                                   |       |                          | Stadion: Harga, Schiedam Toeschouwers: 1.000 Scheidsrechter: Tjeerd Elsinga |
| 5 april 1970 |                                   |       |                          | Stadion: Harga, Schiedam Toeschouwers: 1.000 Scheidsrechter: Tjeerd Elsinga |
|              |                                   |       |                          |                                                                             |

|              |                 |       |     |                                                                            |
| 5 april 1970 | Velox           | 1 – 0 | EDO | Stadion: Koningsweg, Utrecht Toeschouwers: 2.000 Scheidsrechter: Henk Vlug |
| 5 april 1970 | Bizzy Klein 53' |       |     | Stadion: Koningsweg, Utrecht Toeschouwers: 2.000 Scheidsrechter: Henk Vlug |
| 5 april 1970 |                 |       |     | Stadion: Koningsweg, Utrecht Toeschouwers: 2.000 Scheidsrechter: Henk Vlug |
| 5 april 1970 |                 |       |     | Stadion: Koningsweg, Utrecht Toeschouwers: 2.000 Scheidsrechter: Henk Vlug |
|              |                 |       |     |                                                                            |

|              |                                   |       |                                                |                                                                                          |
| 5 april 1970 | SC Drente                         | 2 – 3 | FC VVV                                         | Stadion: Mr. Ovingstraat, Klazienaveen Toeschouwers: 800 Scheidsrechter: Bernard Verbeek |
| 5 april 1970 | Tonny Roosken 28' Wout Bosman 30' |       | 12' Ves Jacobs 48' Jac Weeres 89' Piet Kooiman | Stadion: Mr. Ovingstraat, Klazienaveen Toeschouwers: 800 Scheidsrechter: Bernard Verbeek |
| 5 april 1970 |                                   |       |                                                | Stadion: Mr. Ovingstraat, Klazienaveen Toeschouwers: 800 Scheidsrechter: Bernard Verbeek |
| 5 april 1970 |                                   |       |                                                | Stadion: Mr. Ovingstraat, Klazienaveen Toeschouwers: 800 Scheidsrechter: Bernard Verbeek |
|              |                                   |       |                                                |                                                                                          |

|              |                                  |       |                                     |                                                                    |
| 5 april 1970 | Limburgia                        | 2 – 2 | ZFC                                 | Stadion: Venweg, Brunssum Toeschouwers: 1,500 Scheidsrechter: Boot |
| 5 april 1970 | Wiel Smeets 18' Gène Gerards 39' |       | 20' Hans van Eikeren 33' Bob Westra | Stadion: Venweg, Brunssum Toeschouwers: 1,500 Scheidsrechter: Boot |
| 5 april 1970 |                                  |       |                                     | Stadion: Venweg, Brunssum Toeschouwers: 1,500 Scheidsrechter: Boot |
| 5 april 1970 |                                  |       |                                     | Stadion: Venweg, Brunssum Toeschouwers: 1,500 Scheidsrechter: Boot |
|              |                                  |       |                                     |                                                                    |

|              |                                 |       |                    |                                                                              |
| 5 april 1970 | Baronie                         | 2 – 1 | PEC                | Stadion: De Blauwe Kei, Breda Toeschouwers: 1.500 Scheidsrechter: Jan Regtop |
| 5 april 1970 | Ger Saris 61' Ad Brekelmans 89' |       | 83' Herman Heskamp | Stadion: De Blauwe Kei, Breda Toeschouwers: 1.500 Scheidsrechter: Jan Regtop |
| 5 april 1970 |                                 |       |                    | Stadion: De Blauwe Kei, Breda Toeschouwers: 1.500 Scheidsrechter: Jan Regtop |
| 5 april 1970 |                                 |       |                    | Stadion: De Blauwe Kei, Breda Toeschouwers: 1.500 Scheidsrechter: Jan Regtop |
|              |                                 |       |                    |                                                                              |

|              |                                      |       |                                      |                                                                                 |
| 5 april 1970 | Eindhoven                            | 2 – 2 | SC Gooiland                          | Stadion: Aalsterweg, Eindhoven Toeschouwers: 4.000 Scheidsrechter: Henk Geurens |
| 5 april 1970 | Toon Verhoeven 13' Willy Senders 30' |       | 36' Rob Jansen 75' Mihajlo Samardžić | Stadion: Aalsterweg, Eindhoven Toeschouwers: 4.000 Scheidsrechter: Henk Geurens |
| 5 april 1970 |                                      |       |                                      | Stadion: Aalsterweg, Eindhoven Toeschouwers: 4.000 Scheidsrechter: Henk Geurens |
| 5 april 1970 |                                      |       |                                      | Stadion: Aalsterweg, Eindhoven Toeschouwers: 4.000 Scheidsrechter: Henk Geurens |
|              |                                      |       |                                      |                                                                                 |

|              |                                                                                                 |       |       |                                                                                               |
| 5 april 1970 | Wageningen                                                                                      | 8 – 0 | AGOVV | Stadion: De Wageningse Berg, Wageningen Toeschouwers: 2.000 Scheidsrechter: Gerrit Berrevoets |
| 5 april 1970 | Henny Roelofs 3', 88' Hans Posthumus 15', 40' Marcel Broecks 21', 44' Ton van de Weerd 66', 73' |       |       | Stadion: De Wageningse Berg, Wageningen Toeschouwers: 2.000 Scheidsrechter: Gerrit Berrevoets |
| 5 april 1970 |                                                                                                 |       |       | Stadion: De Wageningse Berg, Wageningen Toeschouwers: 2.000 Scheidsrechter: Gerrit Berrevoets |
| 5 april 1970 |                                                                                                 |       |       | Stadion: De Wageningse Berg, Wageningen Toeschouwers: 2.000 Scheidsrechter: Gerrit Berrevoets |
|              |                                                                                                 |       |       |                                                                                               |

## Speelronde 27
|               |     |                           |           |                                                                                  |
| 19 april 1970 | EDO | 0 – 3                     | Limburgia | Stadion: Noordersportpark, Haarlem Toeschouwers: 500 Scheidsrechter: Van der Vis |
| 19 april 1970 |     | 43', 85', 89' Wiel Smeets |           | Stadion: Noordersportpark, Haarlem Toeschouwers: 500 Scheidsrechter: Van der Vis |
| 19 april 1970 |     |                           |           | Stadion: Noordersportpark, Haarlem Toeschouwers: 500 Scheidsrechter: Van der Vis |
| 19 april 1970 |     |                           |           | Stadion: Noordersportpark, Haarlem Toeschouwers: 500 Scheidsrechter: Van der Vis |
|               |     |                           |           |                                                                                  |

|               |      |                       |     |                                                                                     |
| 19 april 1970 | NOAD | 0 – 1                 | RBC | Stadion: Gemeentelijk Sportpark, Tilburg Toeschouwers: 800 Scheidsrechter: Jan Beck |
| 19 april 1970 |      | 53' Johan van de Boom |     | Stadion: Gemeentelijk Sportpark, Tilburg Toeschouwers: 800 Scheidsrechter: Jan Beck |
| 19 april 1970 |      |                       |     | Stadion: Gemeentelijk Sportpark, Tilburg Toeschouwers: 800 Scheidsrechter: Jan Beck |
| 19 april 1970 |      |                       |     | Stadion: Gemeentelijk Sportpark, Tilburg Toeschouwers: 800 Scheidsrechter: Jan Beck |
|               |      |                       |     |                                                                                     |

|               |        |                                         |            |                                                                      |
| 19 april 1970 | FC VVV | 0 – 2                                   | Hermes DVS | Stadion: De Kraal, Venlo Toeschouwers: 200 Scheidsrechter: Henk Vlug |
| 19 april 1970 |        | 69' Cees van Kooten 87' Ties van Duppen |            | Stadion: De Kraal, Venlo Toeschouwers: 200 Scheidsrechter: Henk Vlug |
| 19 april 1970 |        |                                         |            | Stadion: De Kraal, Venlo Toeschouwers: 200 Scheidsrechter: Henk Vlug |
| 19 april 1970 |        |                                         |            | Stadion: De Kraal, Venlo Toeschouwers: 200 Scheidsrechter: Henk Vlug |
|               |        |                                         |            |                                                                      |

|               |     |       |           |                                                                                  |
| 19 april 1970 | ZFC | 0 – 0 | Eindhoven | Stadion: Westzanerdijk, Zaandam Toeschouwers: 500 Scheidsrechter: Tjeerd Elsinga |
| 19 april 1970 |     |       |           | Stadion: Westzanerdijk, Zaandam Toeschouwers: 500 Scheidsrechter: Tjeerd Elsinga |
| 19 april 1970 |     |       |           | Stadion: Westzanerdijk, Zaandam Toeschouwers: 500 Scheidsrechter: Tjeerd Elsinga |
| 19 april 1970 |     |       |           | Stadion: Westzanerdijk, Zaandam Toeschouwers: 500 Scheidsrechter: Tjeerd Elsinga |
|               |     |       |           |                                                                                  |

|               |                   |       |                                                 |                                                                                          |
| 19 april 1970 | PEC               | 1 – 4 | Wageningen                                      | Stadion: Gemeentelijk Sportpark, Zwolle Toeschouwers: 7.500 Scheidsrechter: Henk Klopper |
| 19 april 1970 | Zlatko Dračić 11' |       | 33', 37', 83' Hans Posthumus 84' Marcel Broecks | Stadion: Gemeentelijk Sportpark, Zwolle Toeschouwers: 7.500 Scheidsrechter: Henk Klopper |
| 19 april 1970 |                   |       |                                                 | Stadion: Gemeentelijk Sportpark, Zwolle Toeschouwers: 7.500 Scheidsrechter: Henk Klopper |
| 19 april 1970 |                   |       |                                                 | Stadion: Gemeentelijk Sportpark, Zwolle Toeschouwers: 7.500 Scheidsrechter: Henk Klopper |
|               |                   |       |                                                 |                                                                                          |

|               |                             |       |       |                                                                              |
| 19 april 1970 | Roda JC                     | 2 – 0 | Velox | Stadion: Kaalheide, Kerkrade Toeschouwers: 2.500 Scheidsrechter: Jan Godding |
| 19 april 1970 | Ger Klein 34' Jan Schaekens |       |       | Stadion: Kaalheide, Kerkrade Toeschouwers: 2.500 Scheidsrechter: Jan Godding |
| 19 april 1970 |                             |       |       | Stadion: Kaalheide, Kerkrade Toeschouwers: 2.500 Scheidsrechter: Jan Godding |
| 19 april 1970 |                             |       |       | Stadion: Kaalheide, Kerkrade Toeschouwers: 2.500 Scheidsrechter: Jan Godding |
|               |                             |       |       |                                                                              |

|               |                            |       |                     |                                                                                              |
| 19 april 1970 | SC Gooiland                | 1 – 1 | Heerenveen          | Stadion: Gemeentelijk Sportpark, Hilversum Toeschouwers: 2.200 Scheidsrechter: Siem Wellinga |
| 19 april 1970 | Gerard Hogenbirk (pen) 80' |       | 5' Rikkert La Crois | Stadion: Gemeentelijk Sportpark, Hilversum Toeschouwers: 2.200 Scheidsrechter: Siem Wellinga |
| 19 april 1970 |                            |       |                     | Stadion: Gemeentelijk Sportpark, Hilversum Toeschouwers: 2.200 Scheidsrechter: Siem Wellinga |
| 19 april 1970 |                            |       |                     | Stadion: Gemeentelijk Sportpark, Hilversum Toeschouwers: 2.200 Scheidsrechter: Siem Wellinga |
|               |                            |       |                     |                                                                                              |

|               |                  |       |           |                                                                                    |
| 19 april 1970 | AGOVV            | 1 – 0 | SC Drente | Stadion: Berg & Bos, Apeldoorn Toeschouwers: 1.000 Scheidsrechter: Martin Batelaan |
| 19 april 1970 | Arie Beekman 35' |       |           | Stadion: Berg & Bos, Apeldoorn Toeschouwers: 1.000 Scheidsrechter: Martin Batelaan |
| 19 april 1970 |                  |       |           | Stadion: Berg & Bos, Apeldoorn Toeschouwers: 1.000 Scheidsrechter: Martin Batelaan |
| 19 april 1970 |                  |       |           | Stadion: Berg & Bos, Apeldoorn Toeschouwers: 1.000 Scheidsrechter: Martin Batelaan |
|               |                  |       |           |                                                                                    |

## Speelronde 28
|               |                     |       |                                      |                                                                              |
| 26 april 1970 | Hermes DVS          | 1 – 2 | AGOVV                                | Stadion: Harga, Schiedam Toeschouwers: 1.200 Scheidsrechter: Rinus Barmentlo |
| 26 april 1970 | Dick van Nierop 90' |       | 45' Arie Beekman 82' Jacques Wentink | Stadion: Harga, Schiedam Toeschouwers: 1.200 Scheidsrechter: Rinus Barmentlo |
| 26 april 1970 |                     |       |                                      | Stadion: Harga, Schiedam Toeschouwers: 1.200 Scheidsrechter: Rinus Barmentlo |
| 26 april 1970 |                     |       |                                      | Stadion: Harga, Schiedam Toeschouwers: 1.200 Scheidsrechter: Rinus Barmentlo |
|               |                     |       |                                      |                                                                              |

|               |                                        |       |     |                                                                             |
| 26 april 1970 | Heerenveen                             | 2 – 0 | ZFC | Stadion: Noord, Heerenveen Toeschouwers: 4.500 Scheidsrechter: Joop Mulders |
| 26 april 1970 | Kees Kist (pen) 57' Herman Hofstra 80' |       |     | Stadion: Noord, Heerenveen Toeschouwers: 4.500 Scheidsrechter: Joop Mulders |
| 26 april 1970 |                                        |       |     | Stadion: Noord, Heerenveen Toeschouwers: 4.500 Scheidsrechter: Joop Mulders |
| 26 april 1970 |                                        |       |     | Stadion: Noord, Heerenveen Toeschouwers: 4.500 Scheidsrechter: Joop Mulders |
|               |                                        |       |     |                                                                             |

|               |       |       |           |                                                                               |
| 26 april 1970 | Velox | 0 – 0 | Limburgia | Stadion: Koningsweg, Utrecht Toeschouwers: 2.000 Scheidsrechter: Ad Boogaerts |
| 26 april 1970 |       |       |           | Stadion: Koningsweg, Utrecht Toeschouwers: 2.000 Scheidsrechter: Ad Boogaerts |
| 26 april 1970 |       |       |           | Stadion: Koningsweg, Utrecht Toeschouwers: 2.000 Scheidsrechter: Ad Boogaerts |
| 26 april 1970 |       |       |           | Stadion: Koningsweg, Utrecht Toeschouwers: 2.000 Scheidsrechter: Ad Boogaerts |
|               |       |       |           |                                                                               |

|               |     |       |             |                                                                                    |
| 26 april 1970 | RBC | 0 – 0 | SC Gooiland | Stadion: De Luiten, Roosendaal Toeschouwers: 2.000 Scheidsrechter: Martin Batelaan |
| 26 april 1970 |     |       |             | Stadion: De Luiten, Roosendaal Toeschouwers: 2.000 Scheidsrechter: Martin Batelaan |
| 26 april 1970 |     |       |             | Stadion: De Luiten, Roosendaal Toeschouwers: 2.000 Scheidsrechter: Martin Batelaan |
| 26 april 1970 |     |       |             | Stadion: De Luiten, Roosendaal Toeschouwers: 2.000 Scheidsrechter: Martin Batelaan |
|               |     |       |             |                                                                                    |

|               |               |       |     |                                                                                    |
| 26 april 1970 | Eindhoven     | 1 – 0 | EDO | Stadion: Aalsterweg, Eindhoven Toeschouwers: 1.500 Scheidsrechter: Joop Bentvelzen |
| 26 april 1970 | Wim Brouns 1' |       |     | Stadion: Aalsterweg, Eindhoven Toeschouwers: 1.500 Scheidsrechter: Joop Bentvelzen |
| 26 april 1970 |               |       |     | Stadion: Aalsterweg, Eindhoven Toeschouwers: 1.500 Scheidsrechter: Joop Bentvelzen |
| 26 april 1970 |               |       |     | Stadion: Aalsterweg, Eindhoven Toeschouwers: 1.500 Scheidsrechter: Joop Bentvelzen |
|               |               |       |     |                                                                                    |

|               |                                                                 |       |                                             |                                                                            |
| 26 april 1970 | Baronie                                                         | 4 – 2 | NOAD                                        | Stadion: De Blauwe Kei, Breda Toeschouwers: 500 Scheidsrechter: Van Reenen |
| 26 april 1970 | Cees Heijboer 8' Ger Saris 18', 68' Henk van Ierssel 71' (pen.) |       | 53' Henk Zieltjens 83' (pen.) Gerard Netten | Stadion: De Blauwe Kei, Breda Toeschouwers: 500 Scheidsrechter: Van Reenen |
| 26 april 1970 |                                                                 |       |                                             | Stadion: De Blauwe Kei, Breda Toeschouwers: 500 Scheidsrechter: Van Reenen |
| 26 april 1970 |                                                                 |       |                                             | Stadion: De Blauwe Kei, Breda Toeschouwers: 500 Scheidsrechter: Van Reenen |
|               |                                                                 |       |                                             |                                                                            |

|               |                 |       |        |                                                                          |
| 26 april 1970 | Roda JC         | 1 – 0 | FC VVV | Stadion: Kaalheide, Kerkrade Toeschouwers: 1.200 Scheidsrechter: Ton Bom |
| 26 april 1970 | John Meuser 30' |       |        | Stadion: Kaalheide, Kerkrade Toeschouwers: 1.200 Scheidsrechter: Ton Bom |
| 26 april 1970 |                 |       |        | Stadion: Kaalheide, Kerkrade Toeschouwers: 1.200 Scheidsrechter: Ton Bom |
| 26 april 1970 |                 |       |        | Stadion: Kaalheide, Kerkrade Toeschouwers: 1.200 Scheidsrechter: Ton Bom |
|               |                 |       |        |                                                                          |

|             |           |                                   |     |                                                                                       |
| 30 mei 1970 | SC Drente | 0 – 2                             | PEC | Stadion: Mr. Ovingstraat, Klazienaveen Toeschouwers: 1.000 Scheidsrechter: Jan Regtop |
| 30 mei 1970 |           | 23' Jan Rorije 77' Herman Heskamp |     | Stadion: Mr. Ovingstraat, Klazienaveen Toeschouwers: 1.000 Scheidsrechter: Jan Regtop |
| 30 mei 1970 |           |                                   |     | Stadion: Mr. Ovingstraat, Klazienaveen Toeschouwers: 1.000 Scheidsrechter: Jan Regtop |
| 30 mei 1970 |           |                                   |     | Stadion: Mr. Ovingstraat, Klazienaveen Toeschouwers: 1.000 Scheidsrechter: Jan Regtop |
|             |           |                                   |     |                                                                                       |

## Speelronde 29
|               |                                         |       |         |                                                                                         |
| 22 maart 1970 | SC Gooiland                             | 2 – 0 | Baronie | Stadion: Gemeentelijk Sportpark, Hilversum Toeschouwers: 1.100 Scheidsrechter: Jan Beck |
| 22 maart 1970 | Mihajlo Samardžić 60' Piet Boogaard 85' |       |         | Stadion: Gemeentelijk Sportpark, Hilversum Toeschouwers: 1.100 Scheidsrechter: Jan Beck |
| 22 maart 1970 |                                         |       |         | Stadion: Gemeentelijk Sportpark, Hilversum Toeschouwers: 1.100 Scheidsrechter: Jan Beck |
| 22 maart 1970 |                                         |       |         | Stadion: Gemeentelijk Sportpark, Hilversum Toeschouwers: 1.100 Scheidsrechter: Jan Beck |
|               |                                         |       |         |                                                                                         |

|            |                      |       |                   |                                                                               |
| 3 mei 1970 | Limburgia            | 1 – 1 | Eindhoven         | Stadion: Venweg, Brunssum Toeschouwers: 3.500 Scheidsrechter: Janus Aalbrecht |
| 3 mei 1970 | Emil Klostermann 89' |       | 64' Jack Arendsen | Stadion: Venweg, Brunssum Toeschouwers: 3.500 Scheidsrechter: Janus Aalbrecht |
| 3 mei 1970 |                      |       |                   | Stadion: Venweg, Brunssum Toeschouwers: 3.500 Scheidsrechter: Janus Aalbrecht |
| 3 mei 1970 |                      |       |                   | Stadion: Venweg, Brunssum Toeschouwers: 3.500 Scheidsrechter: Janus Aalbrecht |
|            |                      |       |                   |                                                                               |

|            |                 |       |                                           |                                                                                              |
| 3 mei 1970 | NOAD            | 1 – 2 | Wageningen                                | Stadion: Gemeentelijk Sportpark, Tilburg Toeschouwers: 2.500 Scheidsrechter: Rinus Barmentlo |
| 3 mei 1970 | Theo Netten 60' |       | 75' (pen) Hans Posthumus 89' Cas Janssens | Stadion: Gemeentelijk Sportpark, Tilburg Toeschouwers: 2.500 Scheidsrechter: Rinus Barmentlo |
| 3 mei 1970 |                 |       |                                           | Stadion: Gemeentelijk Sportpark, Tilburg Toeschouwers: 2.500 Scheidsrechter: Rinus Barmentlo |
| 3 mei 1970 |                 |       |                                           | Stadion: Gemeentelijk Sportpark, Tilburg Toeschouwers: 2.500 Scheidsrechter: Rinus Barmentlo |
|            |                 |       |                                           |                                                                                              |

|            |        |                    |       |                                                                           |
| 3 mei 1970 | FC VVV | 0 – 1              | Velox | Stadion: De Kraal, Venlo Toeschouwers: 1.500 Scheidsrechter: Henk Geurens |
| 3 mei 1970 |        | 65' Joop Steenhuis |       | Stadion: De Kraal, Venlo Toeschouwers: 1.500 Scheidsrechter: Henk Geurens |
| 3 mei 1970 |        |                    |       | Stadion: De Kraal, Venlo Toeschouwers: 1.500 Scheidsrechter: Henk Geurens |
| 3 mei 1970 |        |                    |       | Stadion: De Kraal, Venlo Toeschouwers: 1.500 Scheidsrechter: Henk Geurens |
|            |        |                    |       |                                                                           |

|            |                    |       |                                                         |                                                                                     |
| 3 mei 1970 | EDO                | 1 – 3 | Heerenveen                                              | Stadion: Noordersportpark, Haarlem Toeschouwers: 800 Scheidsrechter: Charles Corver |
| 3 mei 1970 | Theo Koenekoop 35' |       | 12' Herman Hofstra 25' (pen) Kees Kist 30' Guus Joustra | Stadion: Noordersportpark, Haarlem Toeschouwers: 800 Scheidsrechter: Charles Corver |
| 3 mei 1970 |                    |       |                                                         | Stadion: Noordersportpark, Haarlem Toeschouwers: 800 Scheidsrechter: Charles Corver |
| 3 mei 1970 |                    |       |                                                         | Stadion: Noordersportpark, Haarlem Toeschouwers: 800 Scheidsrechter: Charles Corver |
|            |                    |       |                                                         |                                                                                     |

|            |     |       |            |                                                                                             |
| 3 mei 1970 | PEC | 0 – 0 | Hermes DVS | Stadion: Gemeentelijk Sportpark, Zwolle Toeschouwers: 3.000 Scheidsrechter: Joop Bentvelzen |
| 3 mei 1970 |     |       |            | Stadion: Gemeentelijk Sportpark, Zwolle Toeschouwers: 3.000 Scheidsrechter: Joop Bentvelzen |
| 3 mei 1970 |     |       |            | Stadion: Gemeentelijk Sportpark, Zwolle Toeschouwers: 3.000 Scheidsrechter: Joop Bentvelzen |
| 3 mei 1970 |     |       |            | Stadion: Gemeentelijk Sportpark, Zwolle Toeschouwers: 3.000 Scheidsrechter: Joop Bentvelzen |
|            |     |       |            |                                                                                             |

|            |                                                        |       |                                            |                                                                                       |
| 3 mei 1970 | ZFC                                                    | 4 – 4 | RBC                                        | Stadion: Westzanerdijk, Zaandam Toeschouwers: 1.000 Scheidsrechter: Gerrit Berrevoets |
| 3 mei 1970 | Ab Ruitenbeek 4', 73' Wim Karreman 6' Dick Helling 85' |       | 32', 35' Fred Gillissen 52', 58' Ben Redel | Stadion: Westzanerdijk, Zaandam Toeschouwers: 1.000 Scheidsrechter: Gerrit Berrevoets |
| 3 mei 1970 |                                                        |       |                                            | Stadion: Westzanerdijk, Zaandam Toeschouwers: 1.000 Scheidsrechter: Gerrit Berrevoets |
| 3 mei 1970 |                                                        |       |                                            | Stadion: Westzanerdijk, Zaandam Toeschouwers: 1.000 Scheidsrechter: Gerrit Berrevoets |
|            |                                                        |       |                                            |                                                                                       |

|            |       |                   |         |                                                                              |
| 3 mei 1970 | AGOVV | 0 – 1             | Roda JC | Stadion: Berg & Bos, Apeldoorn Toeschouwers: 1.000 Scheidsrechter: Henk Vlug |
| 3 mei 1970 |       | 42' Jan Deswijzen |         | Stadion: Berg & Bos, Apeldoorn Toeschouwers: 1.000 Scheidsrechter: Henk Vlug |
| 3 mei 1970 |       |                   |         | Stadion: Berg & Bos, Apeldoorn Toeschouwers: 1.000 Scheidsrechter: Henk Vlug |
| 3 mei 1970 |       |                   |         | Stadion: Berg & Bos, Apeldoorn Toeschouwers: 1.000 Scheidsrechter: Henk Vlug |
|            |       |                   |         |                                                                              |

## Speelronde 30
|               |                              |       |           |                                                                                  |
| 12 april 1970 | Velox                        | 3 – 0 | Eindhoven | Stadion: Koningsweg, Utrecht Toeschouwers: 5.500 Scheidsrechter: Arie van Gemert |
| 12 april 1970 | Joop Steenhuis 21', 55', 62' |       |           | Stadion: Koningsweg, Utrecht Toeschouwers: 5.500 Scheidsrechter: Arie van Gemert |
| 12 april 1970 |                              |       |           | Stadion: Koningsweg, Utrecht Toeschouwers: 5.500 Scheidsrechter: Arie van Gemert |
| 12 april 1970 |                              |       |           | Stadion: Koningsweg, Utrecht Toeschouwers: 5.500 Scheidsrechter: Arie van Gemert |
|               |                              |       |           |                                                                                  |

|            |                         |       |           |                                                                                |
| 7 mei 1970 | Heerenveen              | 2 – 0 | Limburgia | Stadion: Noord, Heerenveen Toeschouwers: 5.000 Scheidsrechter: Martin Batelaan |
| 7 mei 1970 | Henk Zoetendal 34', 69' |       |           | Stadion: Noord, Heerenveen Toeschouwers: 5.000 Scheidsrechter: Martin Batelaan |
| 7 mei 1970 |                         |       |           | Stadion: Noord, Heerenveen Toeschouwers: 5.000 Scheidsrechter: Martin Batelaan |
| 7 mei 1970 |                         |       |           | Stadion: Noord, Heerenveen Toeschouwers: 5.000 Scheidsrechter: Martin Batelaan |
|            |                         |       |           |                                                                                |

|            |         |                    |     |                                                                       |
| 7 mei 1970 | Baronie | 0 – 1              | ZFC | Stadion: De Blauwe Kei, Breda Toeschouwers: 400 Scheidsrechter: Lucht |
| 7 mei 1970 |         | 75' Tjeerd Koopman |     | Stadion: De Blauwe Kei, Breda Toeschouwers: 400 Scheidsrechter: Lucht |
| 7 mei 1970 |         |                    |     | Stadion: De Blauwe Kei, Breda Toeschouwers: 400 Scheidsrechter: Lucht |
| 7 mei 1970 |         |                    |     | Stadion: De Blauwe Kei, Breda Toeschouwers: 400 Scheidsrechter: Lucht |
|            |         |                    |     |                                                                       |

|            |                   |       |                                   |                                                                       |
| 7 mei 1970 | Roda JC           | 1 – 2 | PEC                               | Stadion: Kaalheide, Kerkrade Toeschouwers: 800 Scheidsrechter: Mulder |
| 7 mei 1970 | Jan Deswijzen 68' |       | 6' Henk Liotart 21' Fons Stoffels | Stadion: Kaalheide, Kerkrade Toeschouwers: 800 Scheidsrechter: Mulder |
| 7 mei 1970 |                   |       |                                   | Stadion: Kaalheide, Kerkrade Toeschouwers: 800 Scheidsrechter: Mulder |
| 7 mei 1970 |                   |       |                                   | Stadion: Kaalheide, Kerkrade Toeschouwers: 800 Scheidsrechter: Mulder |
|            |                   |       |                                   |                                                                       |

|            |                              |       |             |                                                                                               |
| 7 mei 1970 | Wageningen                   | 2 – 0 | SC Gooiland | Stadion: De Wageningse Berg, Wageningen Toeschouwers: 3.500 Scheidsrechter: Henk van der Veer |
| 7 mei 1970 | Hans Posthumus 44' (pen) 60' |       |             | Stadion: De Wageningse Berg, Wageningen Toeschouwers: 3.500 Scheidsrechter: Henk van der Veer |
| 7 mei 1970 |                              |       |             | Stadion: De Wageningse Berg, Wageningen Toeschouwers: 3.500 Scheidsrechter: Henk van der Veer |
| 7 mei 1970 |                              |       |             | Stadion: De Wageningse Berg, Wageningen Toeschouwers: 3.500 Scheidsrechter: Henk van der Veer |
|            |                              |       |             |                                                                                               |

|            |                  |       |                       |                                                                           |
| 7 mei 1970 | FC VVV           | 1 – 1 | AGOVV                 | Stadion: De Kraal, Venlo Toeschouwers: 1.000 Scheidsrechter: Henk Weerink |
| 7 mei 1970 | Don Burhenne 65' |       | 64' Herman Tiesselink | Stadion: De Kraal, Venlo Toeschouwers: 1.000 Scheidsrechter: Henk Weerink |
| 7 mei 1970 |                  |       |                       | Stadion: De Kraal, Venlo Toeschouwers: 1.000 Scheidsrechter: Henk Weerink |
| 7 mei 1970 |                  |       |                       | Stadion: De Kraal, Venlo Toeschouwers: 1.000 Scheidsrechter: Henk Weerink |
|            |                  |       |                       |                                                                           |

|            | |       |     |                                                                                   |
| 7 mei 1970 | RBC | 7 – 0 | EDO | Stadion: De Luiten, Roosendaal Toeschouwers: 2.000 Scheidsrechter: Tjeerd Elsinga |
| 7 mei 1970 | Fred Gillissen 24', 59' Pierre van Hal (pen) 37' (pen) 56' Johan den Haan 48' Ben Redel 68' Frie Nouwens 71' |       |     | Stadion: De Luiten, Roosendaal Toeschouwers: 2.000 Scheidsrechter: Tjeerd Elsinga |
| 7 mei 1970 | |       |     | Stadion: De Luiten, Roosendaal Toeschouwers: 2.000 Scheidsrechter: Tjeerd Elsinga |
| 7 mei 1970 | |       |     | Stadion: De Luiten, Roosendaal Toeschouwers: 2.000 Scheidsrechter: Tjeerd Elsinga |
|            | |       |     |                                                                                   |

|            |                   |       |                                                     |                                                                                       |
| 7 mei 1970 | SC Drente         | 1 – 3 | NOAD                                                | Stadion: Mr. Ovingstraat, Klazienaveen Toeschouwers: 1.000 Scheidsrechter: Jan Regtop |
| 7 mei 1970 | Tonny Roosken 80' |       | 23' Henk Zieltjens 41' Bart Stovers 83' Theo Netten | Stadion: Mr. Ovingstraat, Klazienaveen Toeschouwers: 1.000 Scheidsrechter: Jan Regtop |
| 7 mei 1970 |                   |       |                                                     | Stadion: Mr. Ovingstraat, Klazienaveen Toeschouwers: 1.000 Scheidsrechter: Jan Regtop |
| 7 mei 1970 |                   |       |                                                     | Stadion: Mr. Ovingstraat, Klazienaveen Toeschouwers: 1.000 Scheidsrechter: Jan Regtop |
|            |                   |       |                                                     |                                                                                       |

## Speelronde 31
|             |                   |       |                  |                                                                                      |
| 10 mei 1970 | Eindhoven         | 1 – 1 | Heerenveen       | Stadion: Aalsterweg, Eindhoven Toeschouwers: 4.000 Scheidsrechter: Ben Hoppenbrouwer |
| 10 mei 1970 | Jack Arendsen 42' |       | 69' Guus Joustra | Stadion: Aalsterweg, Eindhoven Toeschouwers: 4.000 Scheidsrechter: Ben Hoppenbrouwer |
| 10 mei 1970 |                   |       |                  | Stadion: Aalsterweg, Eindhoven Toeschouwers: 4.000 Scheidsrechter: Ben Hoppenbrouwer |
| 10 mei 1970 |                   |       |                  | Stadion: Aalsterweg, Eindhoven Toeschouwers: 4.000 Scheidsrechter: Ben Hoppenbrouwer |
|             |                   |       |                  |                                                                                      |

|             |     |                                        |            |                                                                            |
| 10 mei 1970 | ZFC | 0 – 2                                  | Wageningen | Stadion: Westzanerdijk, Zaandam Toeschouwers: 600 Scheidsrechter: Jan Beck |
| 10 mei 1970 |     | 66' (pen) Hans Posthumus 76' Aart Ooms |            | Stadion: Westzanerdijk, Zaandam Toeschouwers: 600 Scheidsrechter: Jan Beck |
| 10 mei 1970 |     |                                        |            | Stadion: Westzanerdijk, Zaandam Toeschouwers: 600 Scheidsrechter: Jan Beck |
| 10 mei 1970 |     |                                        |            | Stadion: Westzanerdijk, Zaandam Toeschouwers: 600 Scheidsrechter: Jan Beck |
|             |     |                                        |            |                                                                            |

|             |                                              |       |                  |                                                                                             |
| 10 mei 1970 | PEC                                          | 3 – 1 | FC VVV           | Stadion: Gemeentelijk Sportpark, Zwolle Toeschouwers: 2.000 Scheidsrechter: Bernard Verbeek |
| 10 mei 1970 | Cees Kick 9' Lody Kragt 26' Henk Liotart 69' |       | 83' Piet Kooiman | Stadion: Gemeentelijk Sportpark, Zwolle Toeschouwers: 2.000 Scheidsrechter: Bernard Verbeek |
| 10 mei 1970 |                                              |       |                  | Stadion: Gemeentelijk Sportpark, Zwolle Toeschouwers: 2.000 Scheidsrechter: Bernard Verbeek |
| 10 mei 1970 |                                              |       |                  | Stadion: Gemeentelijk Sportpark, Zwolle Toeschouwers: 2.000 Scheidsrechter: Bernard Verbeek |
|             |                                              |       |                  |                                                                                             |

|             |                                       |       |     |                                                                                |
| 10 mei 1970 | Limburgia                             | 2 – 0 | RBC | Stadion: Venweg, Brunssum Toeschouwers: 1.200 Scheidsrechter: Gerard Klaassens |
| 10 mei 1970 | Emil Klostermann 54' Willy Coolen 67' |       |     | Stadion: Venweg, Brunssum Toeschouwers: 1.200 Scheidsrechter: Gerard Klaassens |
| 10 mei 1970 |                                       |       |     | Stadion: Venweg, Brunssum Toeschouwers: 1.200 Scheidsrechter: Gerard Klaassens |
| 10 mei 1970 |                                       |       |     | Stadion: Venweg, Brunssum Toeschouwers: 1.200 Scheidsrechter: Gerard Klaassens |
|             |                                       |       |     |                                                                                |

|             |                     |       |                                              |                                                                                              |
| 10 mei 1970 | SC Gooiland         | 1 – 3 | SC Drente                                    | Stadion: Gemeentelijk Sportpark, Hilversum Toeschouwers: 500 Scheidsrechter: Rinus Barmentlo |
| 10 mei 1970 | Gerard Hogenbirk 9' |       | 27', 66' Wout Bosman 53' (pen) Tonny Roosken | Stadion: Gemeentelijk Sportpark, Hilversum Toeschouwers: 500 Scheidsrechter: Rinus Barmentlo |
| 10 mei 1970 |                     |       |                                              | Stadion: Gemeentelijk Sportpark, Hilversum Toeschouwers: 500 Scheidsrechter: Rinus Barmentlo |
| 10 mei 1970 |                     |       |                                              | Stadion: Gemeentelijk Sportpark, Hilversum Toeschouwers: 500 Scheidsrechter: Rinus Barmentlo |
|             |                     |       |                                              |                                                                                              |

|             |       |                 |       |                                                                                 |
| 10 mei 1970 | AGOVV | 0 – 1           | Velox | Stadion: Berg & Bos, Apeldoorn Toeschouwers: 500 Scheidsrechter: Charles Corver |
| 10 mei 1970 |       | 67' Bizzy Klein |       | Stadion: Berg & Bos, Apeldoorn Toeschouwers: 500 Scheidsrechter: Charles Corver |
| 10 mei 1970 |       |                 |       | Stadion: Berg & Bos, Apeldoorn Toeschouwers: 500 Scheidsrechter: Charles Corver |
| 10 mei 1970 |       |                 |       | Stadion: Berg & Bos, Apeldoorn Toeschouwers: 500 Scheidsrechter: Charles Corver |
|             |       |                 |       |                                                                                 |

|             |     |       |         |                                                                               |
| 10 mei 1970 | EDO | 0 – 0 | Baronie | Stadion: Noordersportpark, Haarlem Toeschouwers: 600 Scheidsrechter: Jan Beck |
| 10 mei 1970 |     |       |         | Stadion: Noordersportpark, Haarlem Toeschouwers: 600 Scheidsrechter: Jan Beck |
| 10 mei 1970 |     |       |         | Stadion: Noordersportpark, Haarlem Toeschouwers: 600 Scheidsrechter: Jan Beck |
| 10 mei 1970 |     |       |         | Stadion: Noordersportpark, Haarlem Toeschouwers: 600 Scheidsrechter: Jan Beck |
|             |     |       |         |                                                                               |

|             |                        |       |                                                 |                                                                                      |
| 10 mei 1970 | NOAD                   | 1 – 4 | Hermes DVS                                      | Stadion: Gemeentelijk Sportpark, Tilburg Toeschouwers: 300 Scheidsrechter: Henk Vlug |
| 10 mei 1970 | Jacques von Ranzow 51' |       | 30', 46', 54' Cees van Kooten 85' Theo de Raaij | Stadion: Gemeentelijk Sportpark, Tilburg Toeschouwers: 300 Scheidsrechter: Henk Vlug |
| 10 mei 1970 |                        |       |                                                 | Stadion: Gemeentelijk Sportpark, Tilburg Toeschouwers: 300 Scheidsrechter: Henk Vlug |
| 10 mei 1970 |                        |       |                                                 | Stadion: Gemeentelijk Sportpark, Tilburg Toeschouwers: 300 Scheidsrechter: Henk Vlug |
|             |                        |       |                                                 |                                                                                      |

## Speelronde 32
|             |                                                   |       |                                            |                                                                          |
| 18 mei 1970 | Hermes DVS                                        | 5 – 2 | SC Gooiland                                | Stadion: Harga, Schiedam Toeschouwers: 400 Scheidsrechter: Siem Wellinga |
| 18 mei 1970 | Cees van Kooten 50', 75', 83', 89' Ger Bakkes 87' |       | 12' Gerard Hogenbirk 14' Mihajlo Samardžić | Stadion: Harga, Schiedam Toeschouwers: 400 Scheidsrechter: Siem Wellinga |
| 18 mei 1970 |                                                   |       |                                            | Stadion: Harga, Schiedam Toeschouwers: 400 Scheidsrechter: Siem Wellinga |
| 18 mei 1970 |                                                   |       |                                            | Stadion: Harga, Schiedam Toeschouwers: 400 Scheidsrechter: Siem Wellinga |
|             |                                                   |       |                                            |                                                                          |

|             |                       |       |            |                                                                              |
| 18 mei 1970 | Velox                 | 1 – 0 | Heerenveen | Stadion: Koningsweg, Utrecht Toeschouwers: 6.000 Scheidsrechter: Frans Derks |
| 18 mei 1970 | Bizzy Klein (pen) 81' |       |            | Stadion: Koningsweg, Utrecht Toeschouwers: 6.000 Scheidsrechter: Frans Derks |
| 18 mei 1970 |                       |       |            | Stadion: Koningsweg, Utrecht Toeschouwers: 6.000 Scheidsrechter: Frans Derks |
| 18 mei 1970 |                       |       |            | Stadion: Koningsweg, Utrecht Toeschouwers: 6.000 Scheidsrechter: Frans Derks |
|             |                       |       |            |                                                                              |

|             |                                                         |       |                                      |                                                                                          |
| 18 mei 1970 | SC Drente                                               | 4 – 2 | ZFC                                  | Stadion: Mr. Ovingstraat, Klazienaveen Toeschouwers: 800 Scheidsrechter: Bernard Verbeek |
| 18 mei 1970 | Wout Bosman 20', 30' Dick Reekers 60' Tonny Roosken 80' |       | 5' Hans van Eikeren 89' Ed Langereis | Stadion: Mr. Ovingstraat, Klazienaveen Toeschouwers: 800 Scheidsrechter: Bernard Verbeek |
| 18 mei 1970 |                                                         |       |                                      | Stadion: Mr. Ovingstraat, Klazienaveen Toeschouwers: 800 Scheidsrechter: Bernard Verbeek |
| 18 mei 1970 |                                                         |       |                                      | Stadion: Mr. Ovingstraat, Klazienaveen Toeschouwers: 800 Scheidsrechter: Bernard Verbeek |
|             |                                                         |       |                                      |                                                                                          |

|             |                                       |       |                                  |                                                                                 |
| 18 mei 1970 | AGOVV                                 | 2 – 2 | PEC                              | Stadion: Berg & Bos, Apeldoorn Toeschouwers: 1.500 Scheidsrechter: Henk Geurens |
| 18 mei 1970 | Cas Looijen 31' Leo van de Kraats 64' |       | 71' Lody Kragt 84' Zlatko Dračić | Stadion: Berg & Bos, Apeldoorn Toeschouwers: 1.500 Scheidsrechter: Henk Geurens |
| 18 mei 1970 |                                       |       |                                  | Stadion: Berg & Bos, Apeldoorn Toeschouwers: 1.500 Scheidsrechter: Henk Geurens |
| 18 mei 1970 |                                       |       |                                  | Stadion: Berg & Bos, Apeldoorn Toeschouwers: 1.500 Scheidsrechter: Henk Geurens |
|             |                                       |       |                                  |                                                                                 |

|             |     |                                                     |           |                                                                                |
| 18 mei 1970 | RBC | 0 – 4                                               | Eindhoven | Stadion: De Luiten, Roosendaal Toeschouwers: 1.000 Scheidsrechter: Jan Godding |
| 18 mei 1970 |     | 4', 72' Frans Weijers 28', 75' Fritske van der Boer |           | Stadion: De Luiten, Roosendaal Toeschouwers: 1.000 Scheidsrechter: Jan Godding |
| 18 mei 1970 |     |                                                     |           | Stadion: De Luiten, Roosendaal Toeschouwers: 1.000 Scheidsrechter: Jan Godding |
| 18 mei 1970 |     |                                                     |           | Stadion: De Luiten, Roosendaal Toeschouwers: 1.000 Scheidsrechter: Jan Godding |
|             |     |                                                     |           |                                                                                |

|             |                                                             |       |                       |                                                                                          |
| 18 mei 1970 | Wageningen                                                  | 4 – 1 | EDO                   | Stadion: De Wageningse Berg, Wageningen Toeschouwers: 7.000 Scheidsrechter: Joop Mulders |
| 18 mei 1970 | Marcel Broecks 19' Hans Posthumus 34' Cas Janssens 47', 51' |       | 56' Leo van der Lubbe | Stadion: De Wageningse Berg, Wageningen Toeschouwers: 7.000 Scheidsrechter: Joop Mulders |
| 18 mei 1970 |                                                             |       |                       | Stadion: De Wageningse Berg, Wageningen Toeschouwers: 7.000 Scheidsrechter: Joop Mulders |
| 18 mei 1970 |                                                             |       |                       | Stadion: De Wageningse Berg, Wageningen Toeschouwers: 7.000 Scheidsrechter: Joop Mulders |
|             |                                                             |       |                       |                                                                                          |

|             |                                       |       |                                  |                                                                                |
| 18 mei 1970 | Roda JC                               | 2 – 2 | NOAD                             | Stadion: Kaalheide, Kerkrade Toeschouwers: 600 Scheidsrechter: Martin Batelaan |
| 18 mei 1970 | Wim Langenhuizen 69' Hens Fischer 87' |       | 25' Ad de Beer 64' Piet van Dijk | Stadion: Kaalheide, Kerkrade Toeschouwers: 600 Scheidsrechter: Martin Batelaan |
| 18 mei 1970 |                                       |       |                                  | Stadion: Kaalheide, Kerkrade Toeschouwers: 600 Scheidsrechter: Martin Batelaan |
| 18 mei 1970 |                                       |       |                                  | Stadion: Kaalheide, Kerkrade Toeschouwers: 600 Scheidsrechter: Martin Batelaan |
|             |                                       |       |                                  |                                                                                |

|             |                                                 |       |                                  |                                                 |
| 7 juni 1970 | Baronie                                         | 3 – 2 | Limburgia                        | Stadion: De Blauwe Kei, Breda Toeschouwers: 800 |
| 7 juni 1970 | Ger Saris 14' Piet Maas 30' Johan Havermans 34' |       | 40' Willy Coolen 70' Jan Janssen | Stadion: De Blauwe Kei, Breda Toeschouwers: 800 |
| 7 juni 1970 |                                                 |       |                                  | Stadion: De Blauwe Kei, Breda Toeschouwers: 800 |
| 7 juni 1970 |                                                 |       |                                  | Stadion: De Blauwe Kei, Breda Toeschouwers: 800 |
|             |                                                 |       |                                  |                                                 |

## Speelronde 33
|               |                                                         |       |        |                                                                                       |
| 12 april 1970 | NOAD                                                    | 3 – 0 | FC VVV | Stadion: Gemeentelijk Sportpark, Tilburg Toeschouwers: 500 Scheidsrechter: Jan Regtop |
| 12 april 1970 | Jacques von Ranzow 51' Bart Stovers 64' Theo Netten 89' |       |        | Stadion: Gemeentelijk Sportpark, Tilburg Toeschouwers: 500 Scheidsrechter: Jan Regtop |
| 12 april 1970 |                                                         |       |        | Stadion: Gemeentelijk Sportpark, Tilburg Toeschouwers: 500 Scheidsrechter: Jan Regtop |
| 12 april 1970 |                                                         |       |        | Stadion: Gemeentelijk Sportpark, Tilburg Toeschouwers: 500 Scheidsrechter: Jan Regtop |
|               |                                                         |       |        |                                                                                       |

|             |               |       |     |                                                                             |
| 24 mei 1970 | Heerenveen    | 1 – 0 | RBC | Stadion: Noord, Heerenveen Toeschouwers: 1.500 Scheidsrechter: Henk Geurens |
| 24 mei 1970 | Kees Kist 11' |       |     | Stadion: Noord, Heerenveen Toeschouwers: 1.500 Scheidsrechter: Henk Geurens |
| 24 mei 1970 |               |       |     | Stadion: Noord, Heerenveen Toeschouwers: 1.500 Scheidsrechter: Henk Geurens |
| 24 mei 1970 |               |       |     | Stadion: Noord, Heerenveen Toeschouwers: 1.500 Scheidsrechter: Henk Geurens |
|             |               |       |     |                                                                             |

|             |                 |       |                           |                                                                          |
| 24 mei 1970 | Limburgia       | 1 – 1 | Wageningen                | Stadion: Venweg, Brunssum Toeschouwers: 1.500 Scheidsrechter: Jan Regtop |
| 24 mei 1970 | Jan Beckers 35' |       | 70' (pen.) Hans Posthumus | Stadion: Venweg, Brunssum Toeschouwers: 1.500 Scheidsrechter: Jan Regtop |
| 24 mei 1970 |                 |       |                           | Stadion: Venweg, Brunssum Toeschouwers: 1.500 Scheidsrechter: Jan Regtop |
| 24 mei 1970 |                 |       |                           | Stadion: Venweg, Brunssum Toeschouwers: 1.500 Scheidsrechter: Jan Regtop |
|             |                 |       |                           |                                                                          |

|             |                           |       |                                                  |                                                                                              |
| 24 mei 1970 | SC Gooiland               | 2 – 2 | Roda JC                                          | Stadion: Gemeentelijk Sportpark, Hilversum Toeschouwers: 300 Scheidsrechter: Bernard Verbeek |
| 24 mei 1970 | Gerard Hogenbirk 65', 76' |       | 10' Rainer Schönwelder 80' (e.d.) Johan Schouten | Stadion: Gemeentelijk Sportpark, Hilversum Toeschouwers: 300 Scheidsrechter: Bernard Verbeek |
| 24 mei 1970 |                           |       |                                                  | Stadion: Gemeentelijk Sportpark, Hilversum Toeschouwers: 300 Scheidsrechter: Bernard Verbeek |
| 24 mei 1970 |                           |       |                                                  | Stadion: Gemeentelijk Sportpark, Hilversum Toeschouwers: 300 Scheidsrechter: Bernard Verbeek |
|             |                           |       |                                                  |                                                                                              |

|             |                       |       |                                   |                                                                                |
| 24 mei 1970 | EDO                   | 1 – 2 | SC Drente                         | Stadion: Noordersportpark, Haarlem Toeschouwers: 200 Scheidsrechter: Henk Vlug |
| 24 mei 1970 | Leo van der Lubbe 35' |       | 40' Wout Bosman 80' Tonny Roosken | Stadion: Noordersportpark, Haarlem Toeschouwers: 200 Scheidsrechter: Henk Vlug |
| 24 mei 1970 |                       |       |                                   | Stadion: Noordersportpark, Haarlem Toeschouwers: 200 Scheidsrechter: Henk Vlug |
| 24 mei 1970 |                       |       |                                   | Stadion: Noordersportpark, Haarlem Toeschouwers: 200 Scheidsrechter: Henk Vlug |
|             |                       |       |                                   |                                                                                |

|             |                                                                 |       |     |                                                                           |
| 24 mei 1970 | Velox                                                           | 3 – 0 | PEC | Stadion: Koningsweg, Utrecht Toeschouwers: 2.500 Scheidsrechter: Jan Beck |
| 24 mei 1970 | Gerrit Langerak 36' Bizzy Klein (pen) 40' Cees van den Berg 70' |       |     | Stadion: Koningsweg, Utrecht Toeschouwers: 2.500 Scheidsrechter: Jan Beck |
| 24 mei 1970 |                                                                 |       |     | Stadion: Koningsweg, Utrecht Toeschouwers: 2.500 Scheidsrechter: Jan Beck |
| 24 mei 1970 |                                                                 |       |     | Stadion: Koningsweg, Utrecht Toeschouwers: 2.500 Scheidsrechter: Jan Beck |
|             |                                                                 |       |     |                                                                           |

|             |                                                  |       |         |                                                                                    |
| 24 mei 1970 | Eindhoven                                        | 2 – 0 | Baronie | Stadion: Aalsterweg, Eindhoven Toeschouwers: 3.000 Scheidsrechter: Rinus Barmentlo |
| 24 mei 1970 | Frans Weijers 32' Fritsle van der Boer (pen) 89' |       |         | Stadion: Aalsterweg, Eindhoven Toeschouwers: 3.000 Scheidsrechter: Rinus Barmentlo |
| 24 mei 1970 |                                                  |       |         | Stadion: Aalsterweg, Eindhoven Toeschouwers: 3.000 Scheidsrechter: Rinus Barmentlo |
| 24 mei 1970 |                                                  |       |         | Stadion: Aalsterweg, Eindhoven Toeschouwers: 3.000 Scheidsrechter: Rinus Barmentlo |
|             |                                                  |       |         |                                                                                    |

|             |                  |       |                       |                                                                                |
| 24 mei 1970 | ZFC              | 1 – 1 | Hermes DVS            | Stadion: Westzanerdijk, Zaandam Toeschouwers: 150 Scheidsrechter: Henk Weerink |
| 24 mei 1970 | Dick Helling 42' |       | 89' Aad van der Stelt | Stadion: Westzanerdijk, Zaandam Toeschouwers: 150 Scheidsrechter: Henk Weerink |
| 24 mei 1970 |                  |       |                       | Stadion: Westzanerdijk, Zaandam Toeschouwers: 150 Scheidsrechter: Henk Weerink |
| 24 mei 1970 |                  |       |                       | Stadion: Westzanerdijk, Zaandam Toeschouwers: 150 Scheidsrechter: Henk Weerink |
|             |                  |       |                       |                                                                                |

## Speelronde 34
|               |                  |       |     |                                                                                |
| 12 april 1970 | Hermes DVS       | 1 – 0 | EDO | Stadion: Harga, Schiedam Toeschouwers: 1.000 Scheidsrechter: Gerrit Berrevoets |
| 12 april 1970 | Gerard Flaes 25' |       |     | Stadion: Harga, Schiedam Toeschouwers: 1.000 Scheidsrechter: Gerrit Berrevoets |
| 12 april 1970 |                  |       |     | Stadion: Harga, Schiedam Toeschouwers: 1.000 Scheidsrechter: Gerrit Berrevoets |
| 12 april 1970 |                  |       |     | Stadion: Harga, Schiedam Toeschouwers: 1.000 Scheidsrechter: Gerrit Berrevoets |
|               |                  |       |     |                                                                                |

|               |                                          |       |                   |                                                                                      |
| 30 april 1970 | SC Drente                                | 2 – 1 | Limburgia         | Stadion: Mr. Ovingstraat, Klazienaveen Toeschouwers: 1.000 Scheidsrechter: Henk Vlug |
| 30 april 1970 | Gerrit Kloosterman 43' Tonny Roosken 60' |       | 44' Ties Klinkers | Stadion: Mr. Ovingstraat, Klazienaveen Toeschouwers: 1.000 Scheidsrechter: Henk Vlug |
| 30 april 1970 |                                          |       |                   | Stadion: Mr. Ovingstraat, Klazienaveen Toeschouwers: 1.000 Scheidsrechter: Henk Vlug |
| 30 april 1970 |                                          |       |                   | Stadion: Mr. Ovingstraat, Klazienaveen Toeschouwers: 1.000 Scheidsrechter: Henk Vlug |
|               |                                          |       |                   |                                                                                      |

|             |                     |       |                    |                                                                                |
| 31 mei 1970 | Baronie             | 1 – 1 | Heerenveen         | Stadion: De Blauwe Kei, Breda Toeschouwers: 1.500 Scheidsrechter: Joop Mulders |
| 31 mei 1970 | Johan Havermans 50' |       | 75' Herman Hofstra | Stadion: De Blauwe Kei, Breda Toeschouwers: 1.500 Scheidsrechter: Joop Mulders |
| 31 mei 1970 |                     |       |                    | Stadion: De Blauwe Kei, Breda Toeschouwers: 1.500 Scheidsrechter: Joop Mulders |
| 31 mei 1970 |                     |       |                    | Stadion: De Blauwe Kei, Breda Toeschouwers: 1.500 Scheidsrechter: Joop Mulders |
|             |                     |       |                    |                                                                                |

|             |                    |       |                                                                   |                                                                         |
| 31 mei 1970 | FC VVV             | 1 – 4 | SC Gooiland                                                       | Stadion: De Kraal, Venlo Toeschouwers: 500 Scheidsrechter: Henk Geurens |
| 31 mei 1970 | Henk Speijcken 20' |       | 22' Piet Boogaard 60', 62' Mihajlo Samardžić 61' Gerard Hogenbirk | Stadion: De Kraal, Venlo Toeschouwers: 500 Scheidsrechter: Henk Geurens |
| 31 mei 1970 |                    |       |                                                                   | Stadion: De Kraal, Venlo Toeschouwers: 500 Scheidsrechter: Henk Geurens |
| 31 mei 1970 |                    |       |                                                                   | Stadion: De Kraal, Venlo Toeschouwers: 500 Scheidsrechter: Henk Geurens |
|             |                    |       |                                                                   |                                                                         |

|             |            |                                     |           |                                                                                            |
| 31 mei 1970 | Wageningen | 0 – 2                               | Eindhoven | Stadion: De Wageningse Berg, Wageningen Toeschouwers: 4.500 Scheidsrechter: Charles Corver |
| 31 mei 1970 |            | 21' Jack Arendsen 38' Frans Weijers |           | Stadion: De Wageningse Berg, Wageningen Toeschouwers: 4.500 Scheidsrechter: Charles Corver |
| 31 mei 1970 |            |                                     |           | Stadion: De Wageningse Berg, Wageningen Toeschouwers: 4.500 Scheidsrechter: Charles Corver |
| 31 mei 1970 |            |                                     |           | Stadion: De Wageningse Berg, Wageningen Toeschouwers: 4.500 Scheidsrechter: Charles Corver |
|             |            |                                     |           |                                                                                            |

|             |       |                                                                |      |                                                                            |
| 31 mei 1970 | AGOVV | 0 – 4                                                          | NOAD | Stadion: Berg & Bos, Apeldoorn Toeschouwers: 500 Scheidsrechter: Henk Vlug |
| 31 mei 1970 |       | 5' Jacques von Ranzow 34', 40' Piet van Dijk 36' Gerard Netten |      | Stadion: Berg & Bos, Apeldoorn Toeschouwers: 500 Scheidsrechter: Henk Vlug |
| 31 mei 1970 |       |                                                                |      | Stadion: Berg & Bos, Apeldoorn Toeschouwers: 500 Scheidsrechter: Henk Vlug |
| 31 mei 1970 |       |                                                                |      | Stadion: Berg & Bos, Apeldoorn Toeschouwers: 500 Scheidsrechter: Henk Vlug |
|             |       |                                                                |      |                                                                            |

|             |                                         |       |                    |                                                                                 |
| 31 mei 1970 | RBC                                     | 2 – 1 | Velox              | Stadion: De Luiten, Roosendaal Toeschouwers: 1.000 Scheidsrechter: Henk Klopper |
| 31 mei 1970 | Fred Gillissen 42' Louis Verstraten 86' |       | 75' Johan Engelsma | Stadion: De Luiten, Roosendaal Toeschouwers: 1.000 Scheidsrechter: Henk Klopper |
| 31 mei 1970 |                                         |       |                    | Stadion: De Luiten, Roosendaal Toeschouwers: 1.000 Scheidsrechter: Henk Klopper |
| 31 mei 1970 |                                         |       |                    | Stadion: De Luiten, Roosendaal Toeschouwers: 1.000 Scheidsrechter: Henk Klopper |
|             |                                         |       |                    |                                                                                 |

|             |                                    |       |     |                                                                                |
| 31 mei 1970 | Roda JC                            | 2 – 0 | ZFC | Stadion: Kaalheide, Kerkrade Toeschouwers: 600 Scheidsrechter: Rinus Barmentlo |
| 31 mei 1970 | Bert Willems 30' Jan Schaekens 75' |       |     | Stadion: Kaalheide, Kerkrade Toeschouwers: 600 Scheidsrechter: Rinus Barmentlo |
| 31 mei 1970 |                                    |       |     | Stadion: Kaalheide, Kerkrade Toeschouwers: 600 Scheidsrechter: Rinus Barmentlo |
| 31 mei 1970 |                                    |       |     | Stadion: Kaalheide, Kerkrade Toeschouwers: 600 Scheidsrechter: Rinus Barmentlo |
|             |                                    |       |     |                                                                                |

## Voetnoten
AGOVV · Baronie · SC Drente · EDO · Eindhoven · Gooiland · Heerenveen · Hermes DVS · Limburgia · NOAD · PEC · RBC · Roda JC · Velox · FC VVV · Wageningen · ZFC